# Galerie d'éléments chimiques
On dénombre 118 éléments chimiques ayant été observés, dont seulement 90 qui se rencontrent dans le milieu naturel. 
Cette liste illustrée présente, sauf indication contraire, une forme courante des corps simples constitués de ces éléments dans des conditions normales de température et de pression, à l'exception toutefois des éléments dont le corps simple dans ces conditions est un gaz incolore, qui sont alors représentés dans leur état après ionisation dans une lampe à décharge ou à l'état liquide.

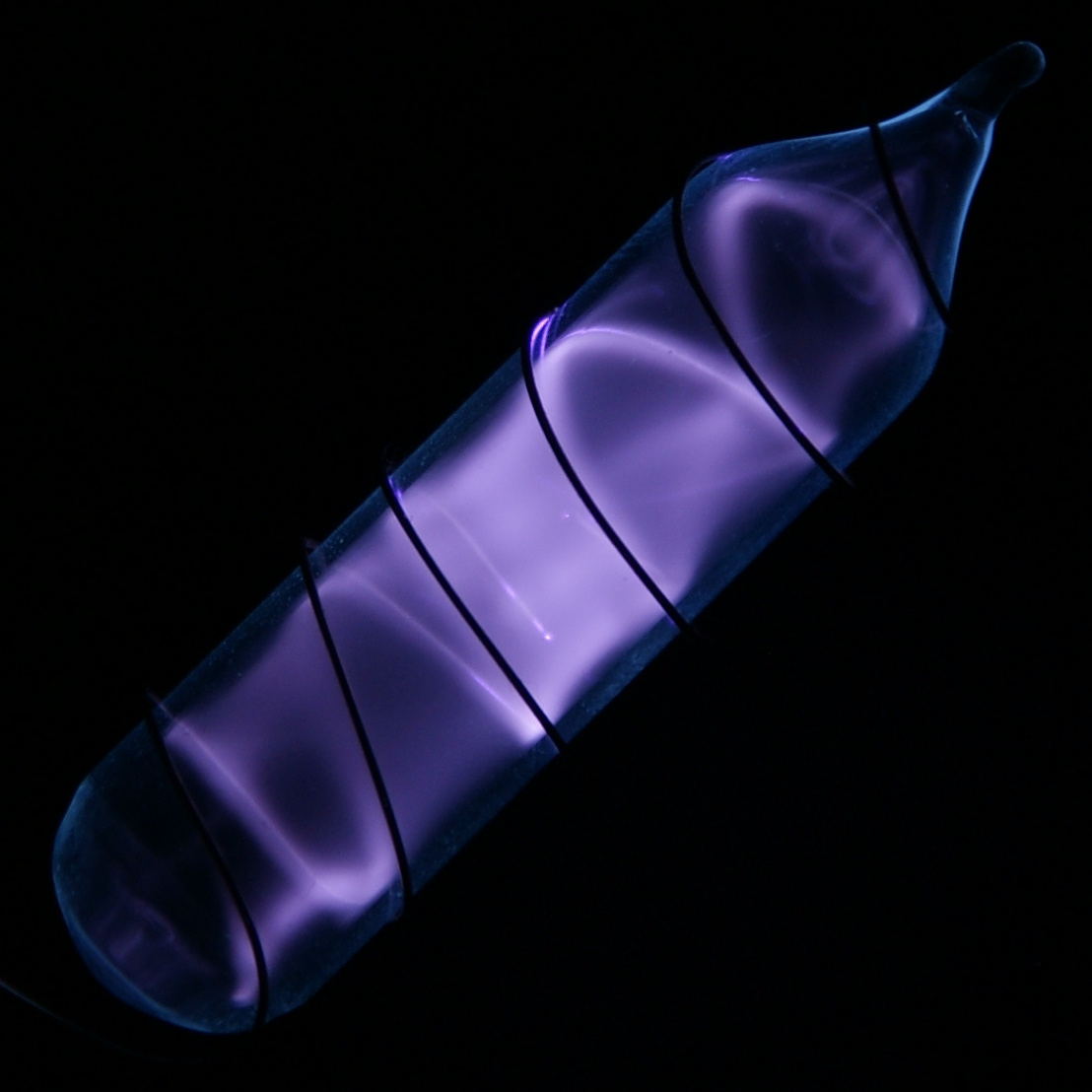
1 Dihydrogène incolore le plus souvent
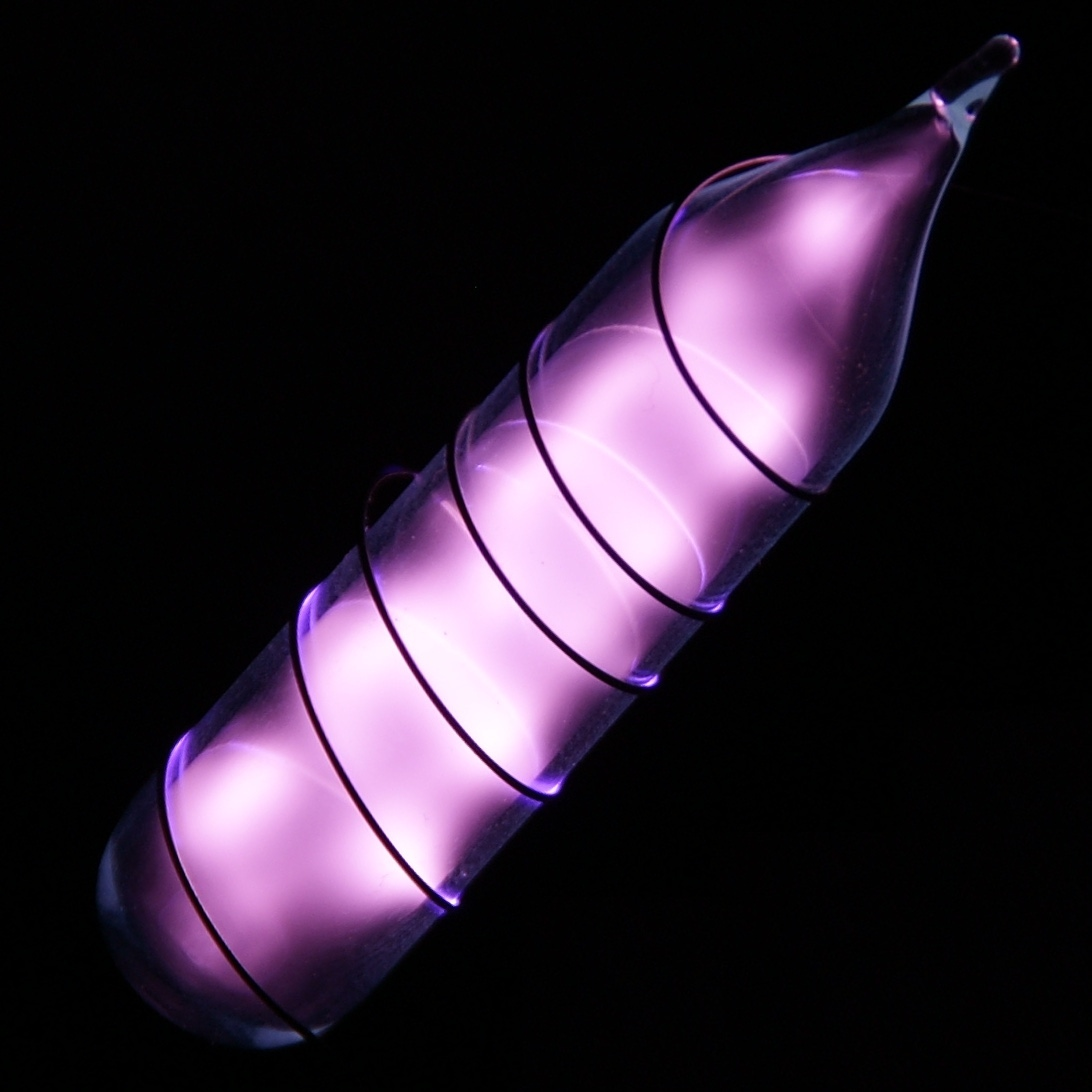
2 Hélium incolore le plus souvent
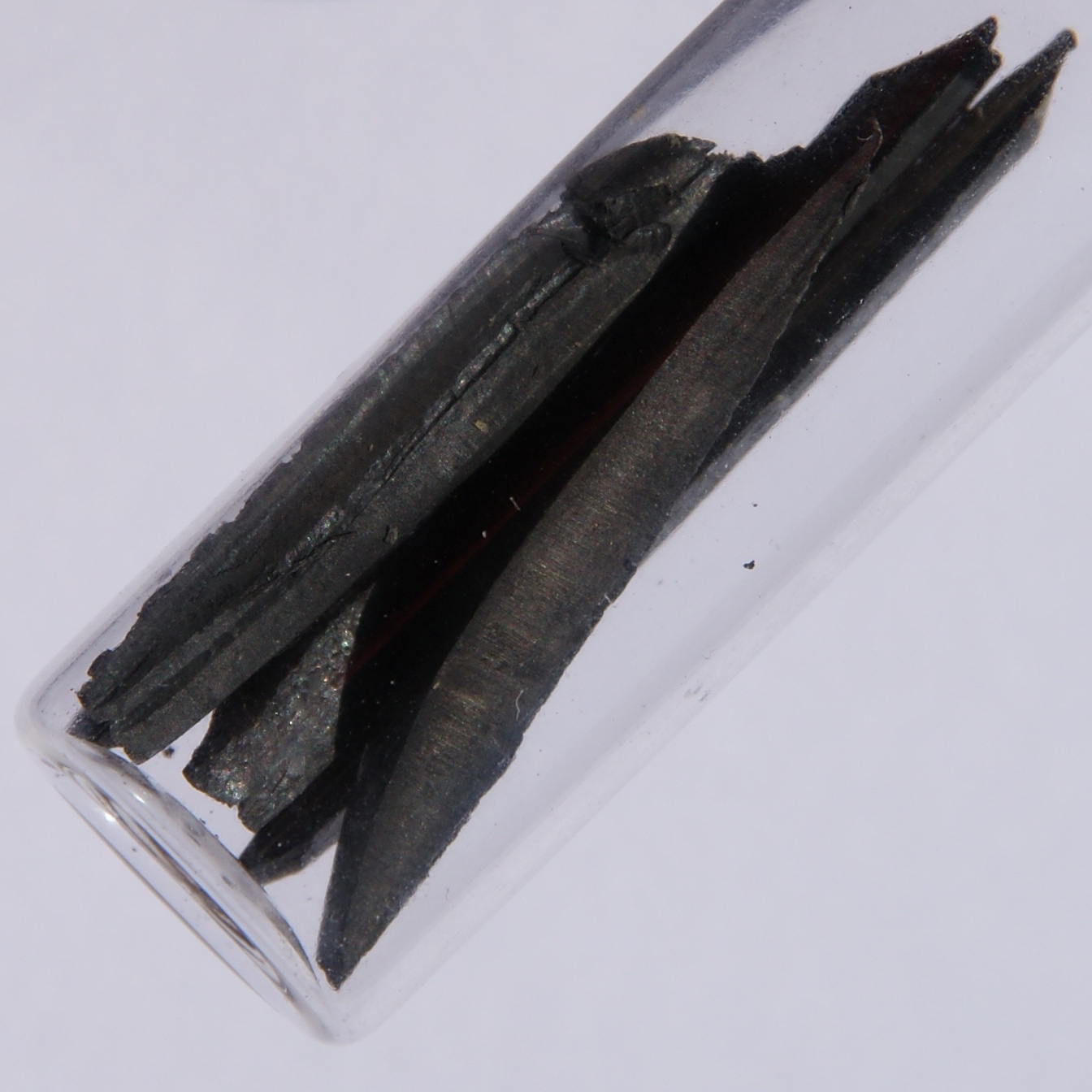
3 Lithium
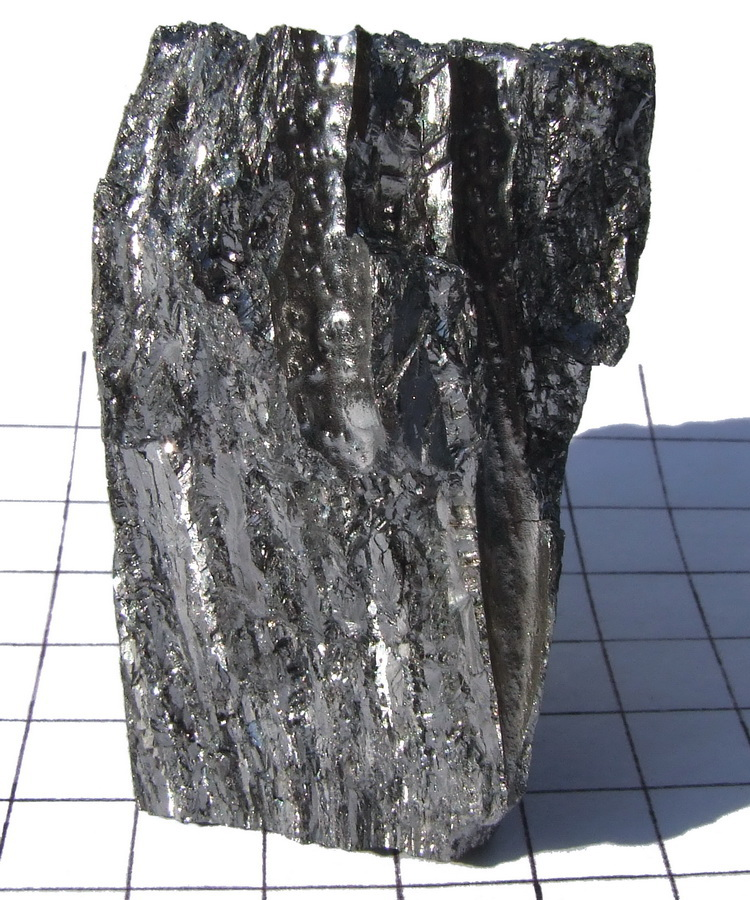
4 Béryllium
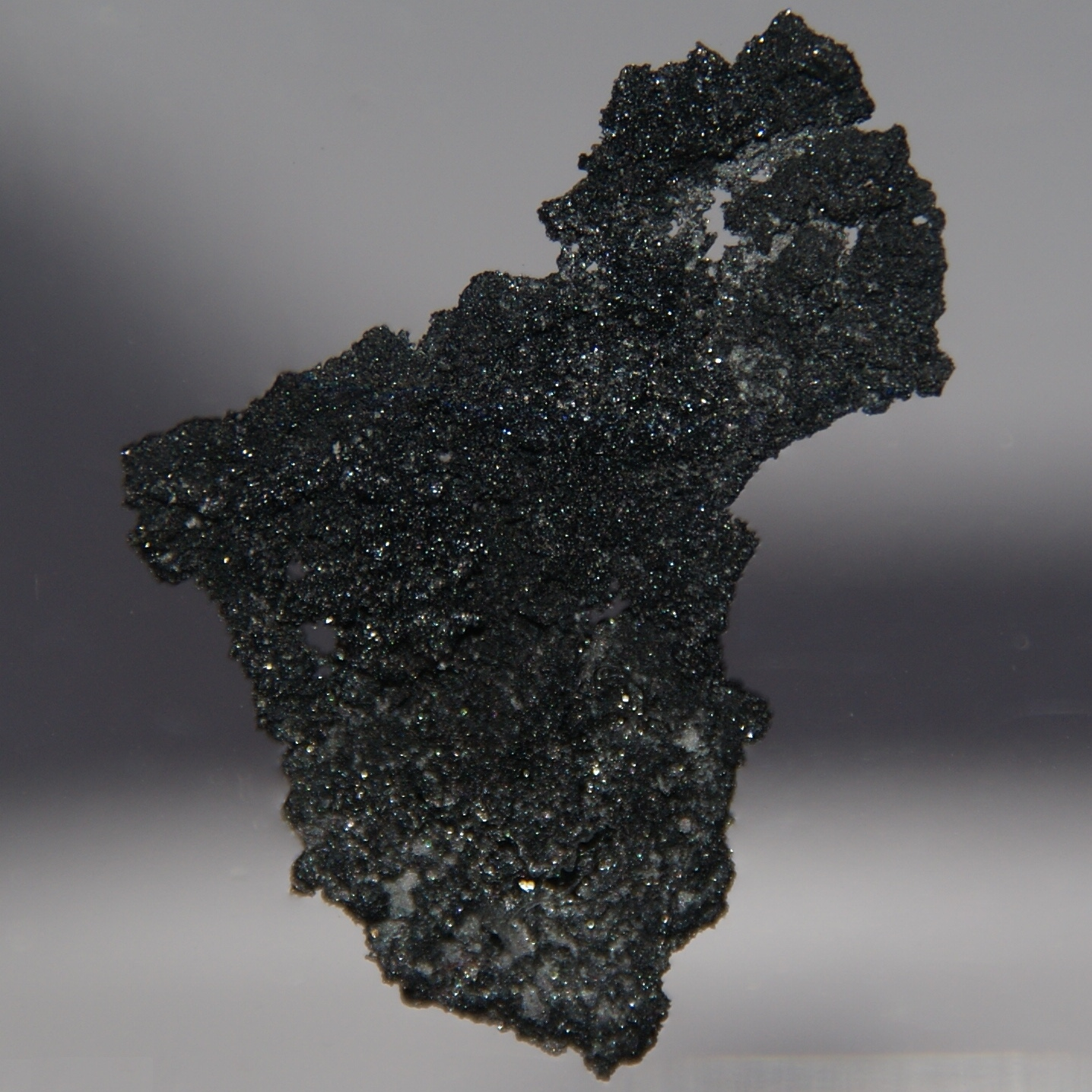
5 Bore
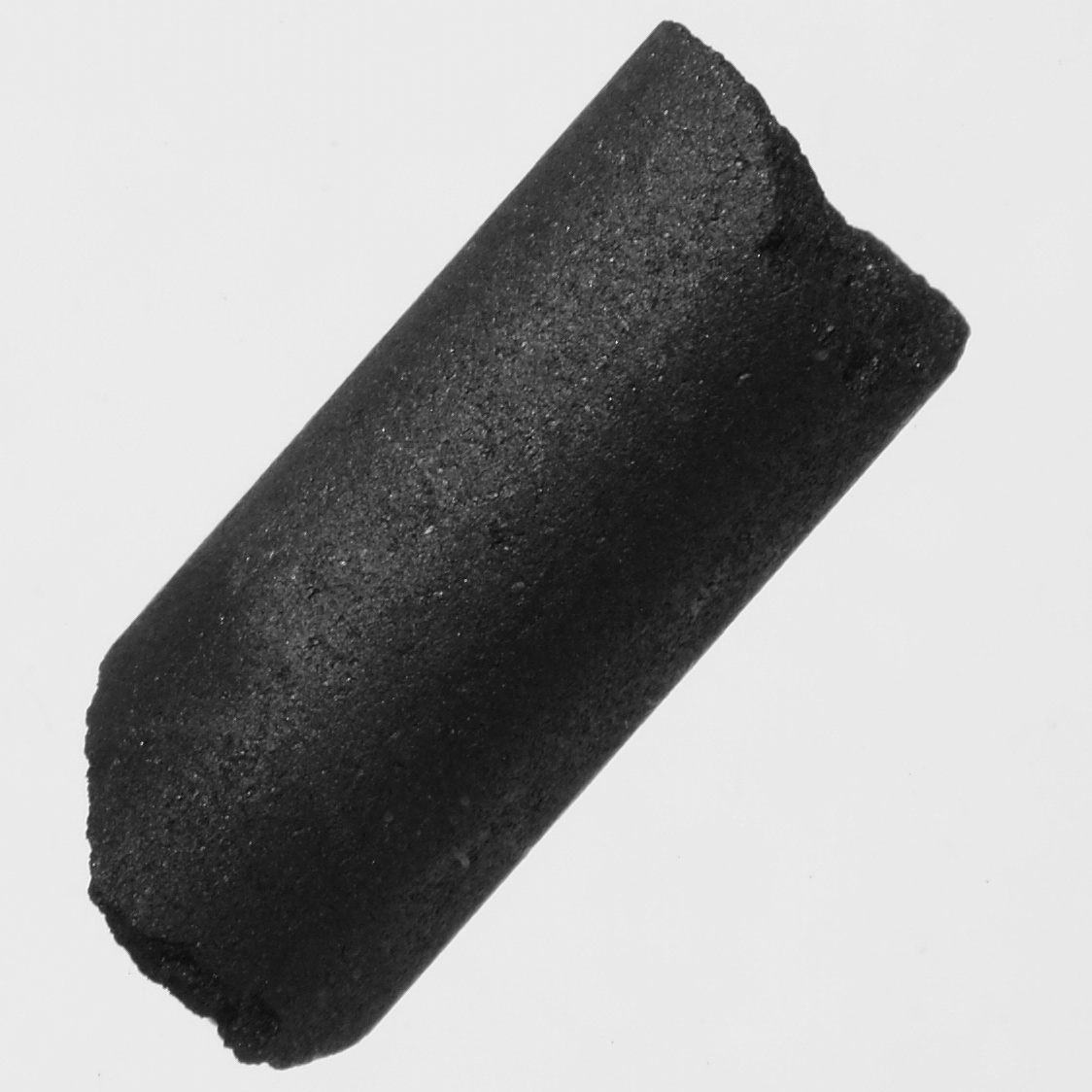
6 Carbone (graphite[3])
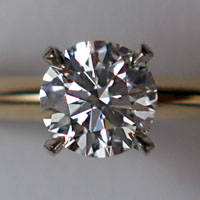
6 Carbone (diamant[3])
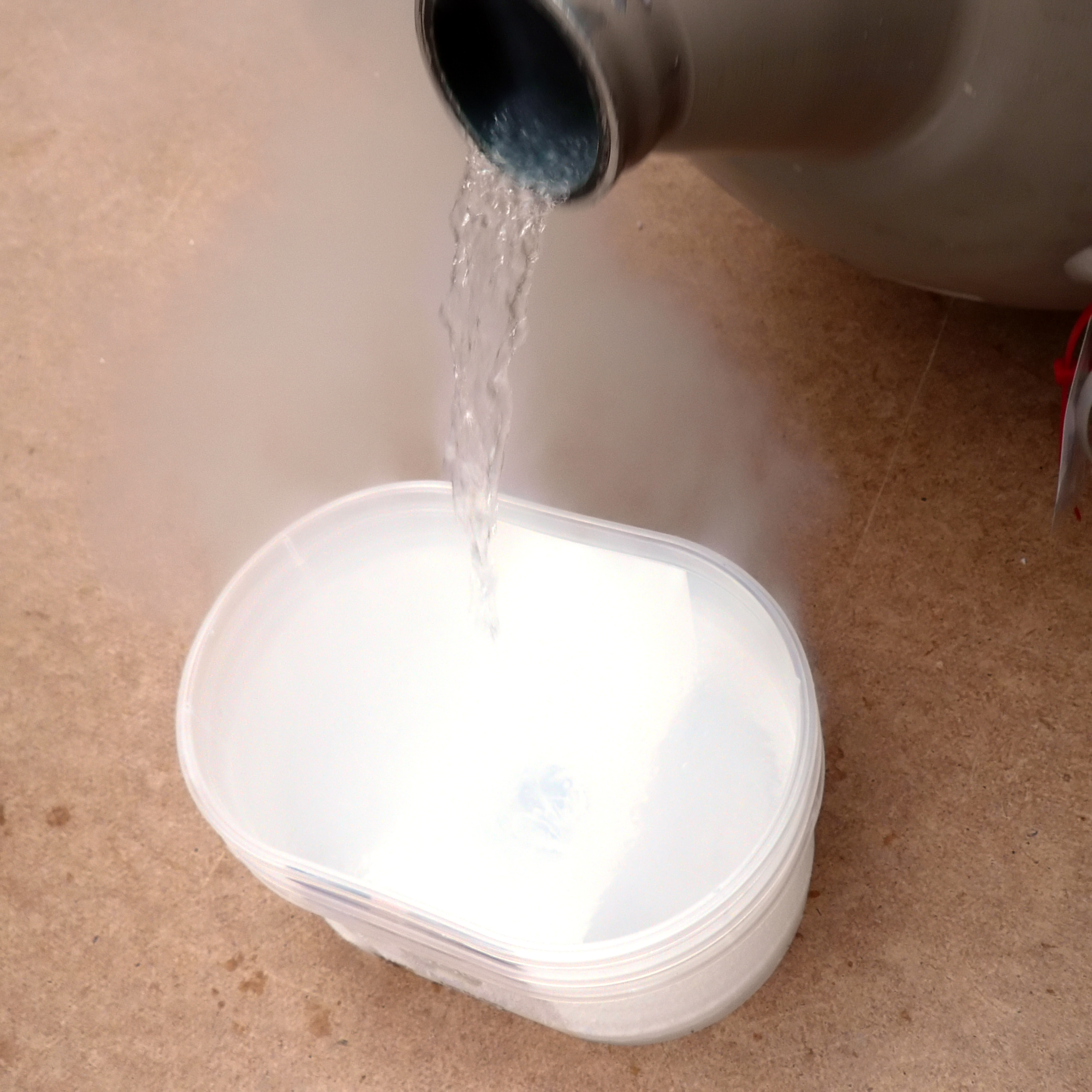
7 Azote liquide à température d'ébullition
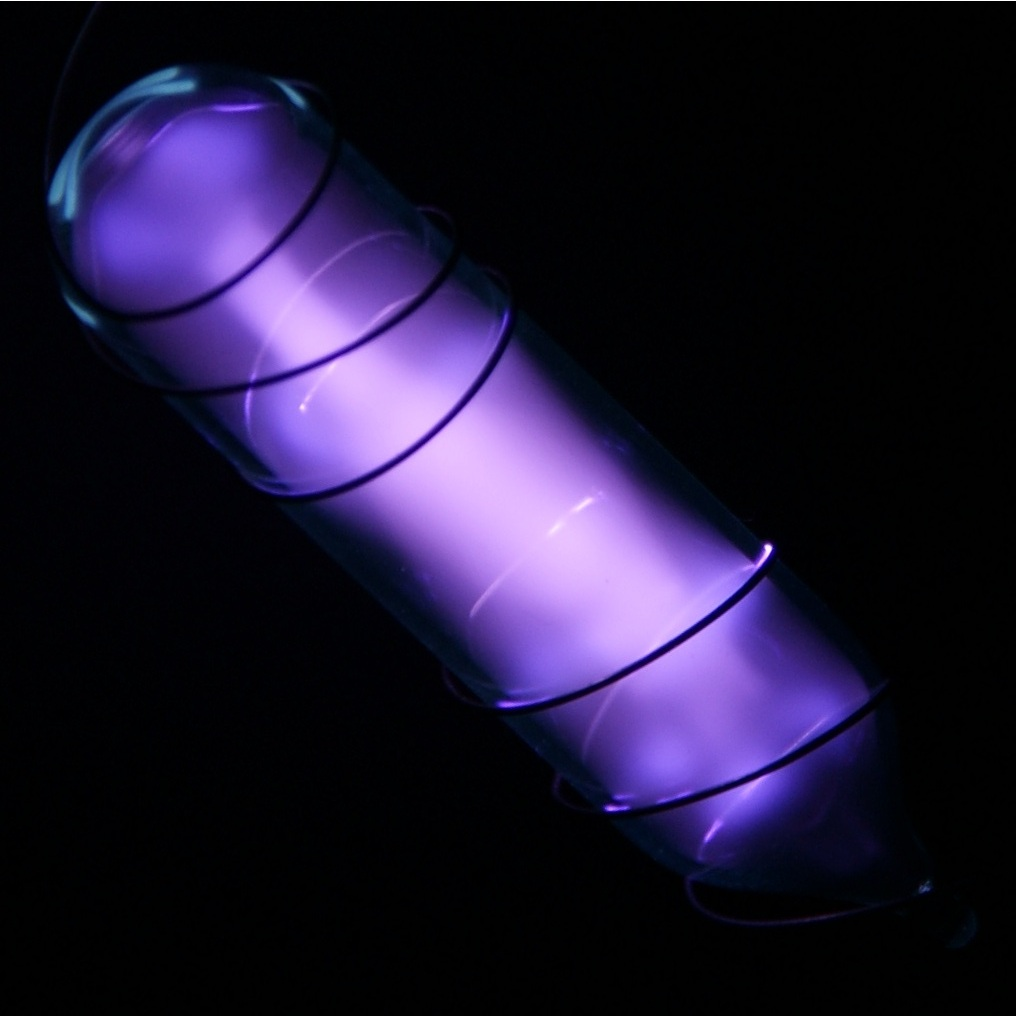
8 Oxygène incolore le plus souvent
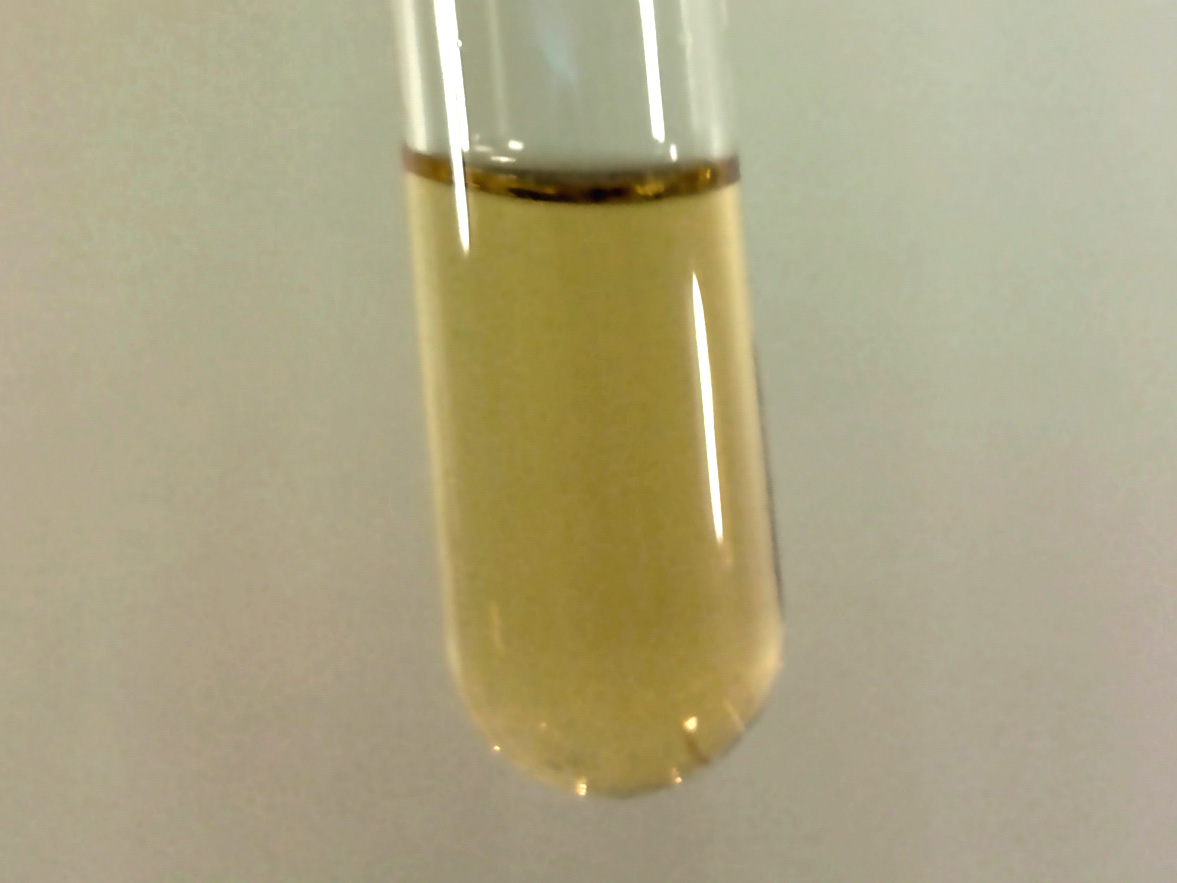
9 Difluor liquide
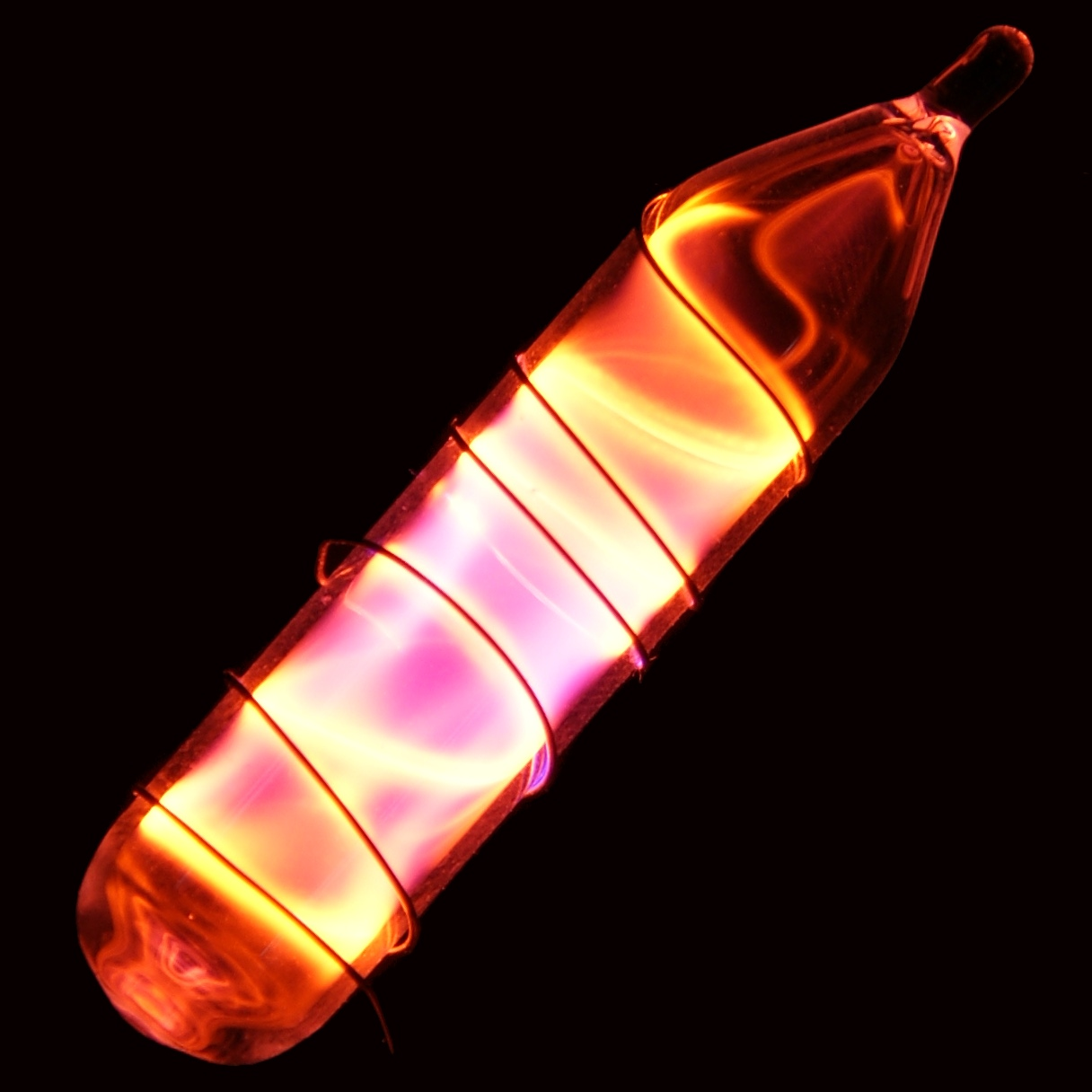
10 Néon incolore le plus souvent
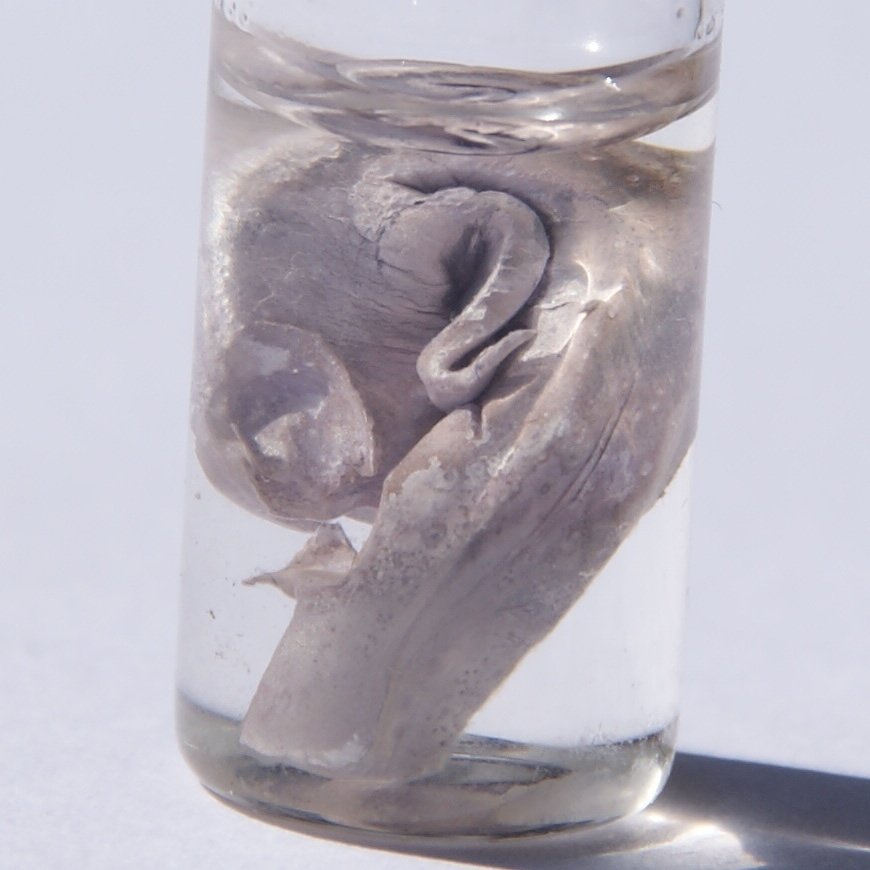
11 Sodium
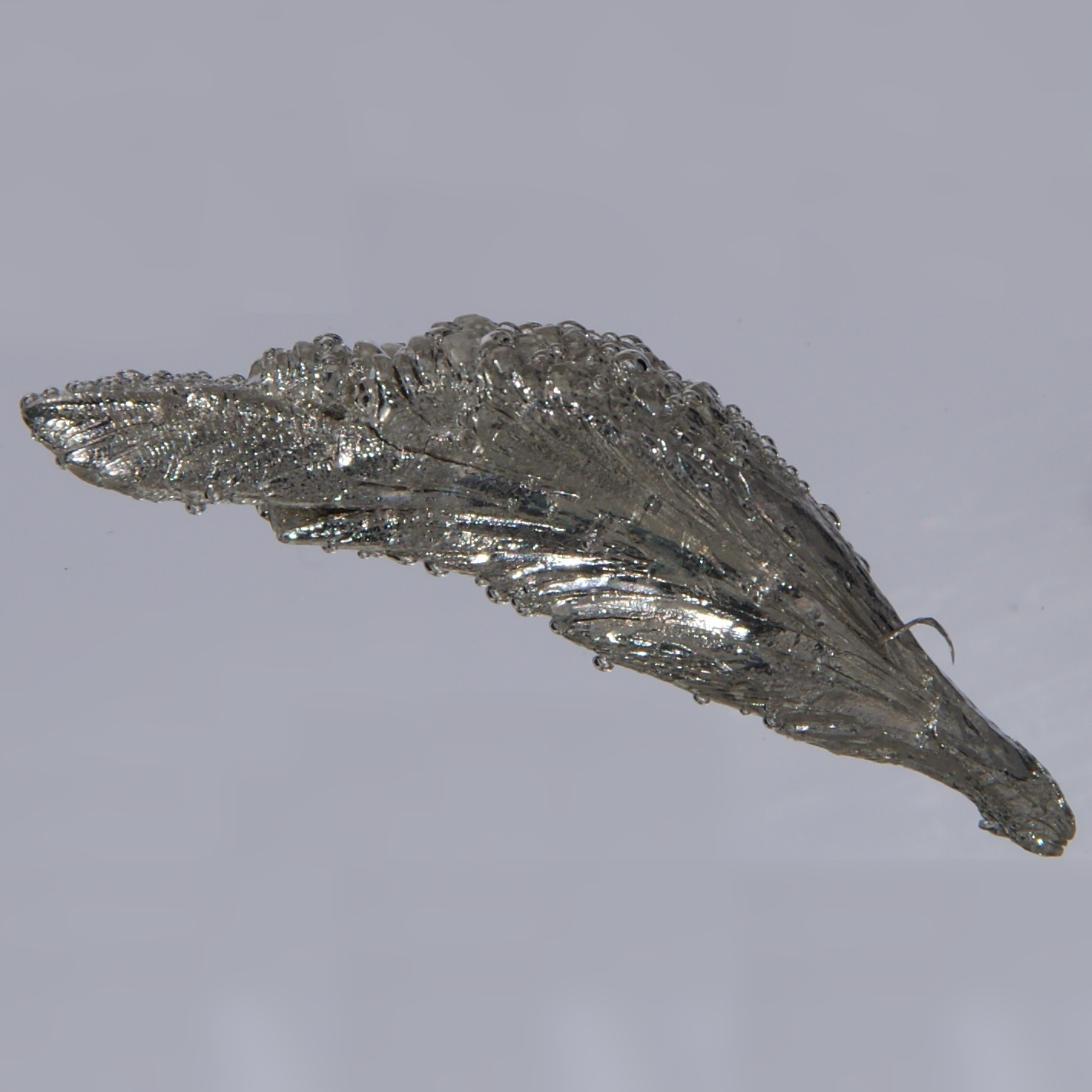
12 Magnésium
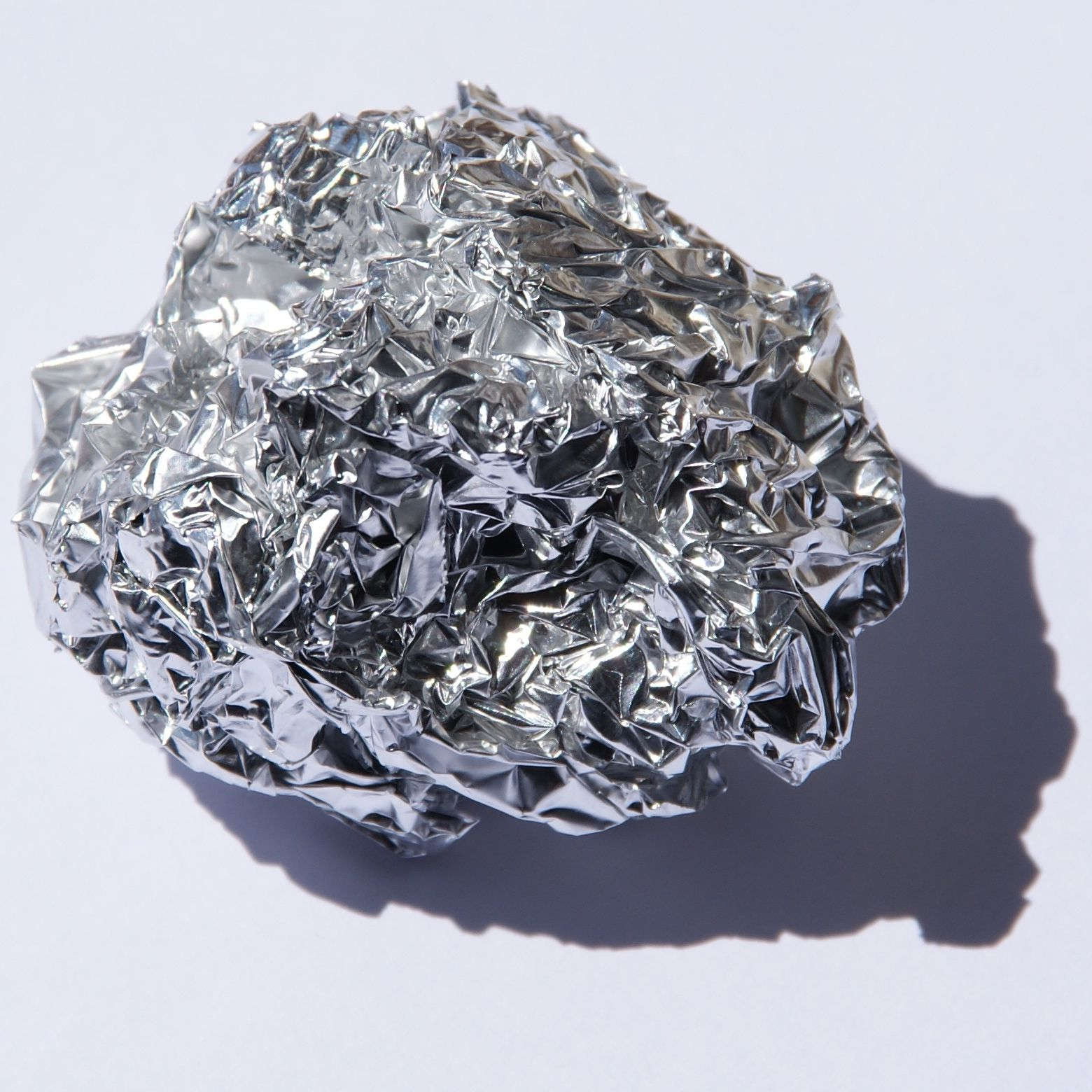
13 Aluminium
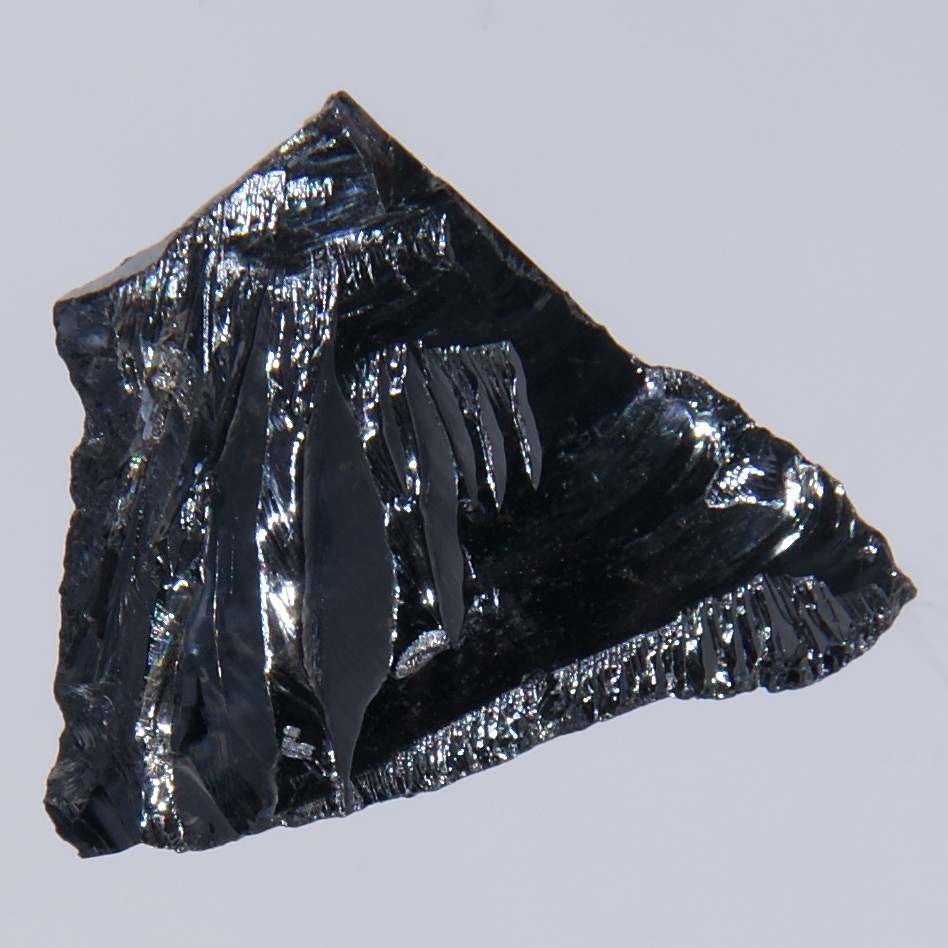
14 Silicium
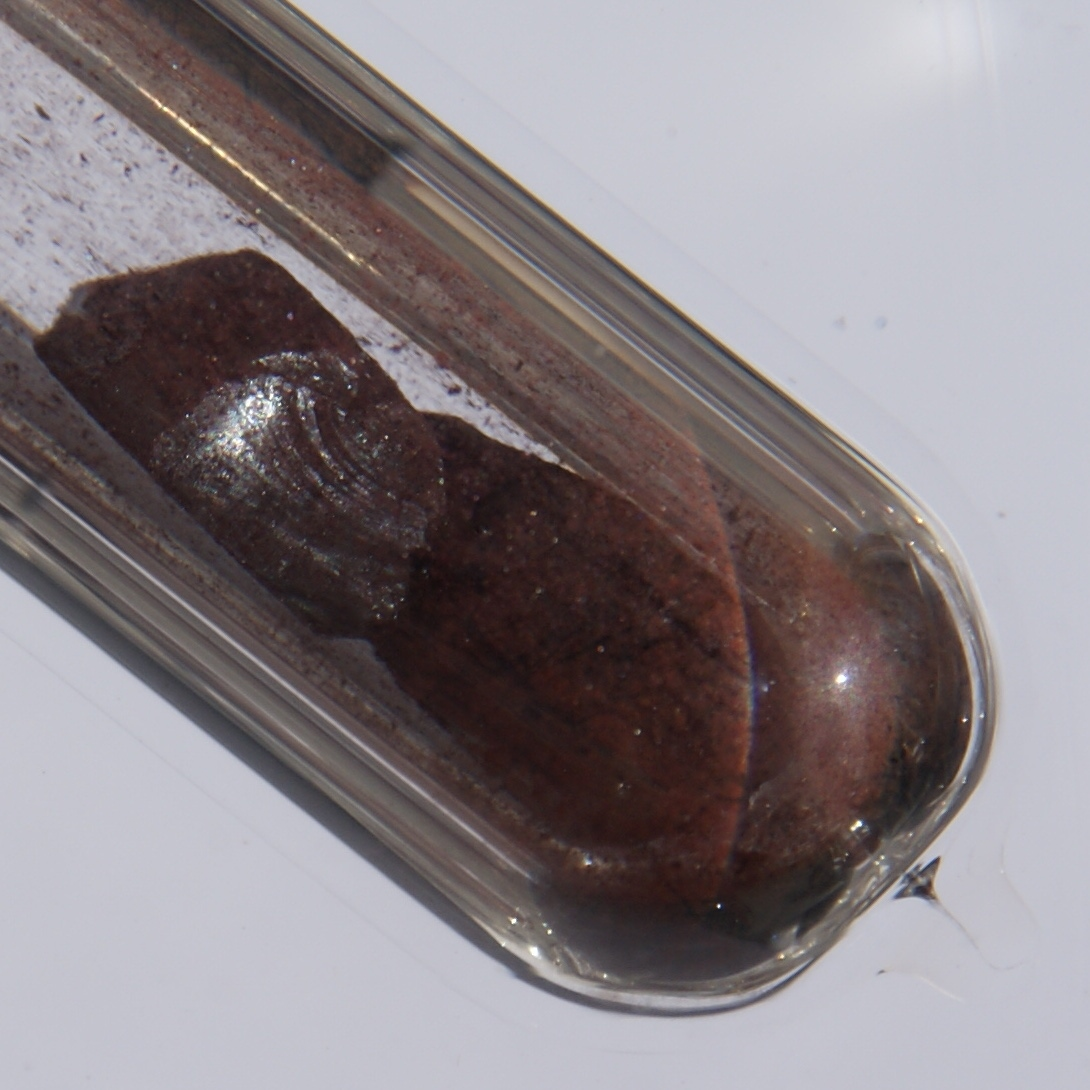
15 Phosphore
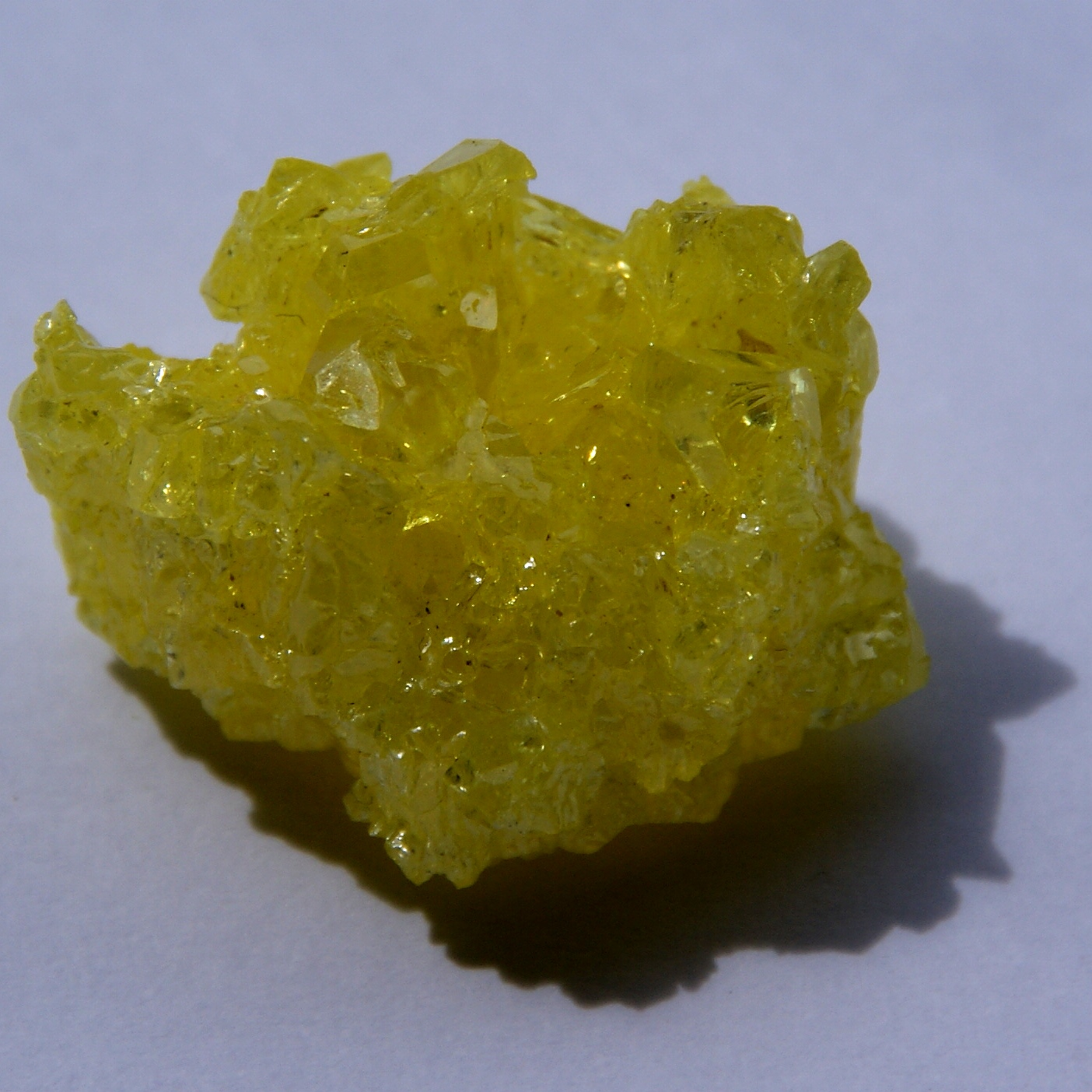
16 Soufre
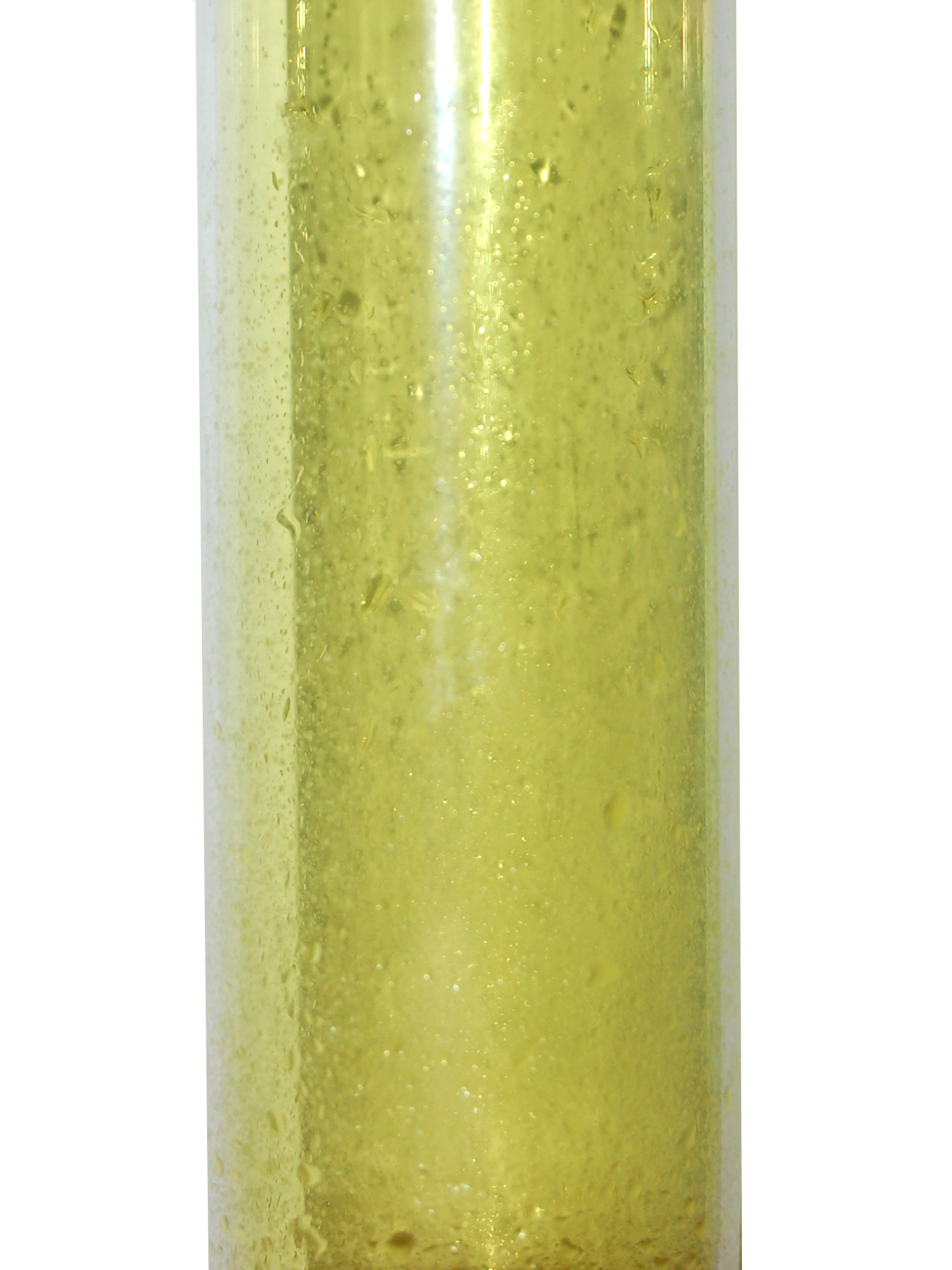
17 Dichlore gazeux
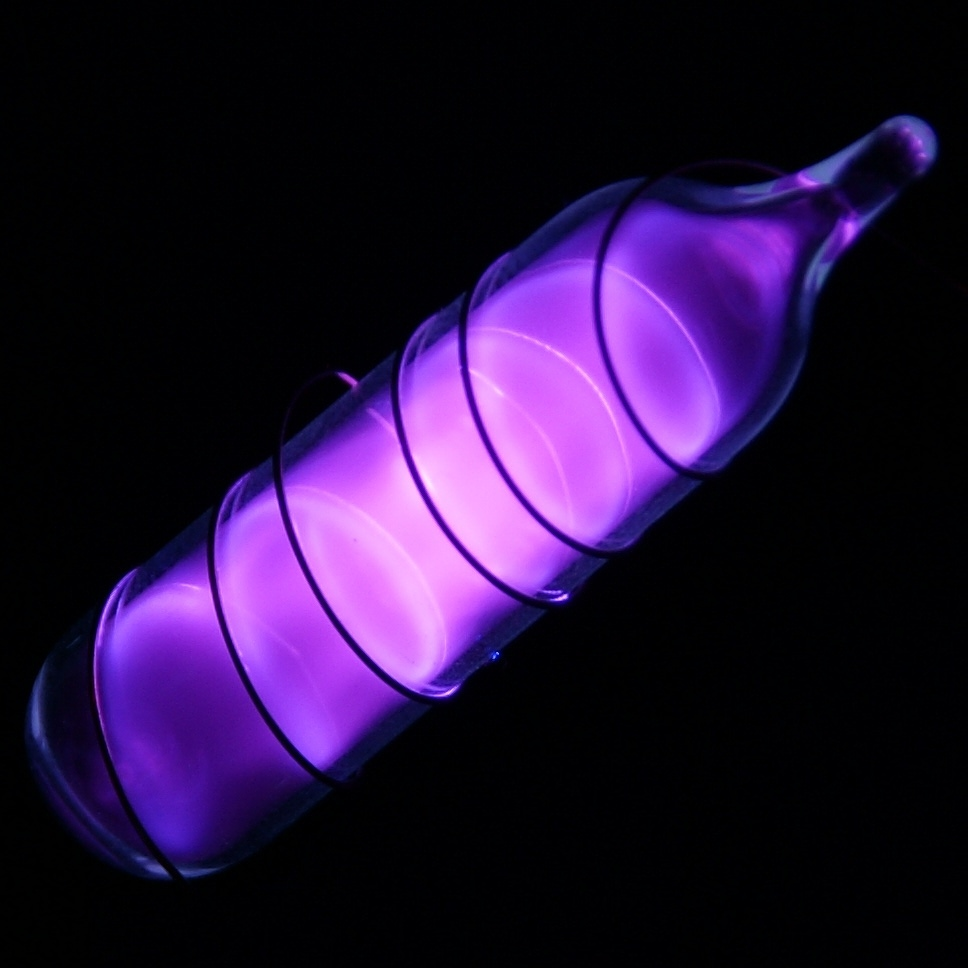
18 Argon incolore le plus souvent
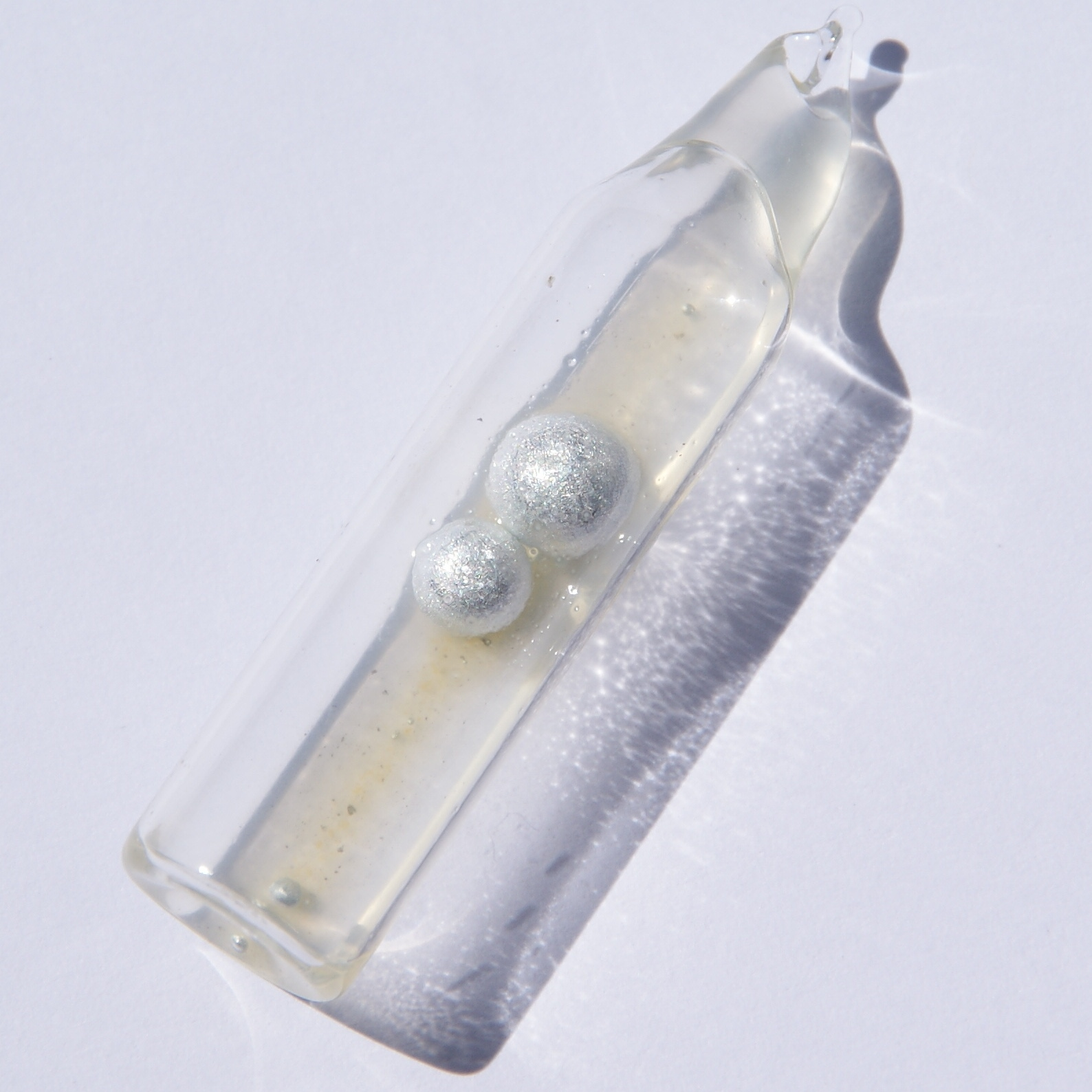
19 Potassium
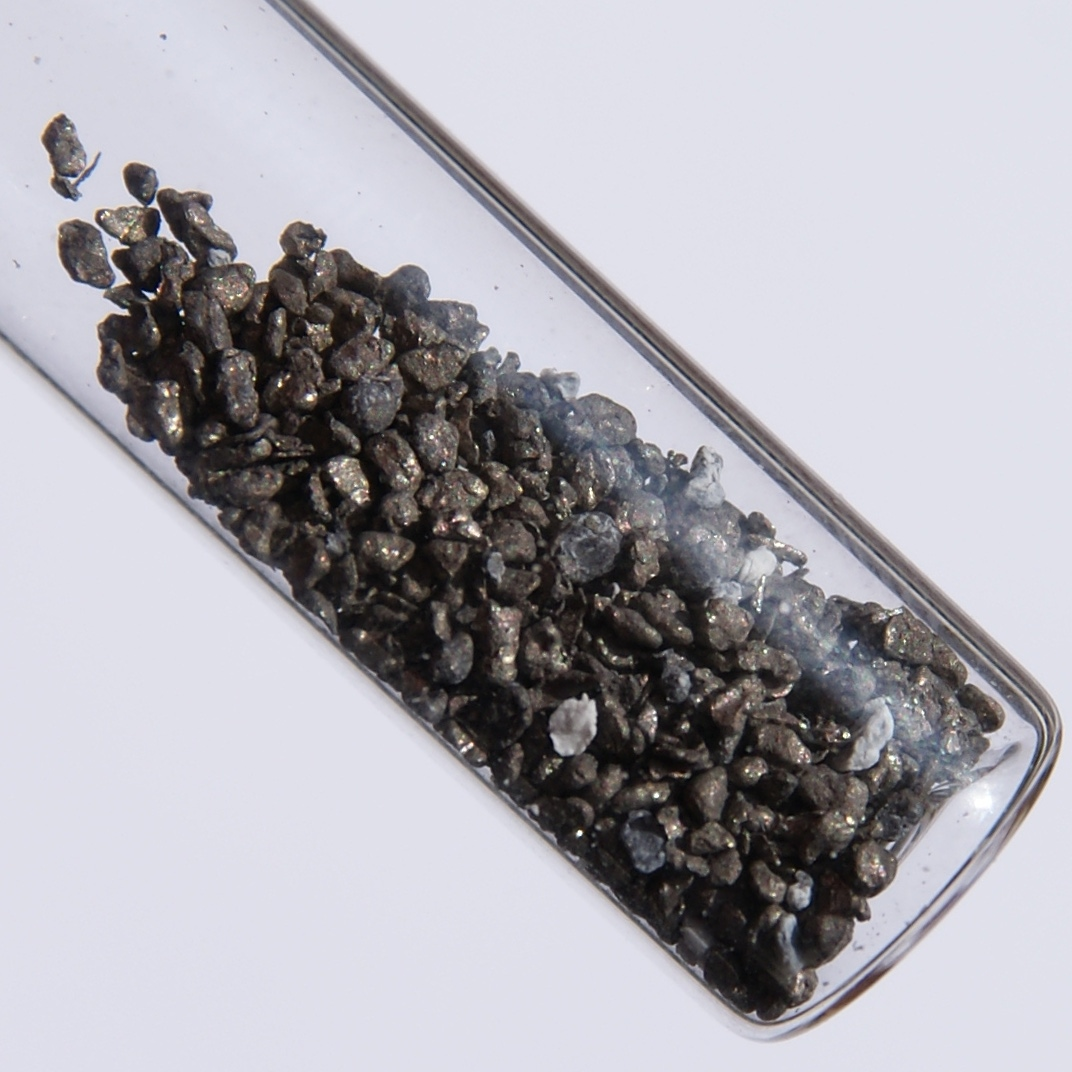
20 Calcium
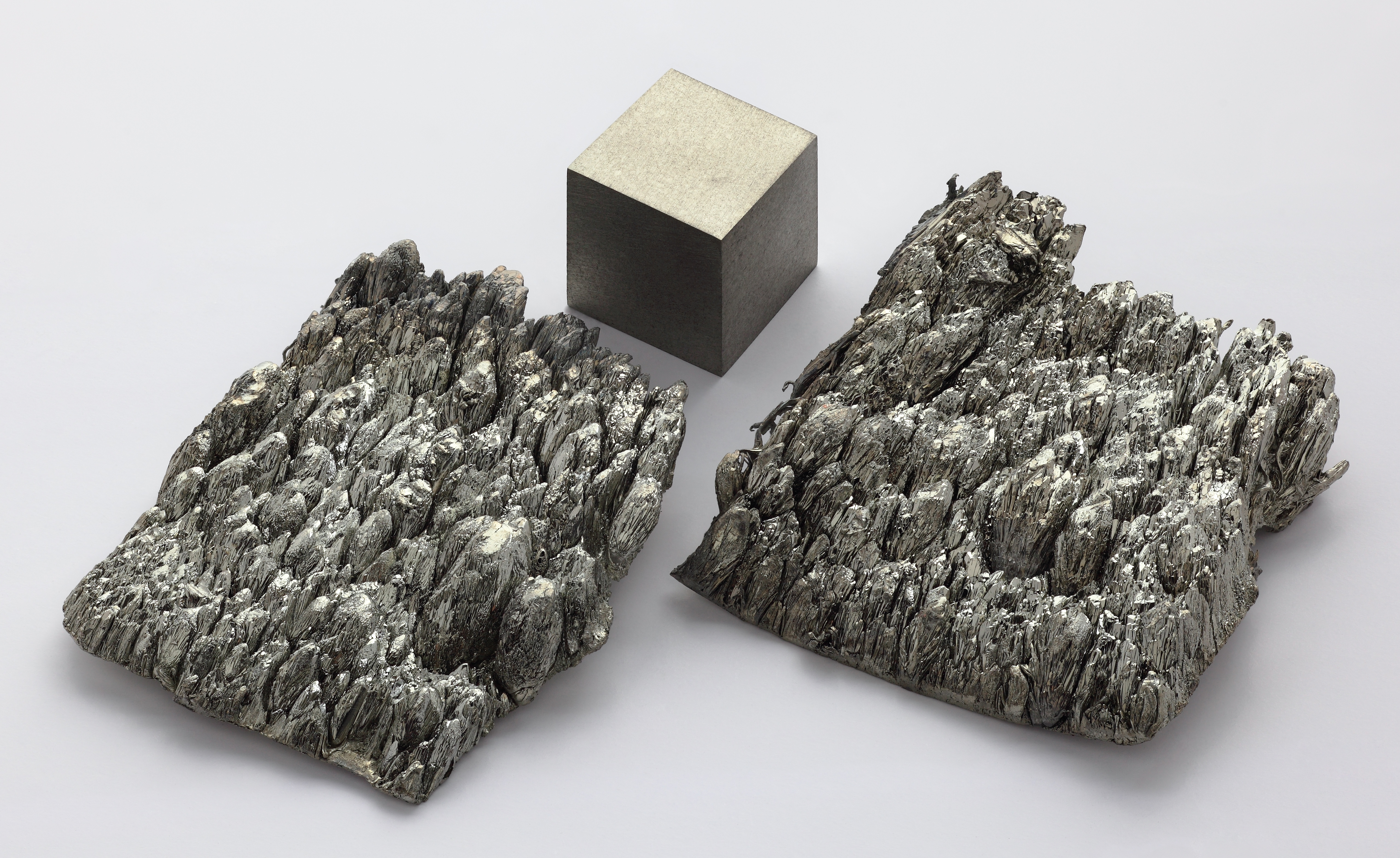
21 Scandium
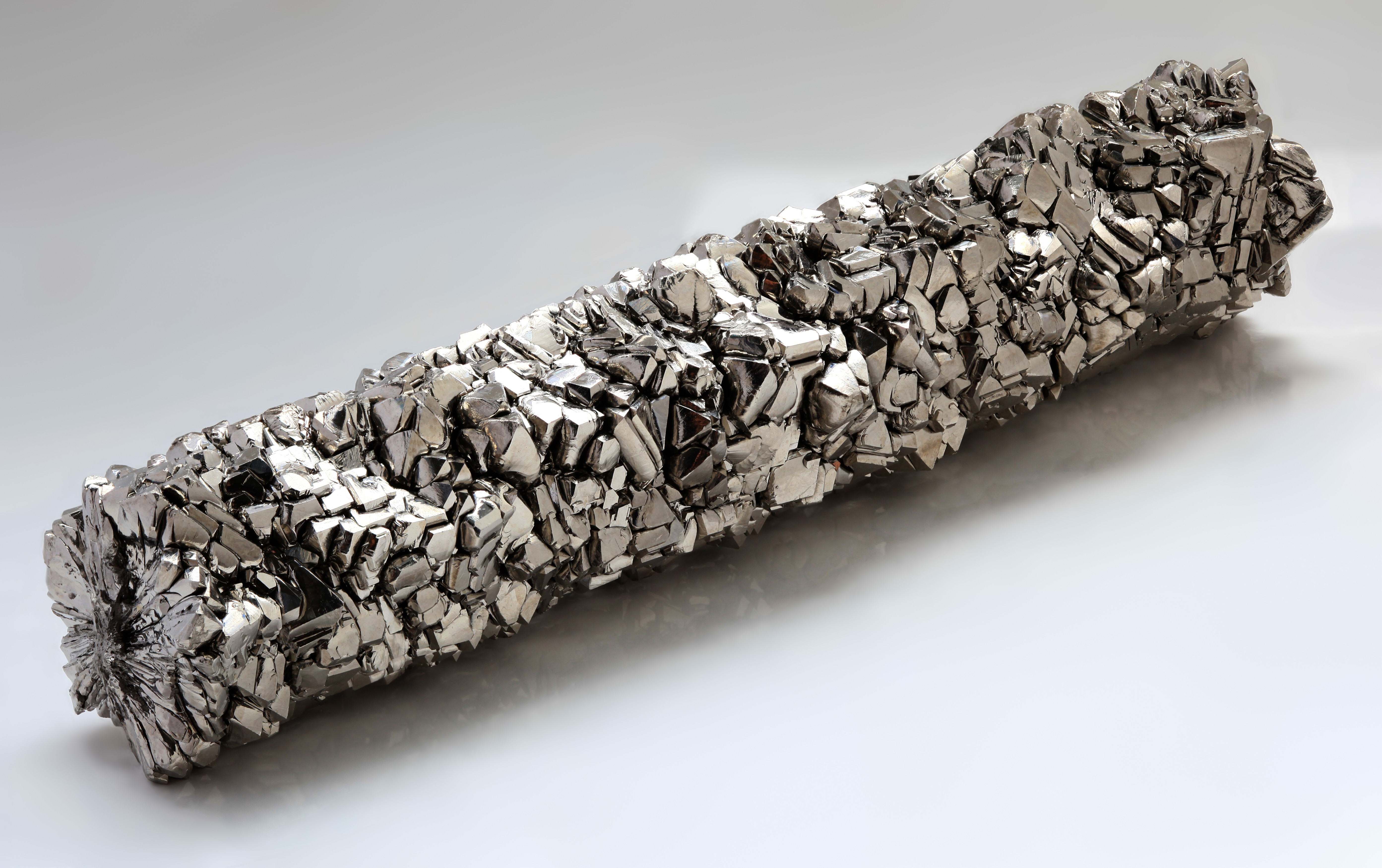
22 Titane
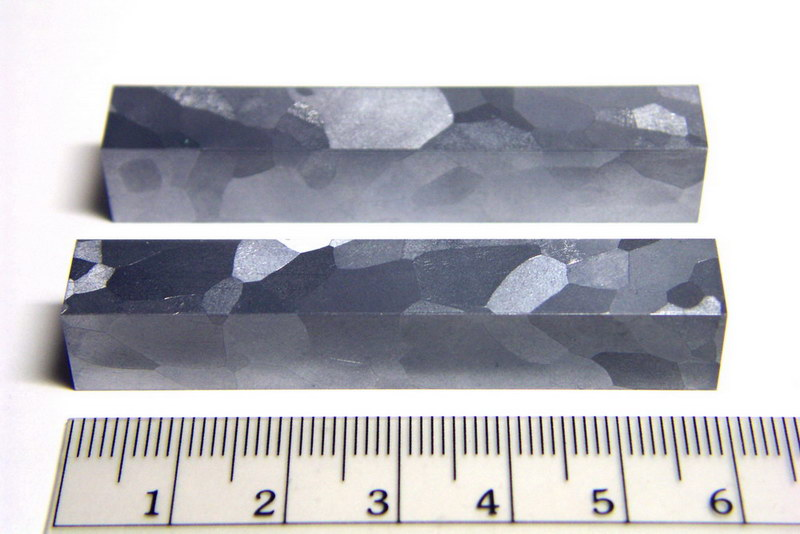
23 Vanadium
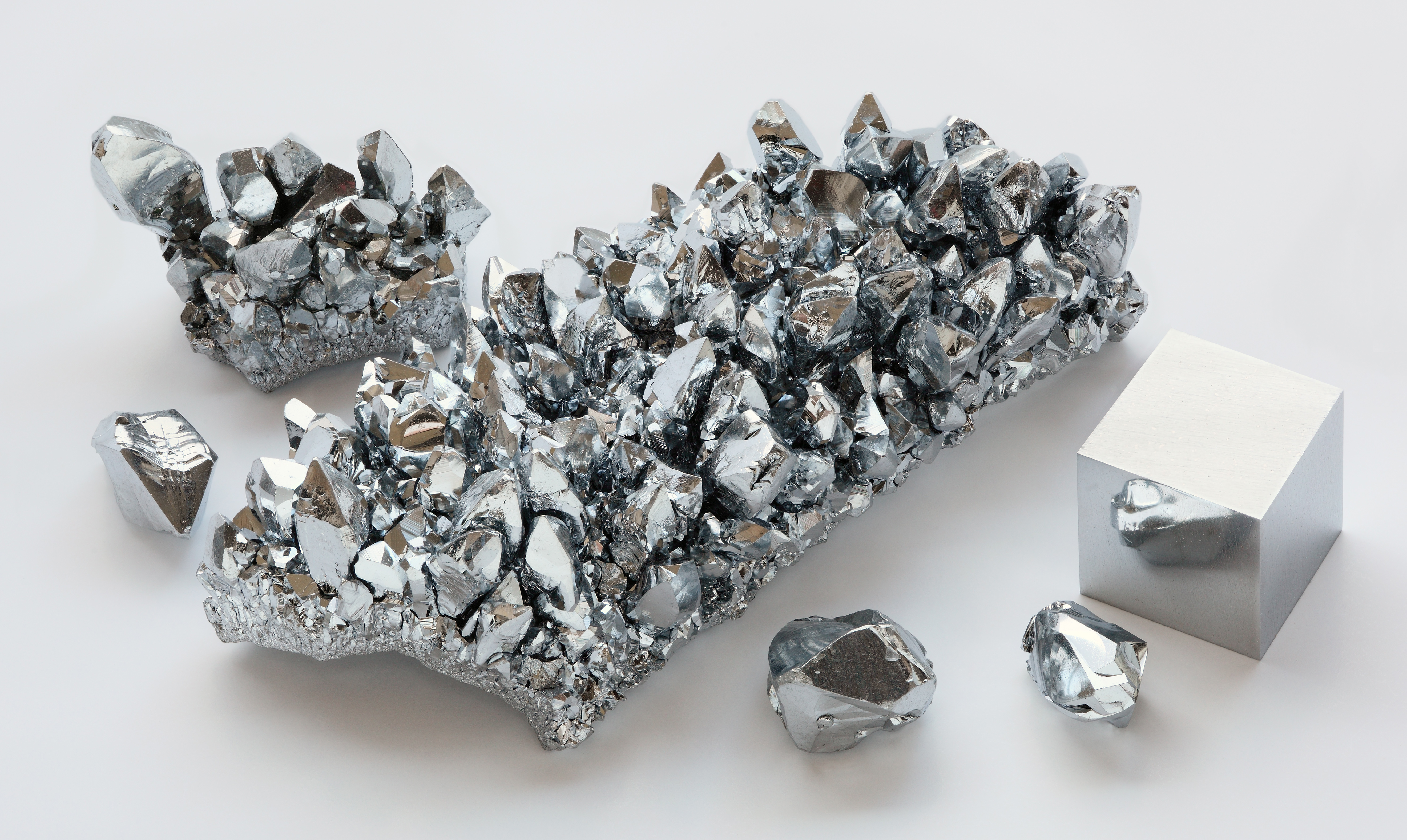
24 Chrome
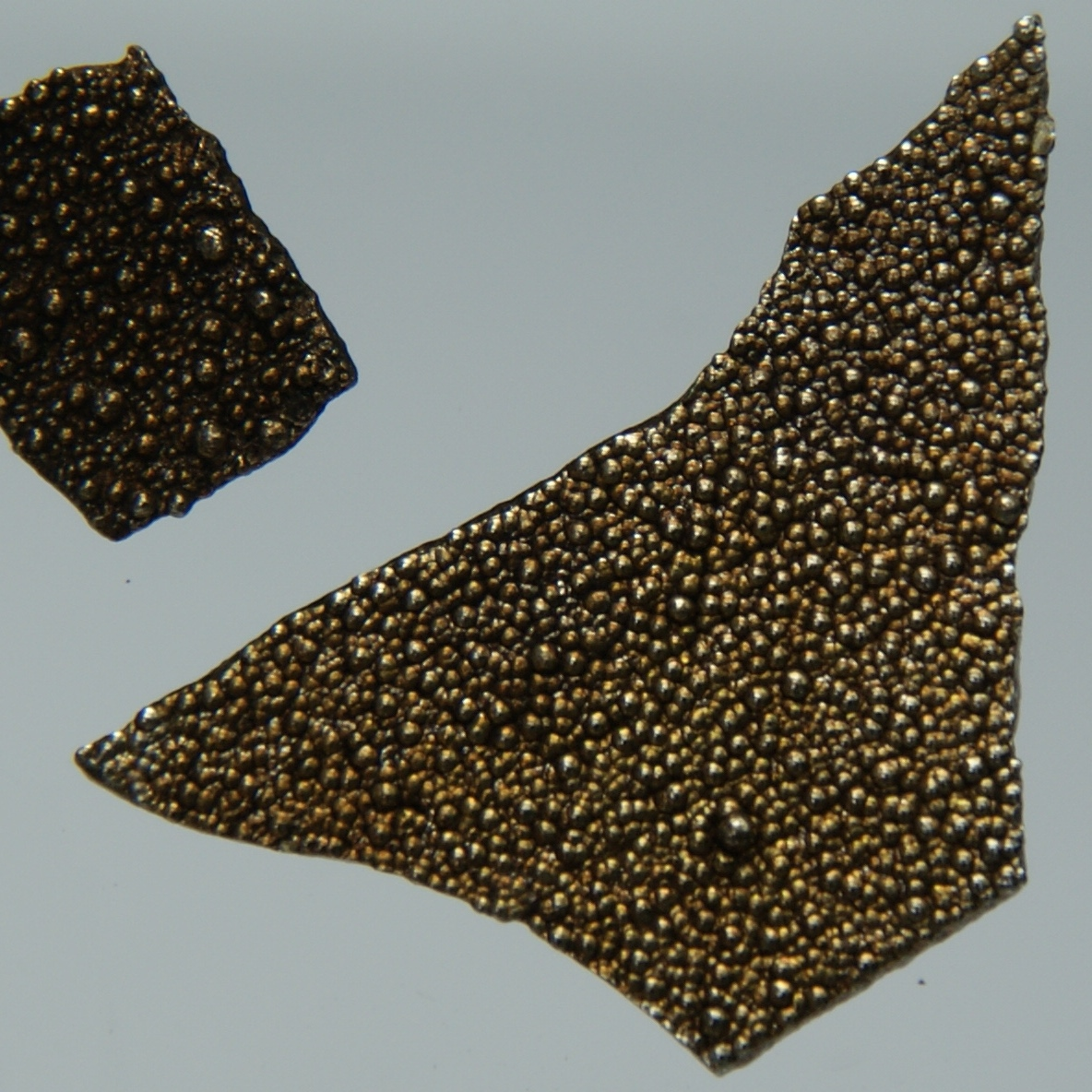
25 Manganèse
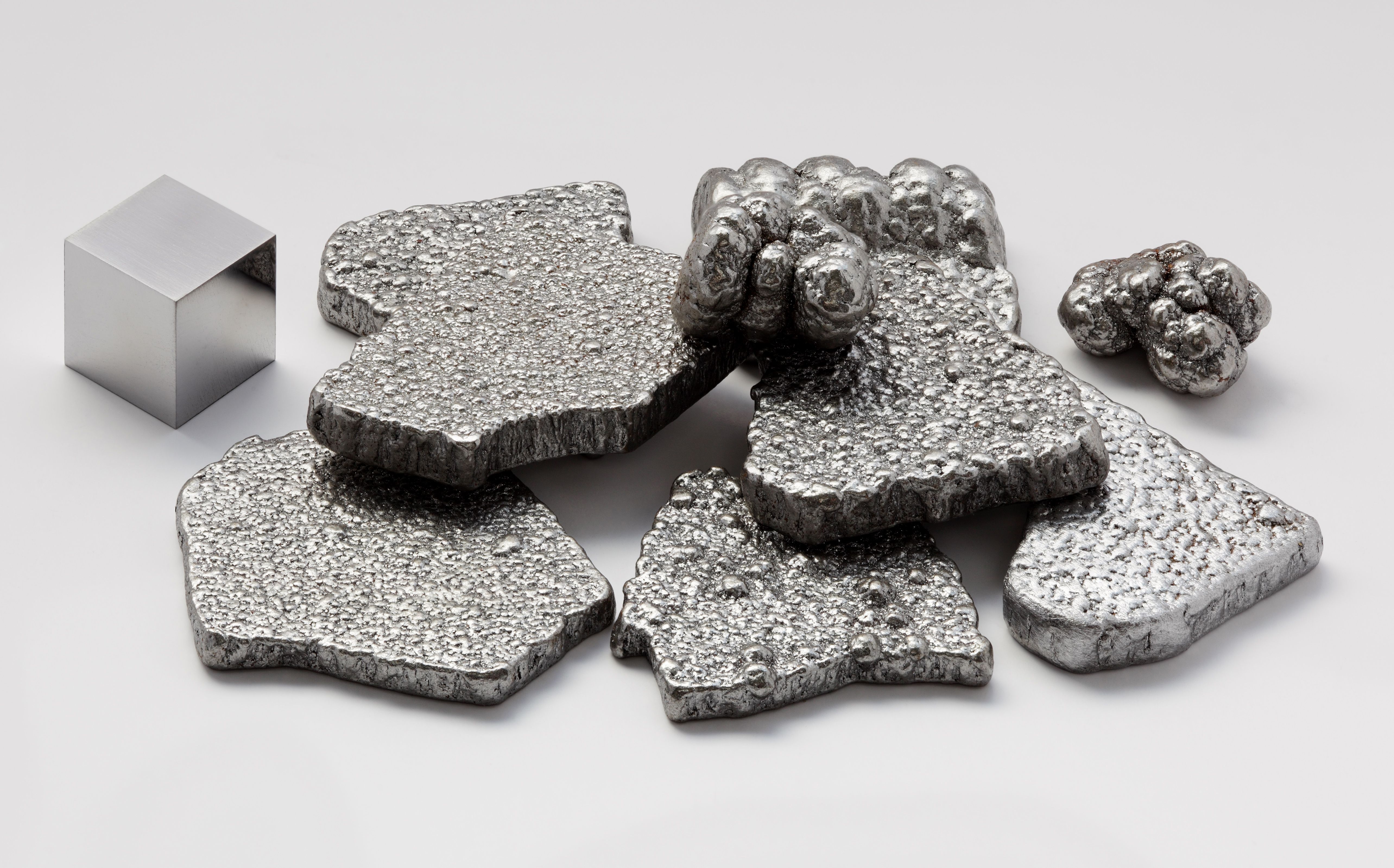
26 Fer
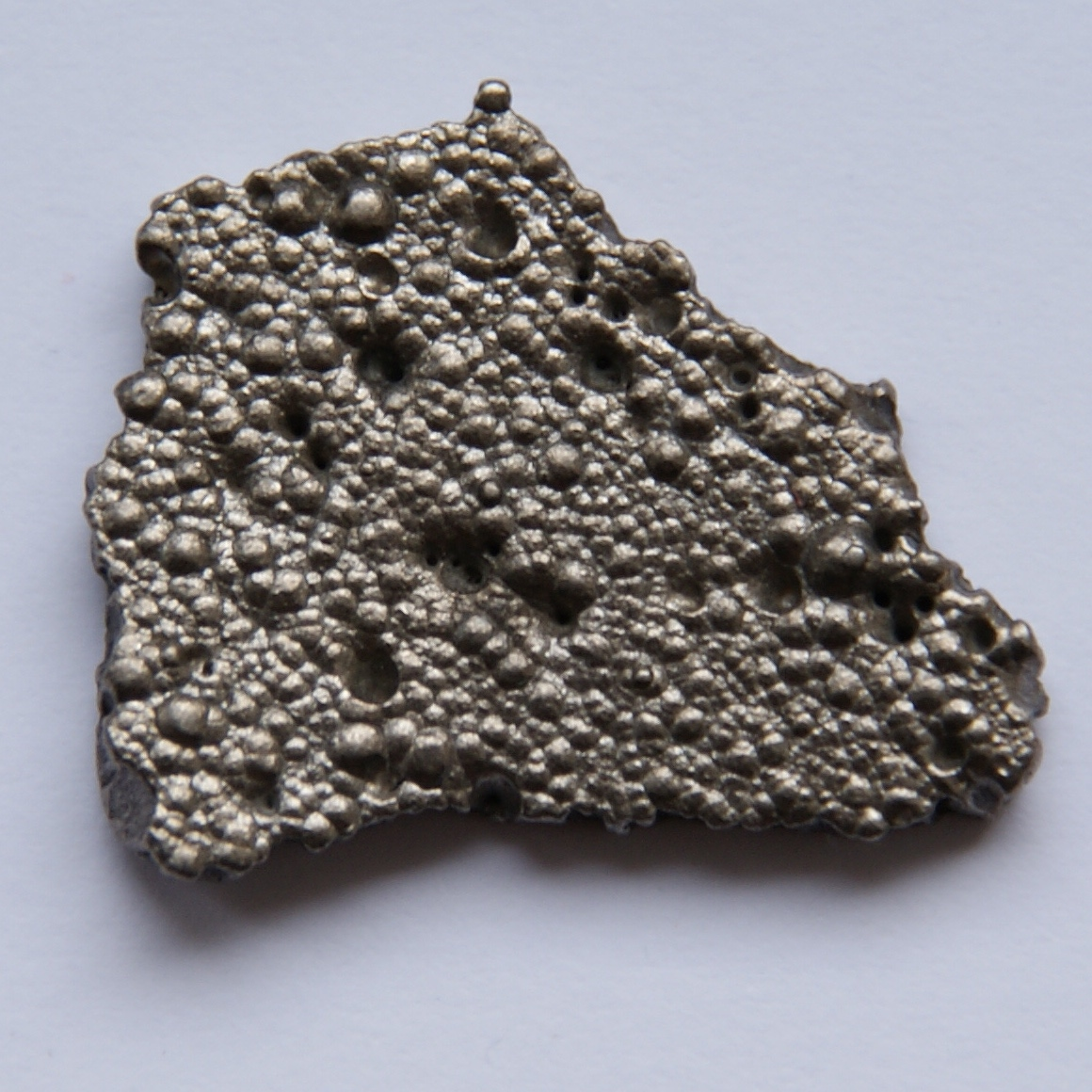
27 Cobalt
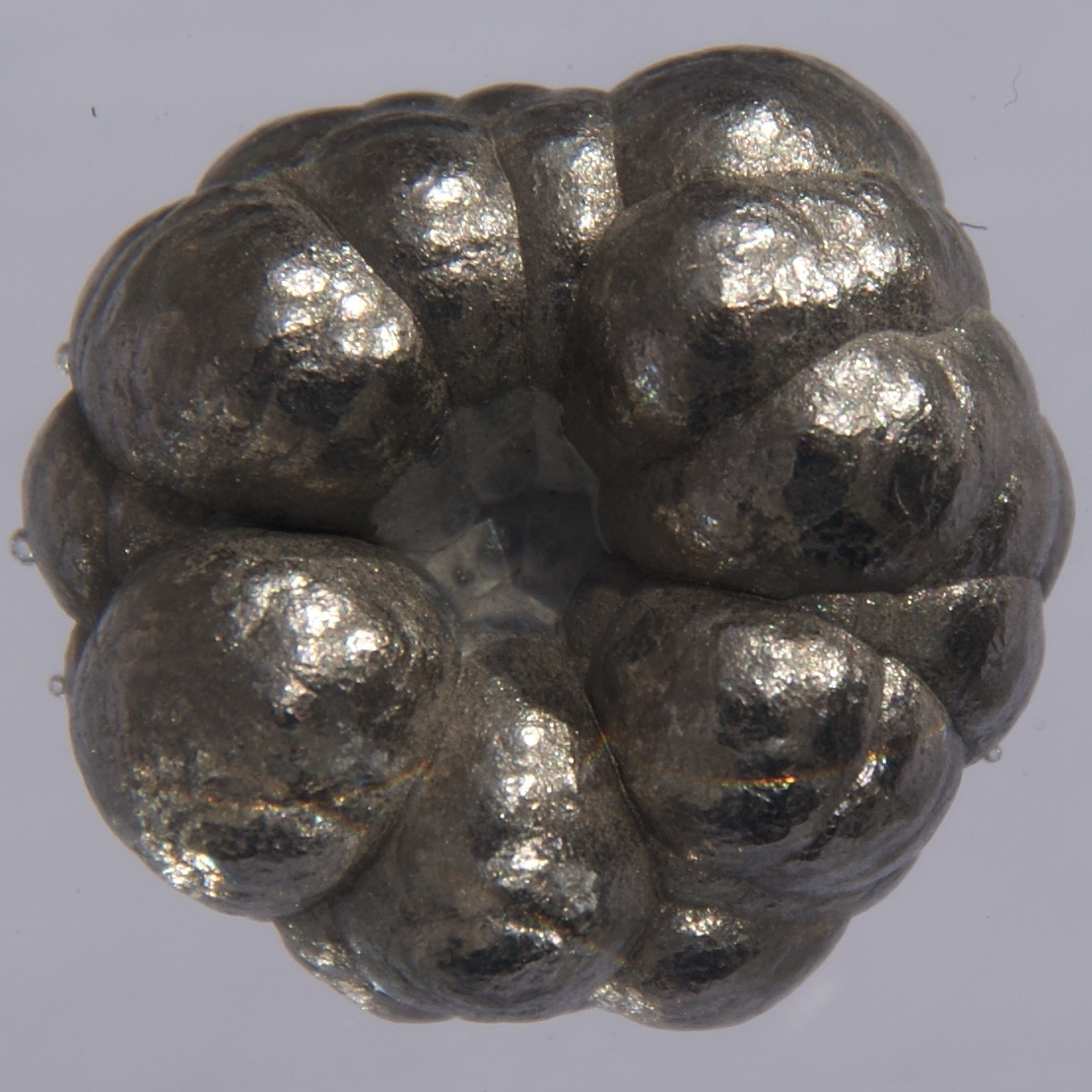
28 Nickel
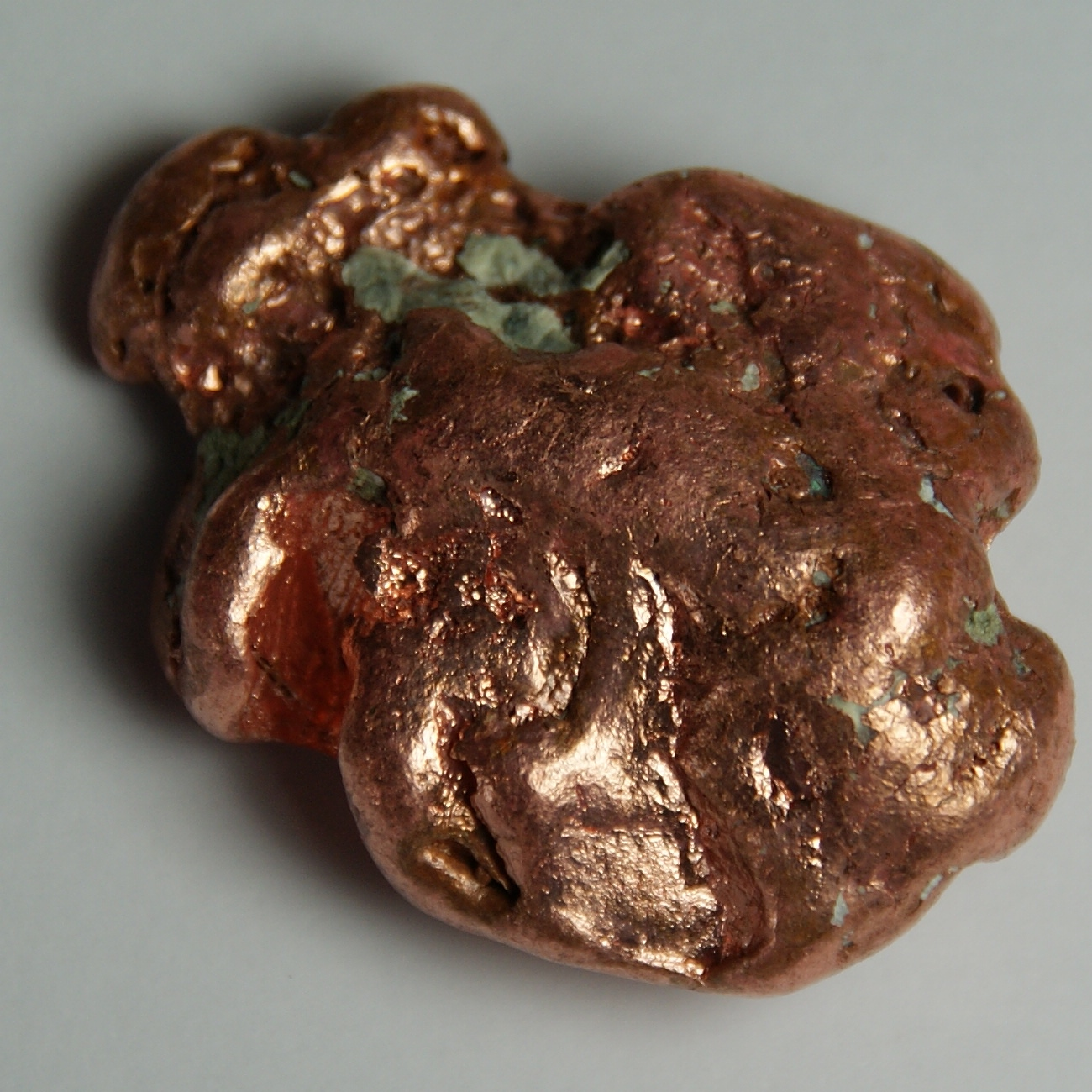
29 Cuivre
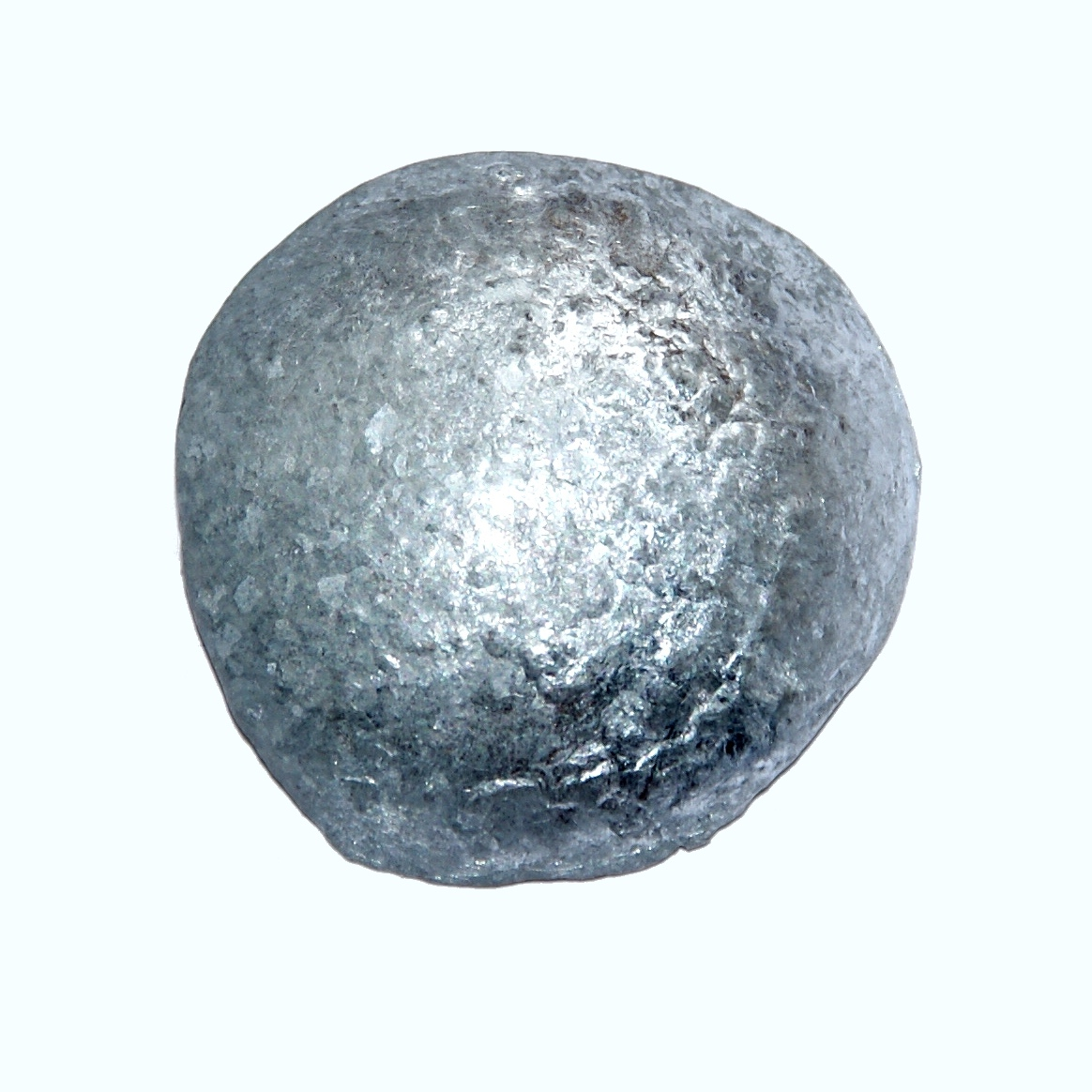
30 Zinc
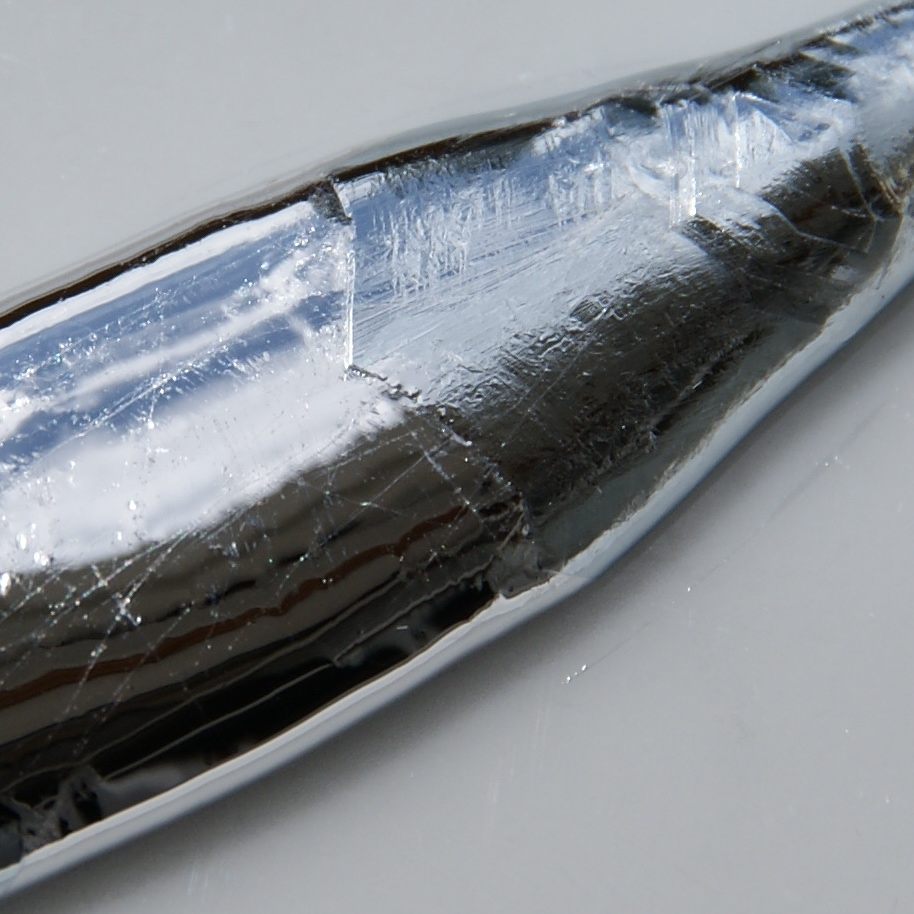
31 Gallium
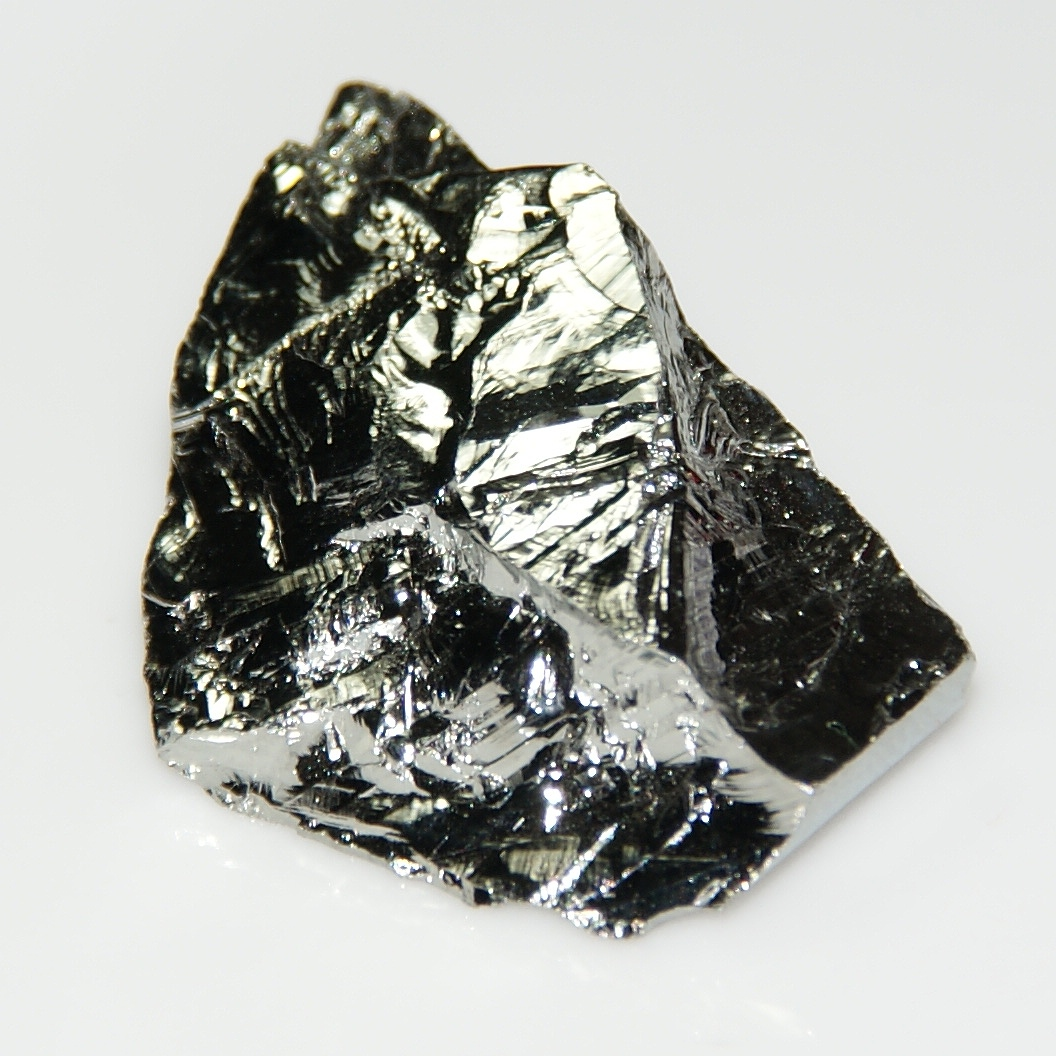
32 Germanium
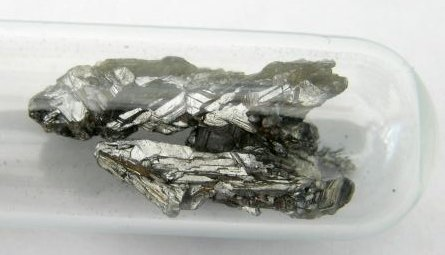
33 Arsenic
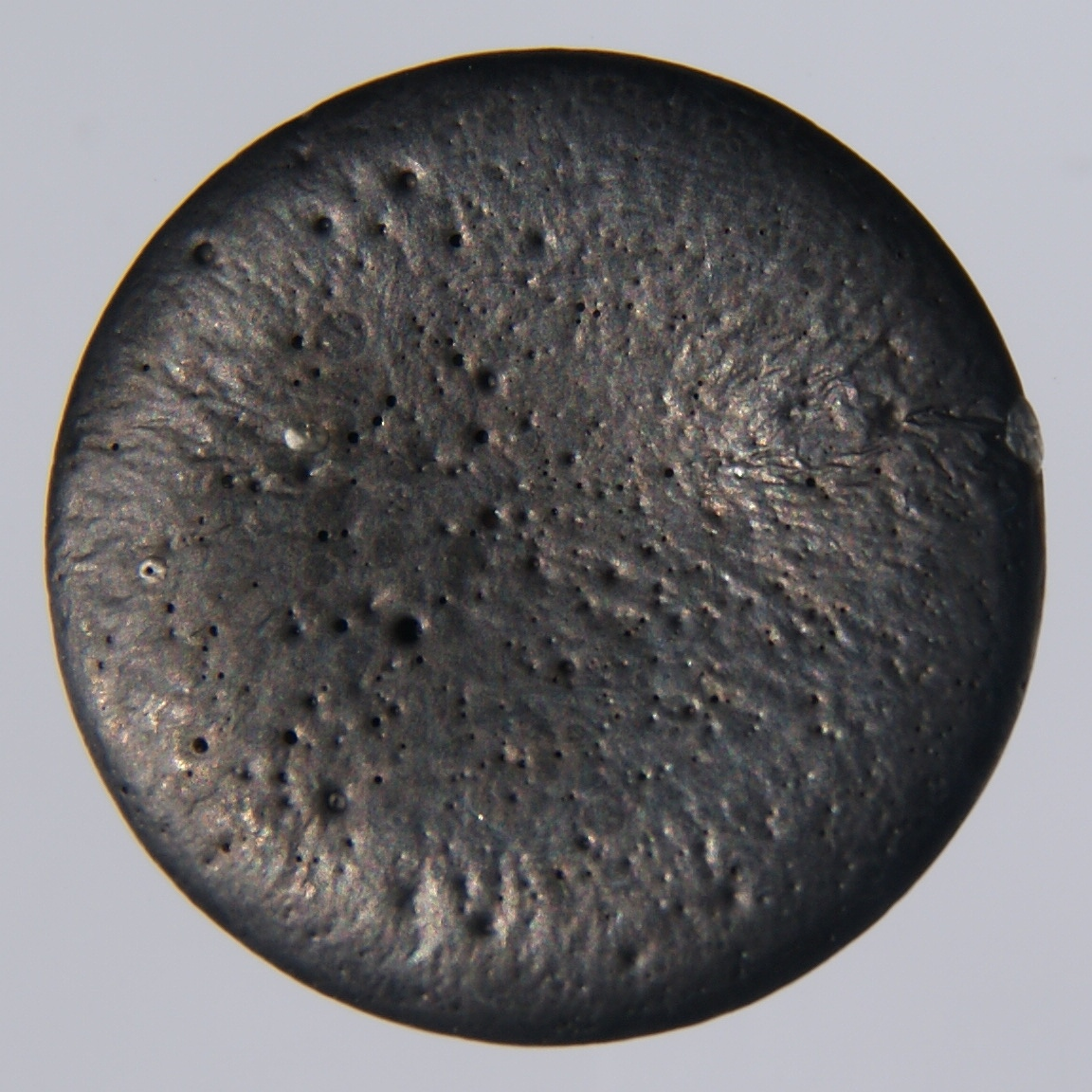
34 Sélénium
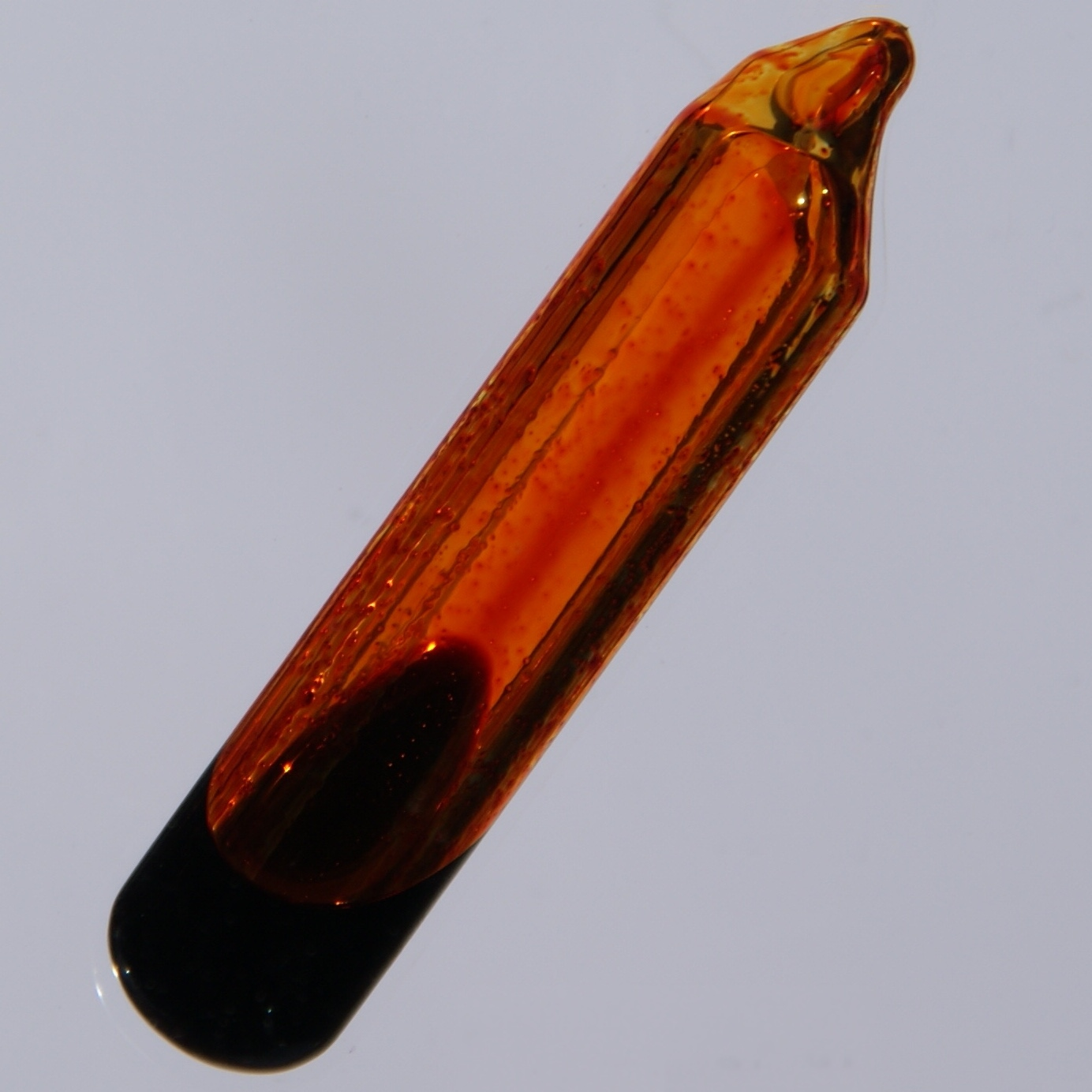
35 Dibrome
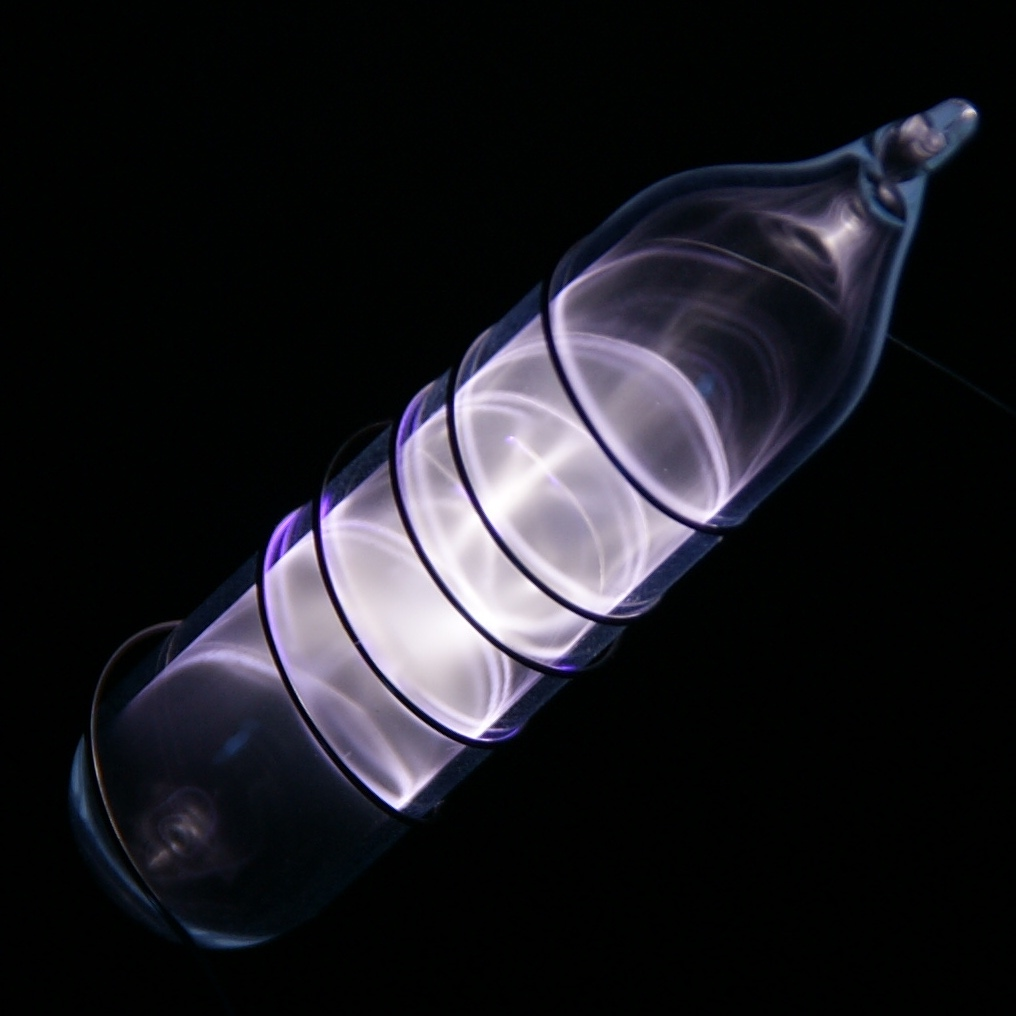
36 Krypton incolore le plus souvent
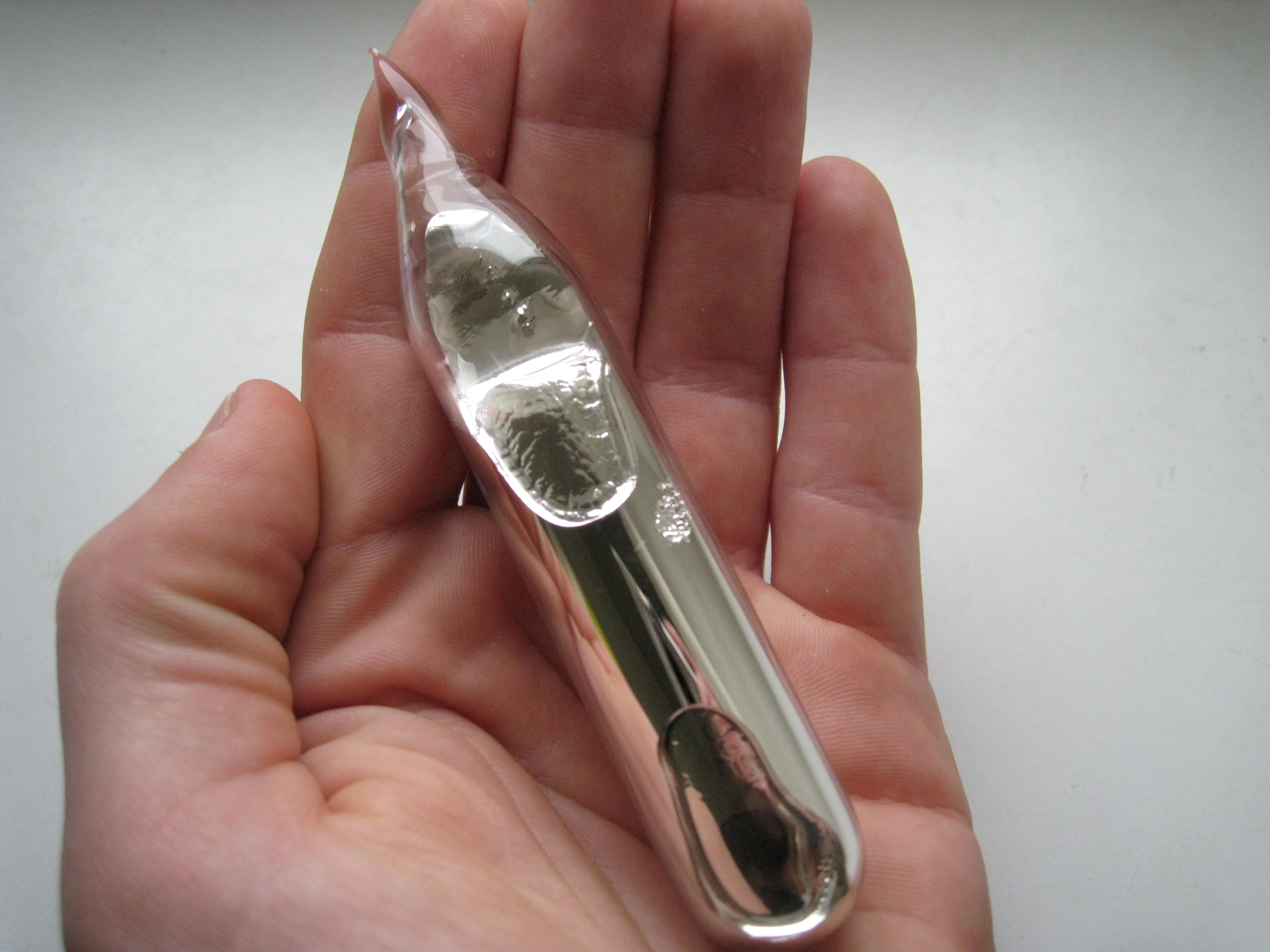
37 Rubidium
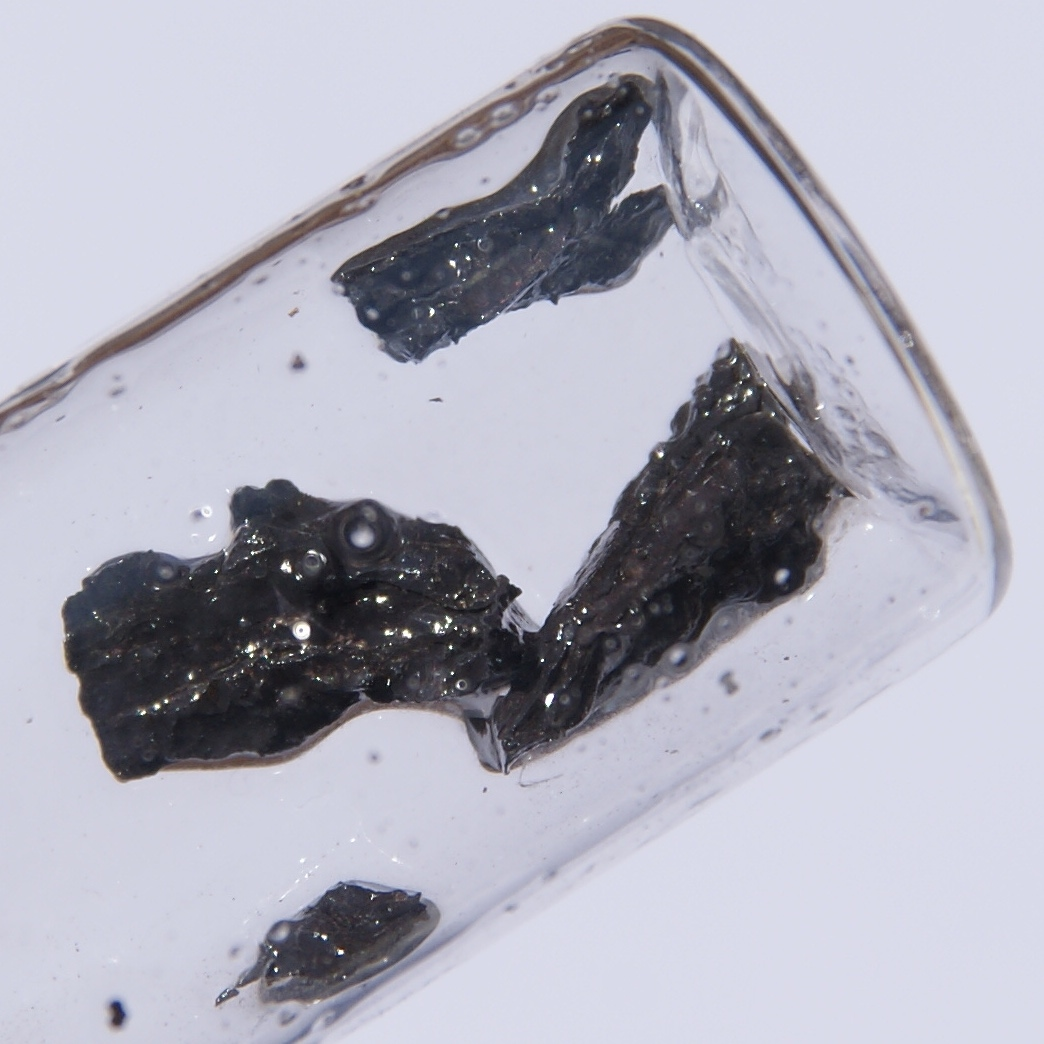
38 Strontium
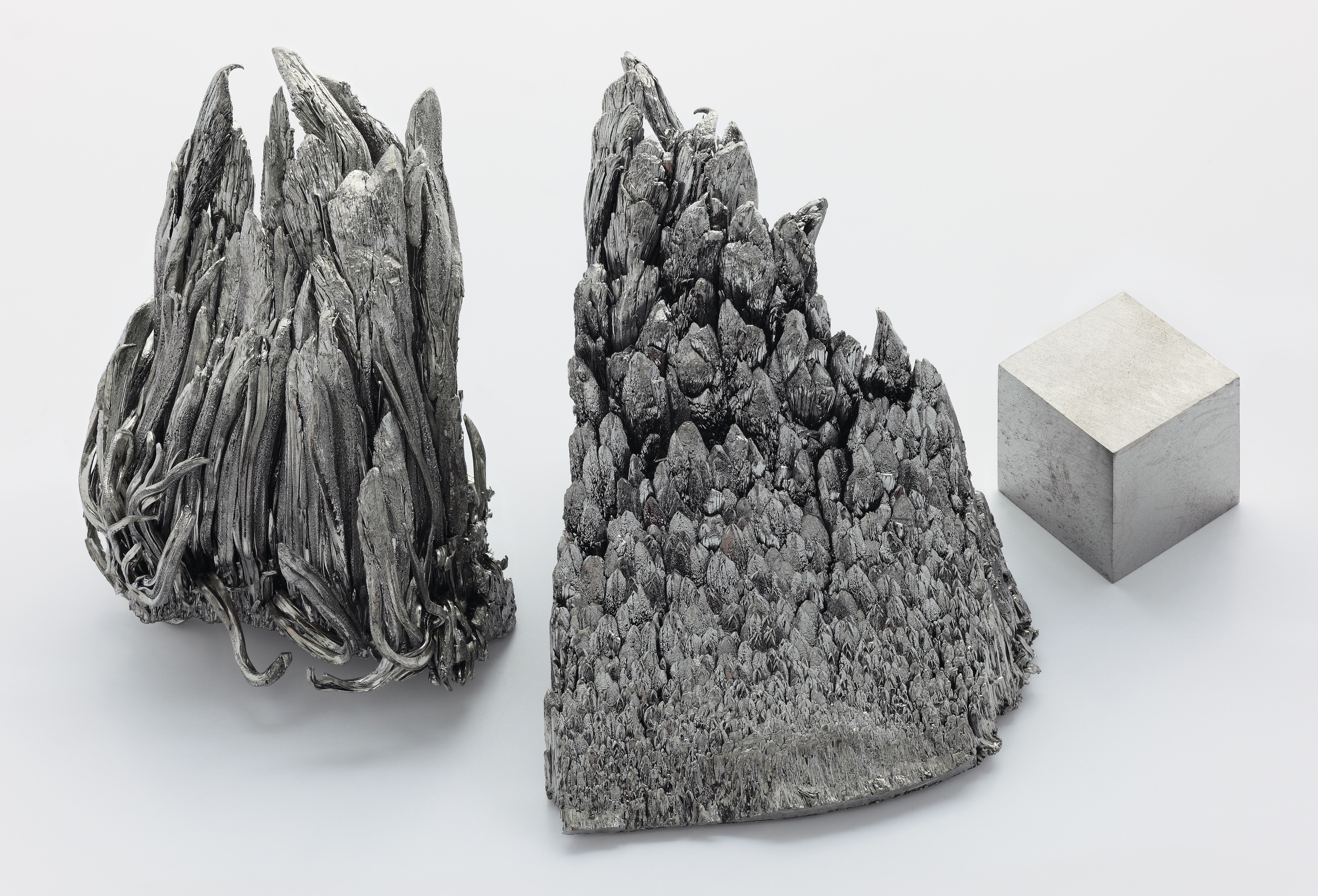
39 Yttrium
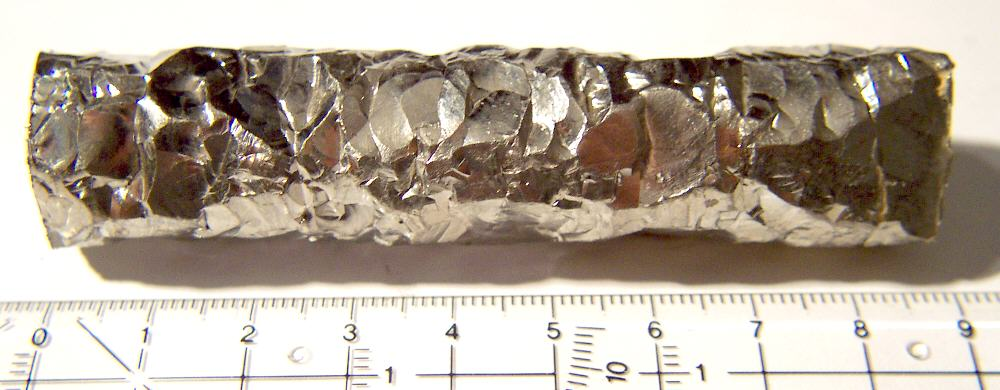
40 Zirconium
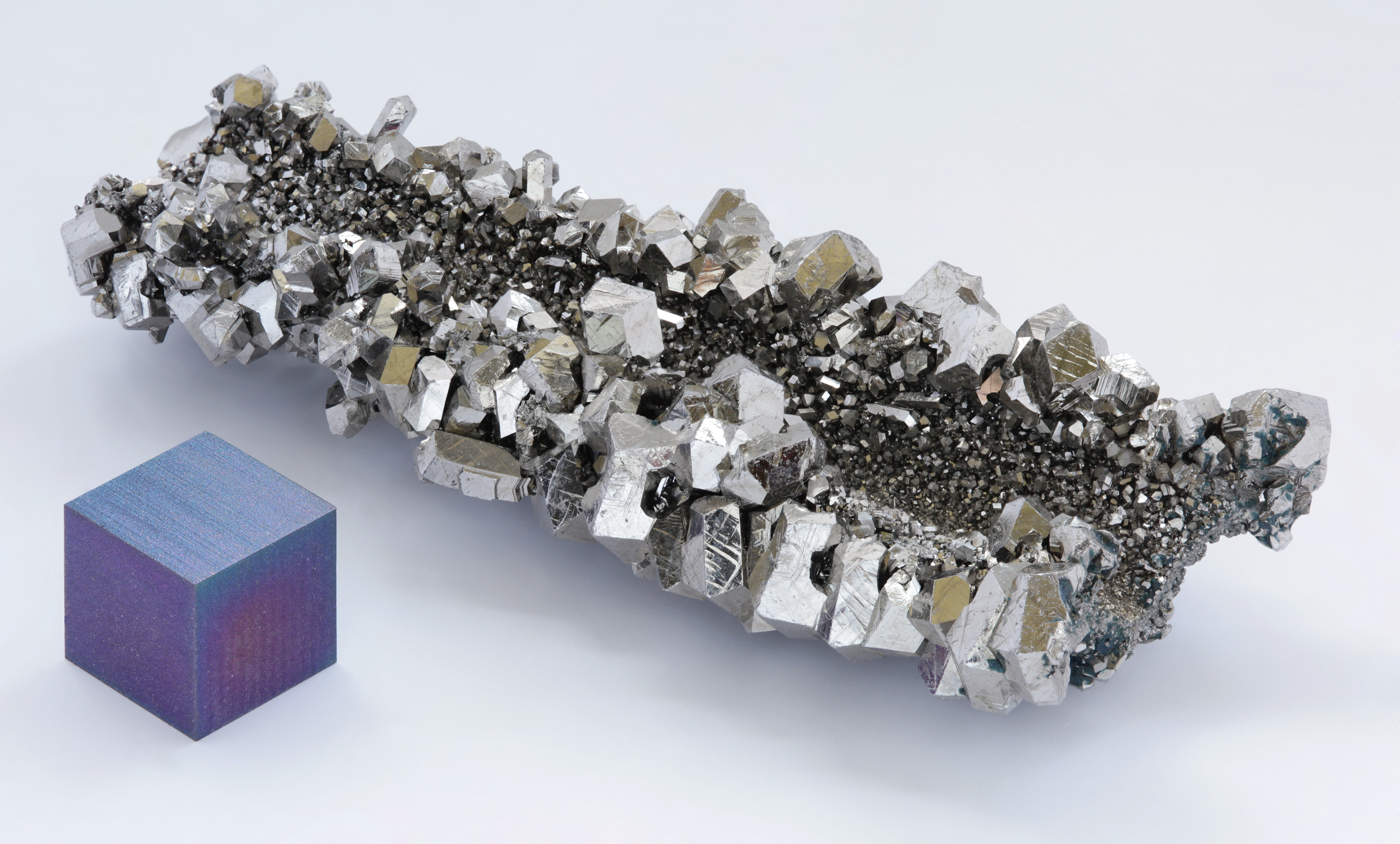
41 Niobium
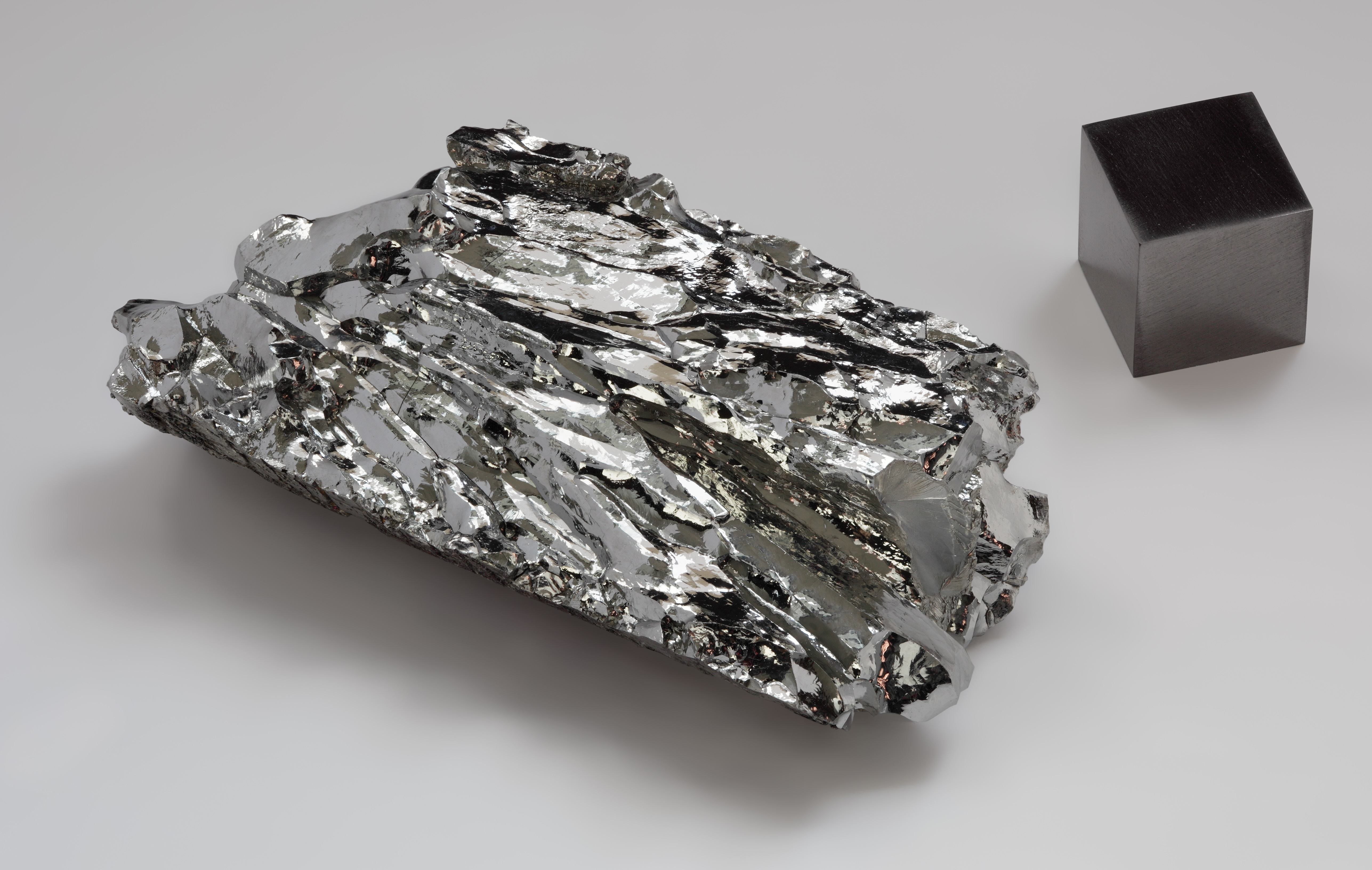
42 Molybdène
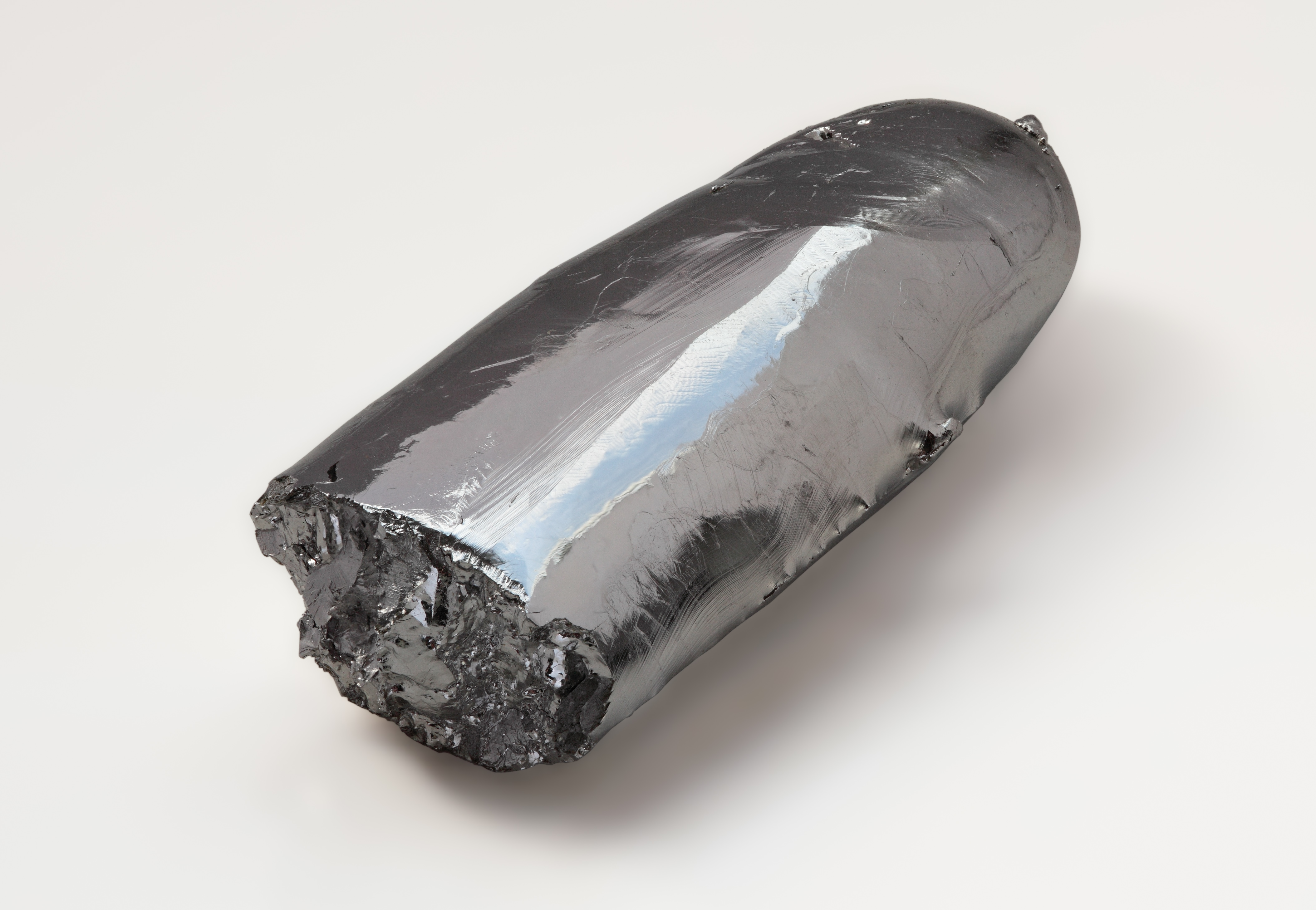
44 Ruthénium
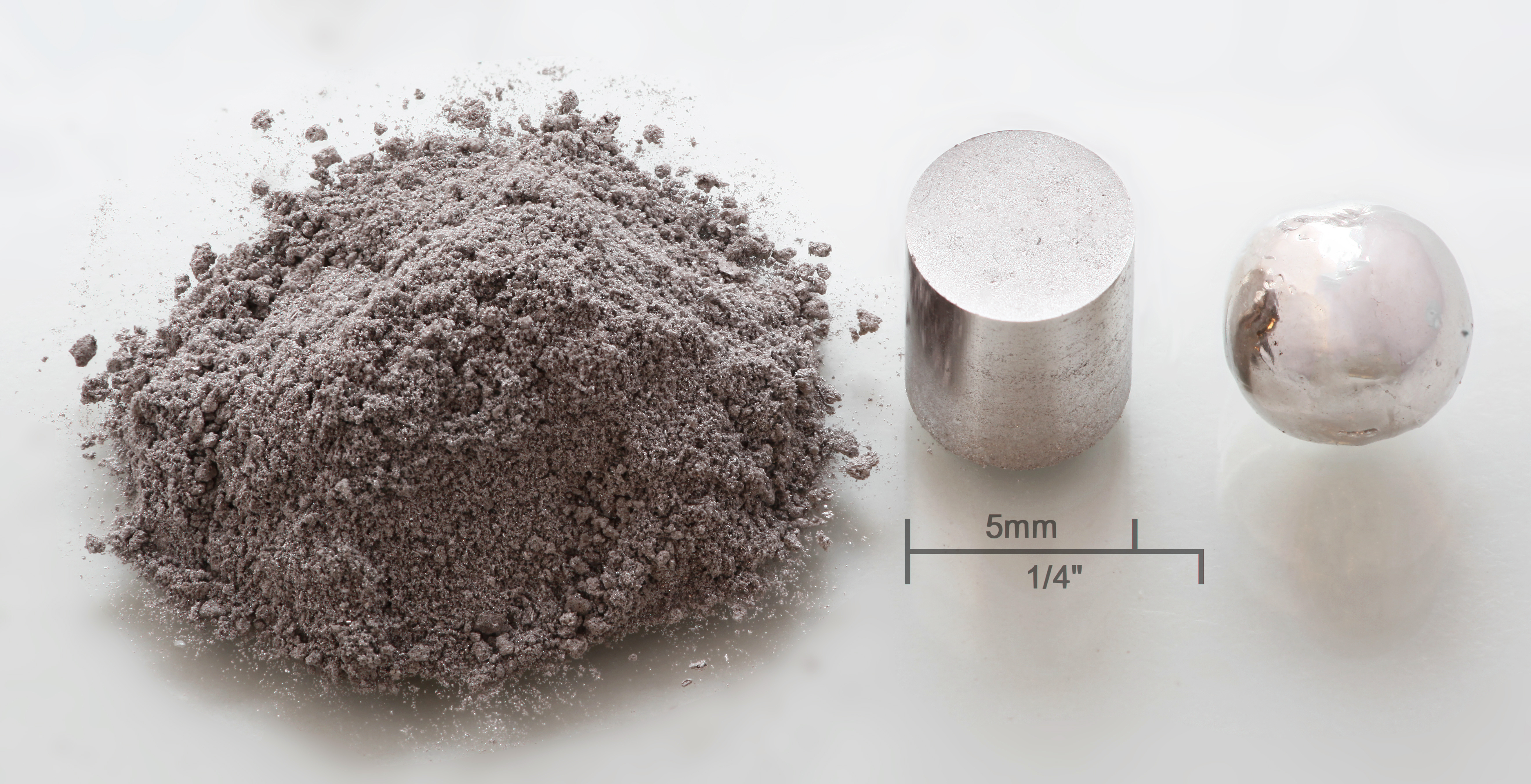
45 Rhodium
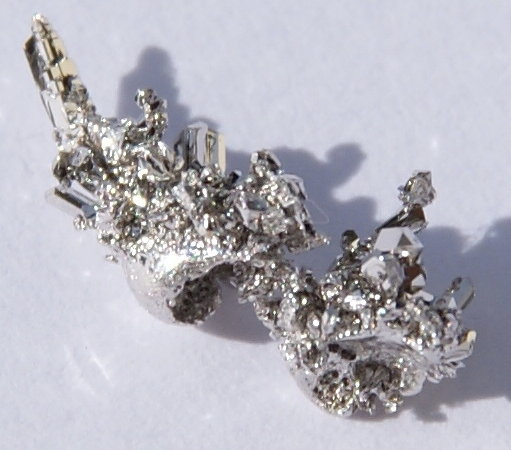
46 Palladium
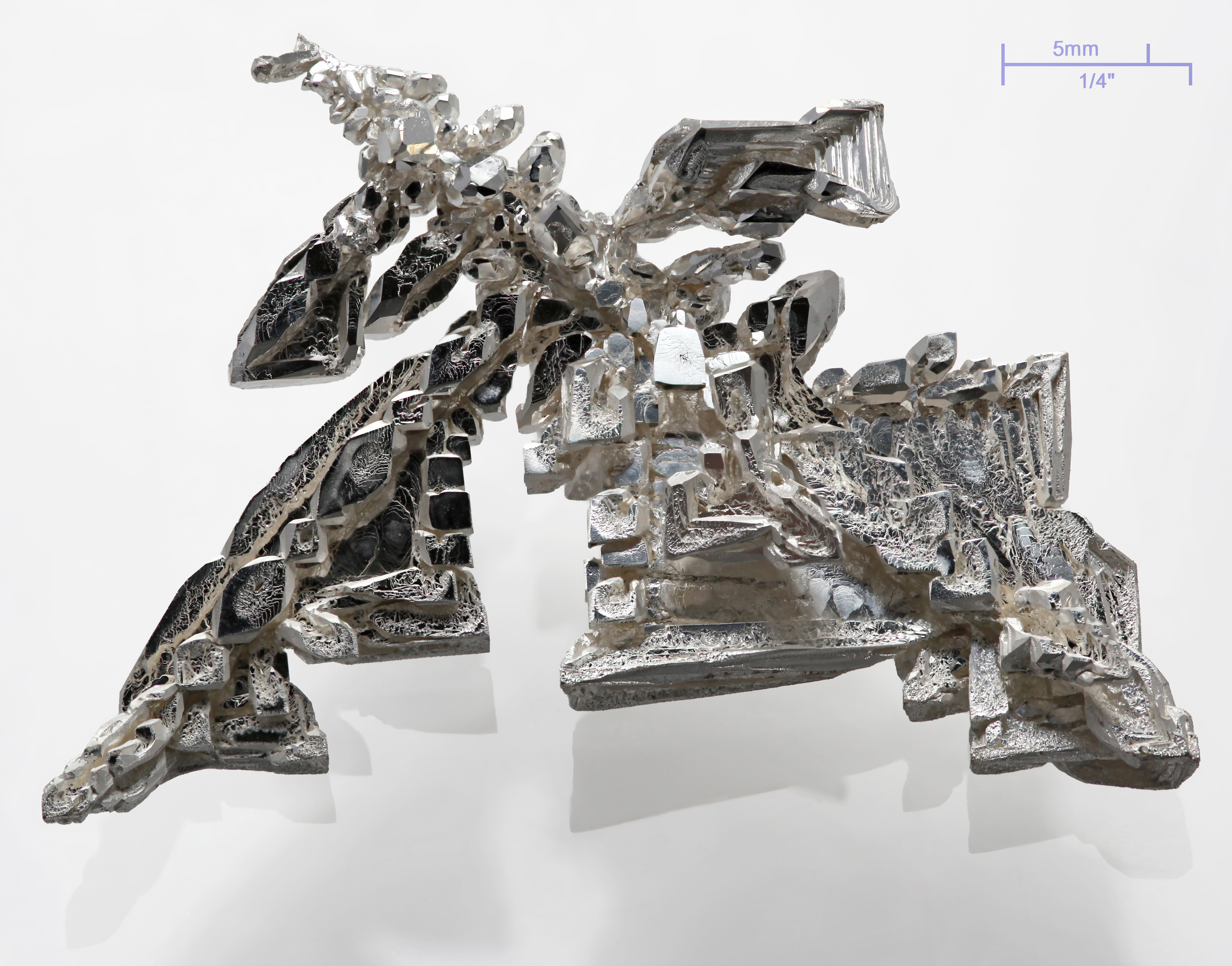
47 Argent
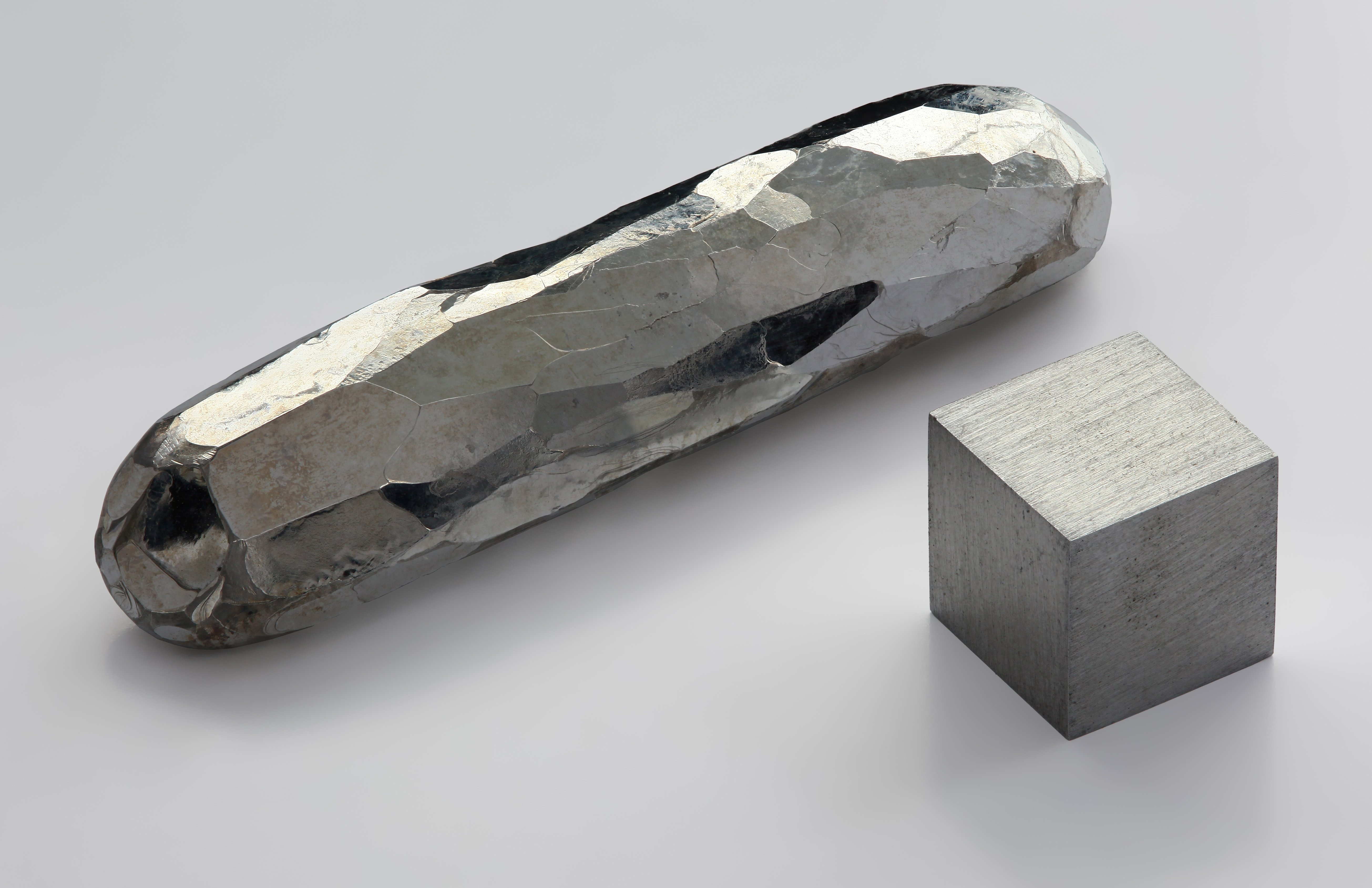
48 Cadmium
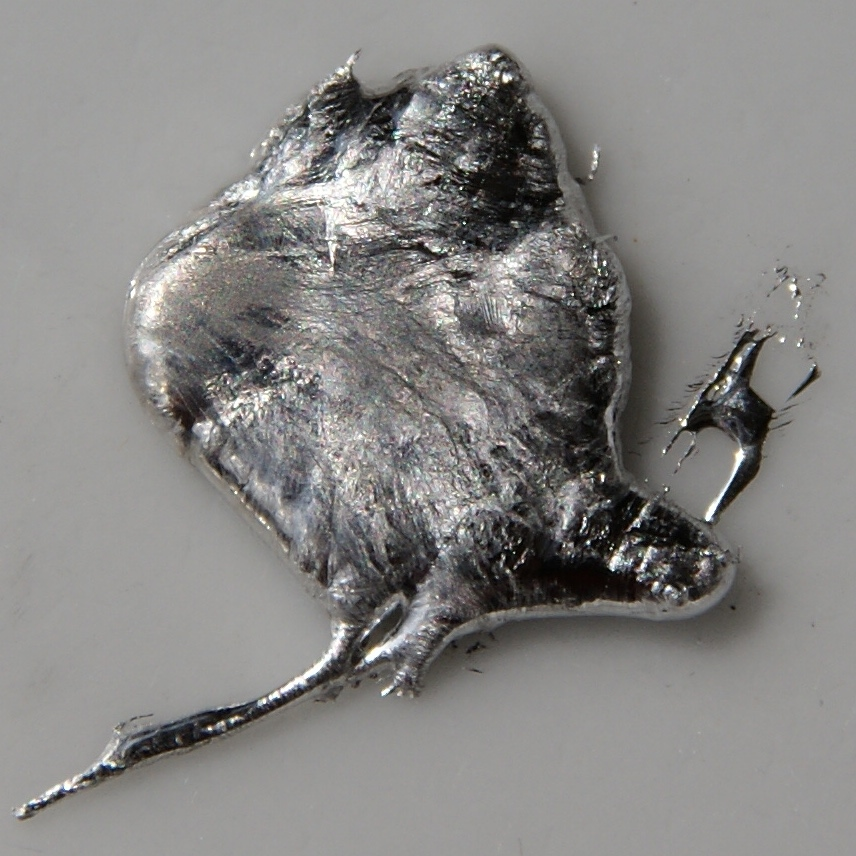
49 Indium
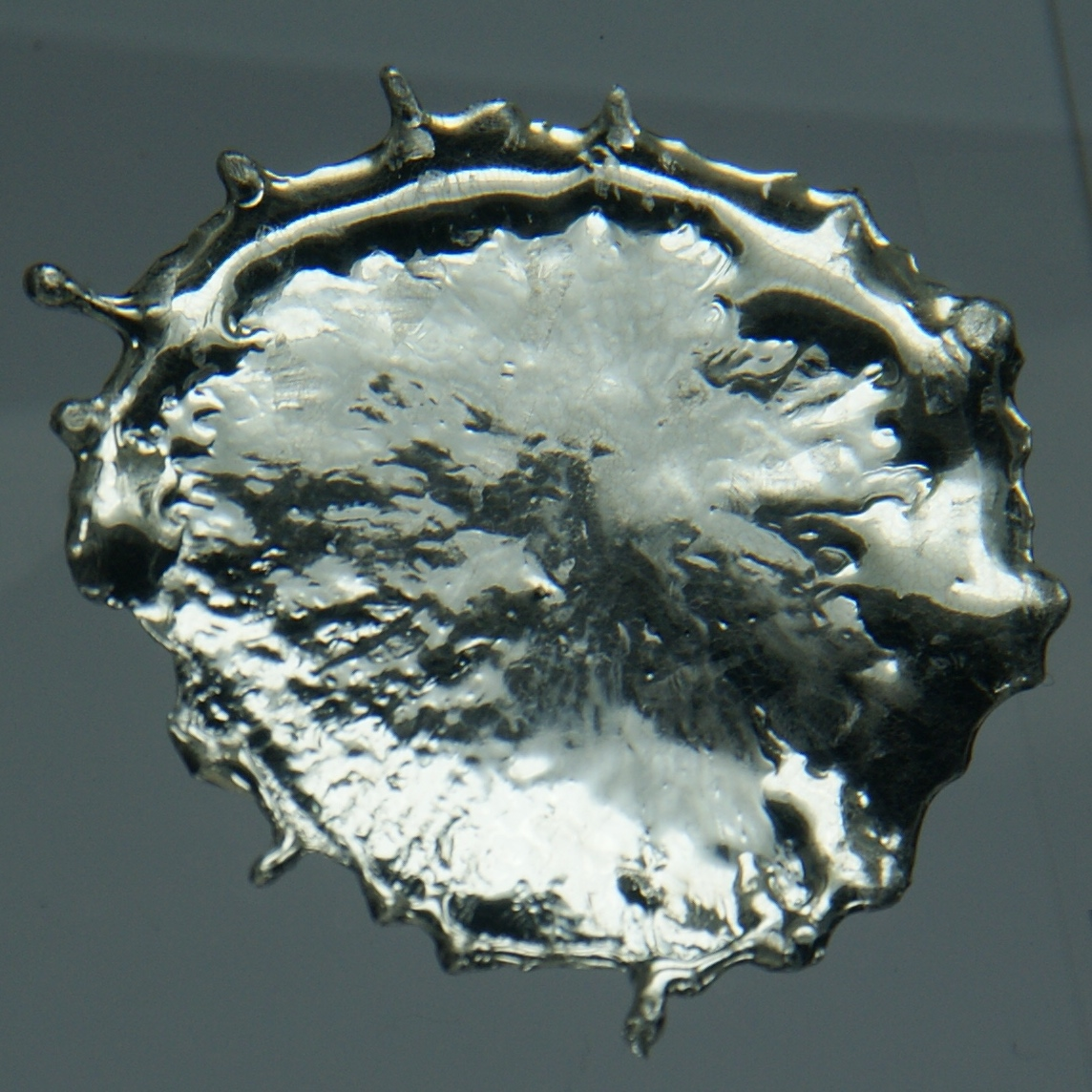
50 Étain
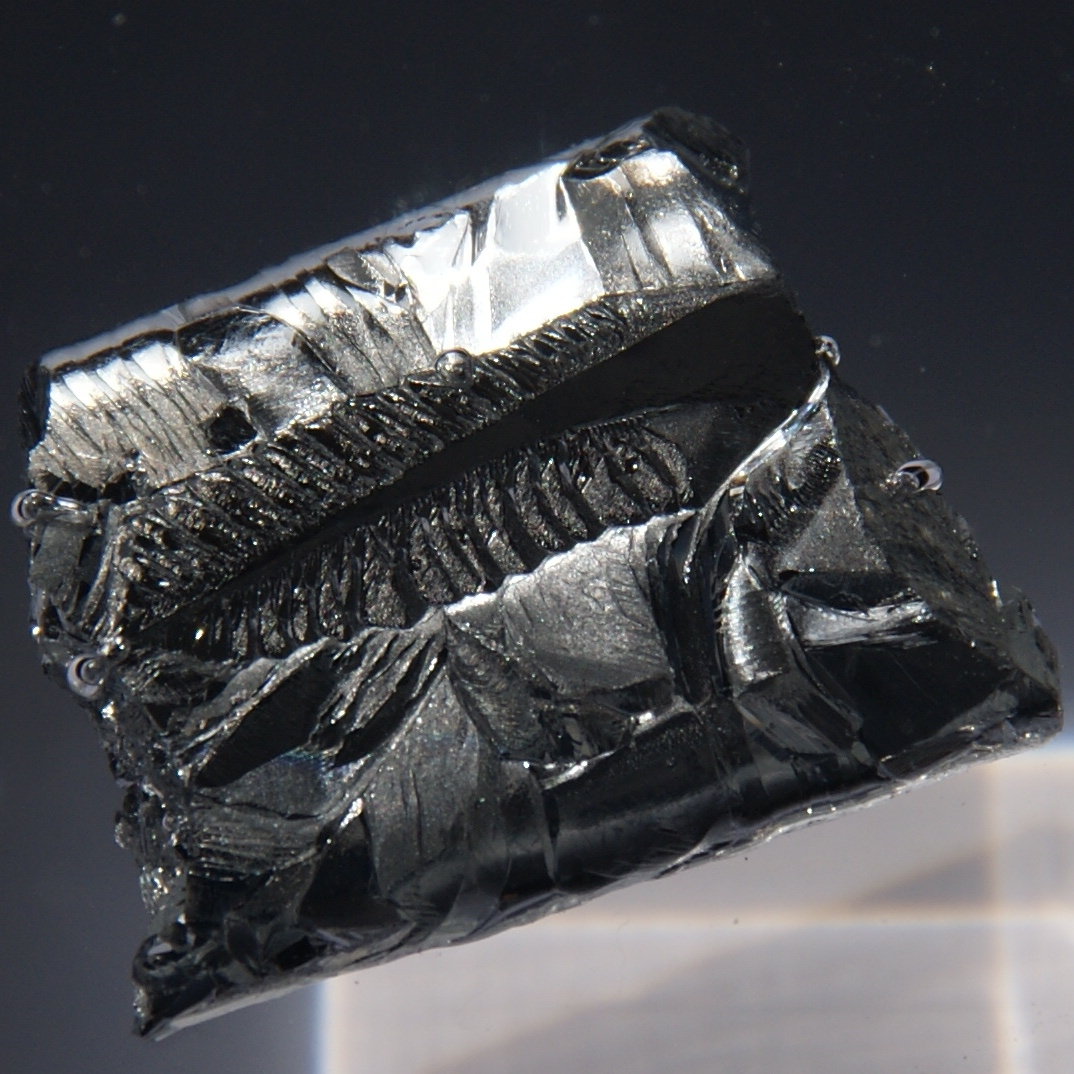
51 Antimoine
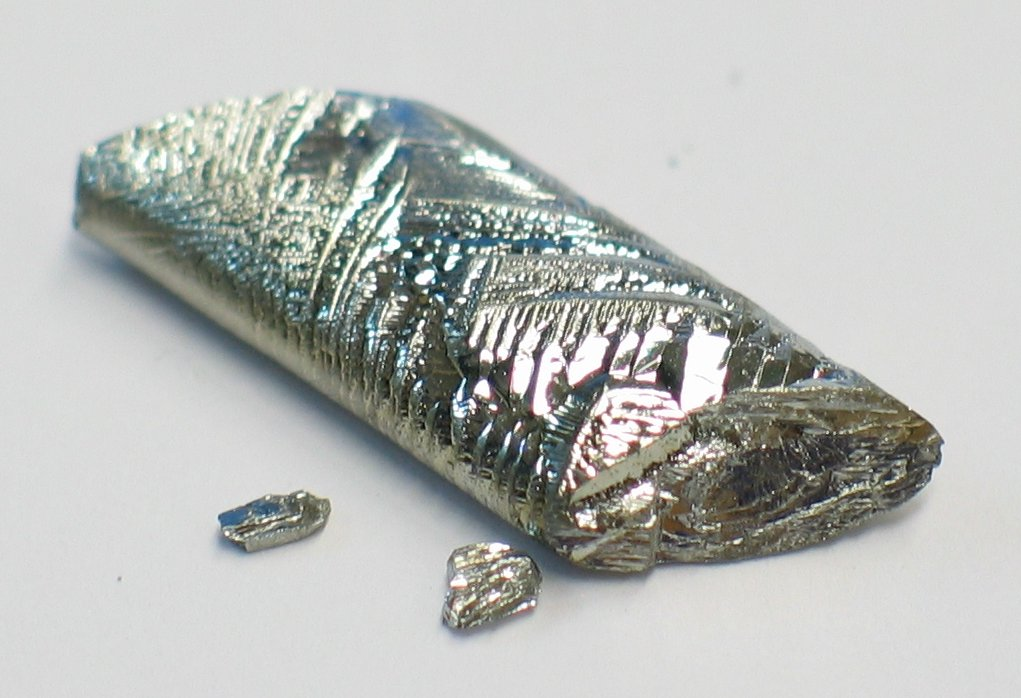
52 Tellure
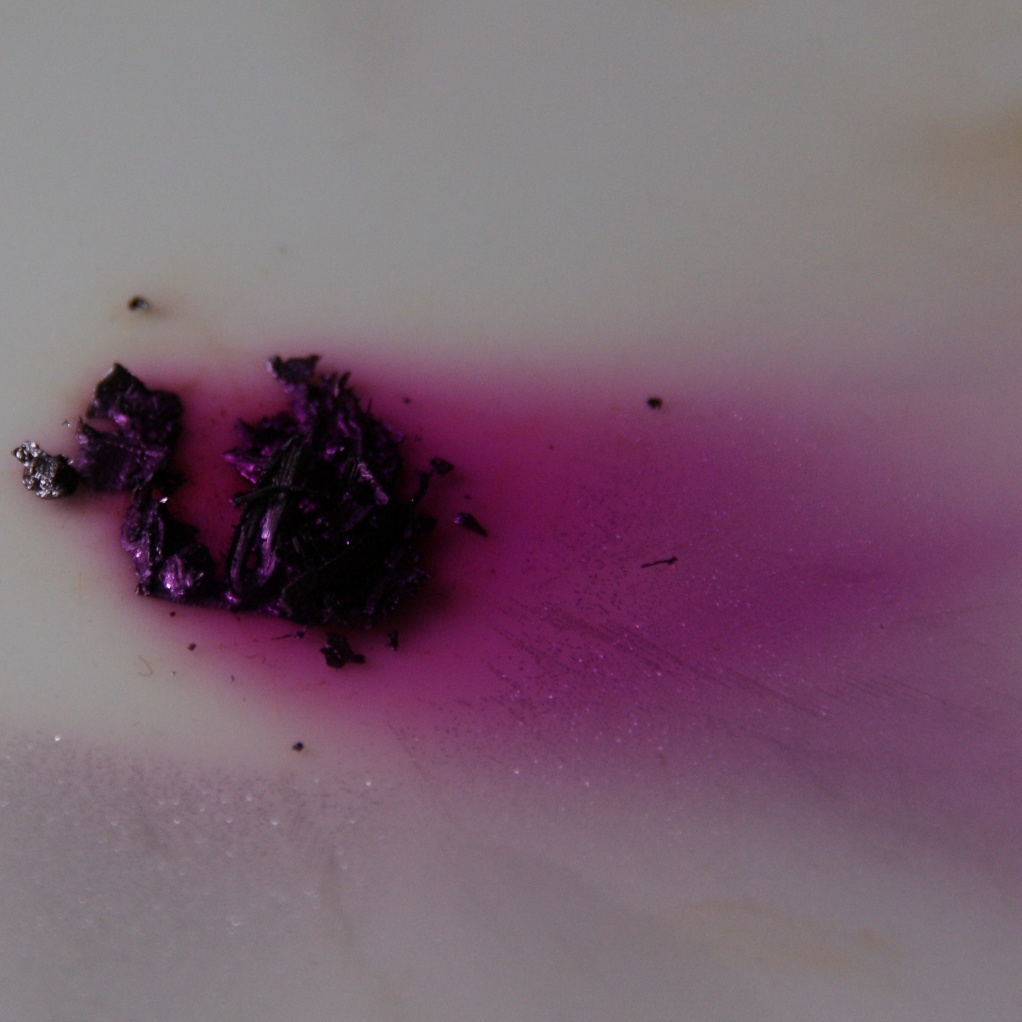
53 Diiode
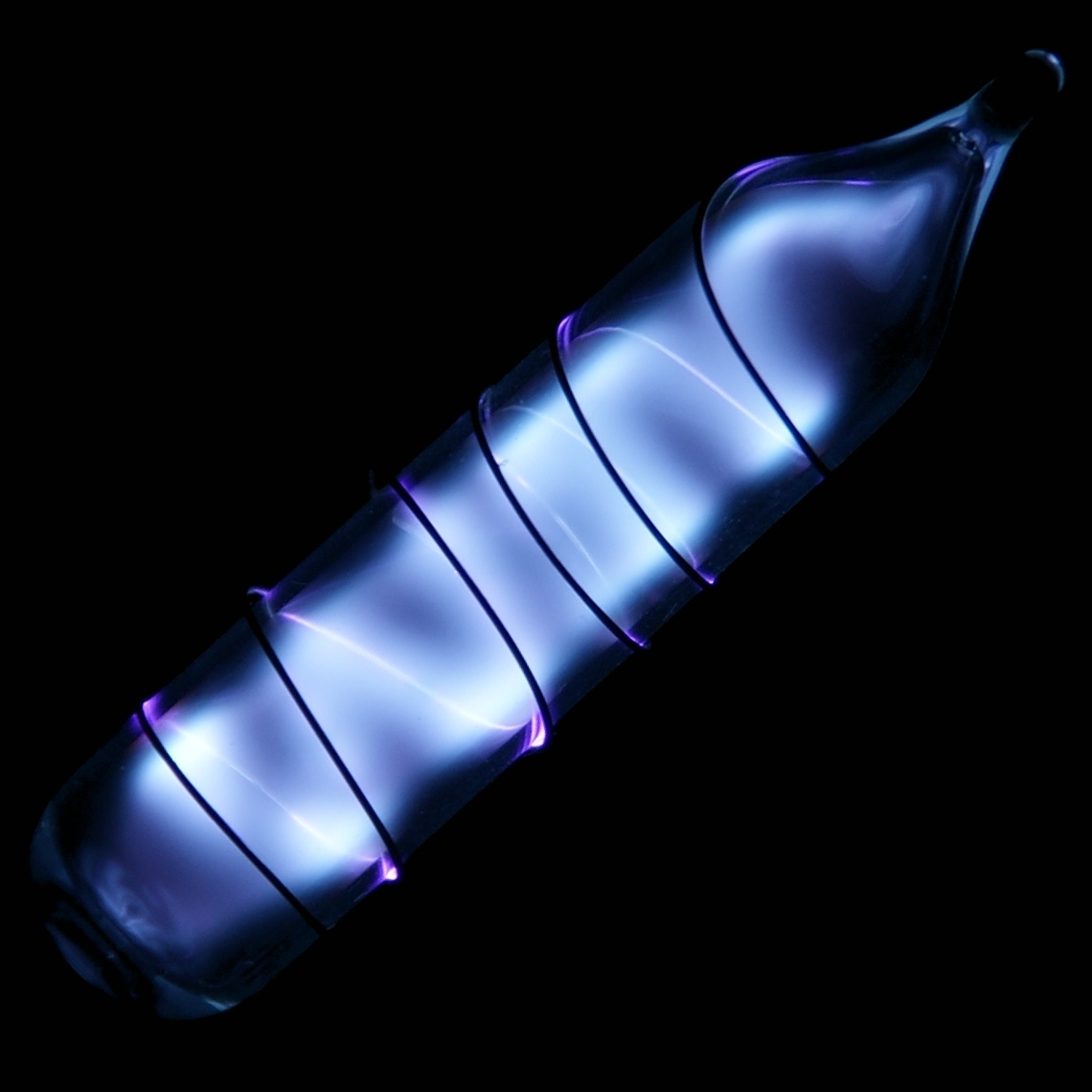
54 Xénon incolore le plus souvent
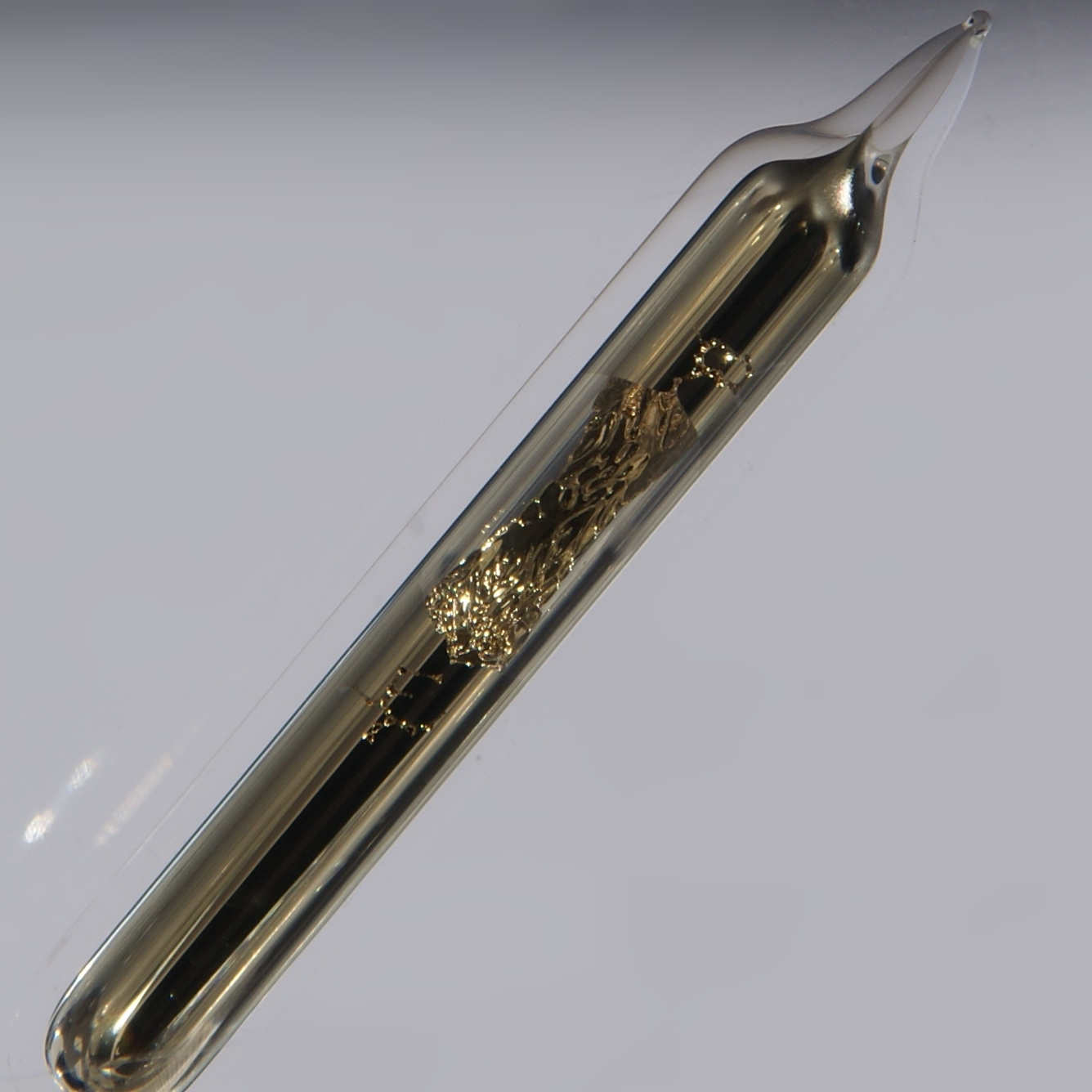
55 Césium
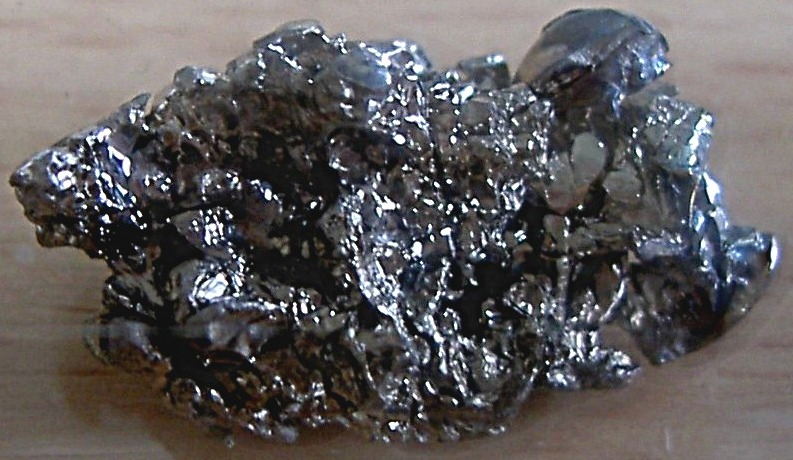
56 Baryum
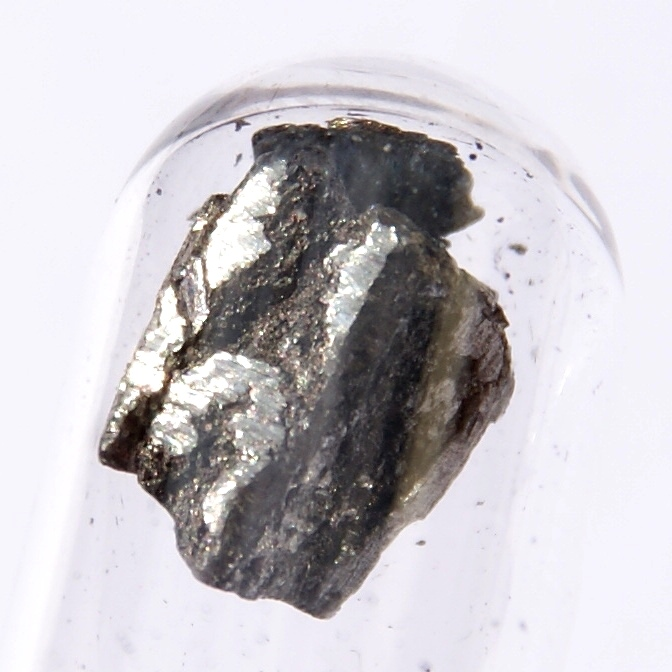
57 Lanthane
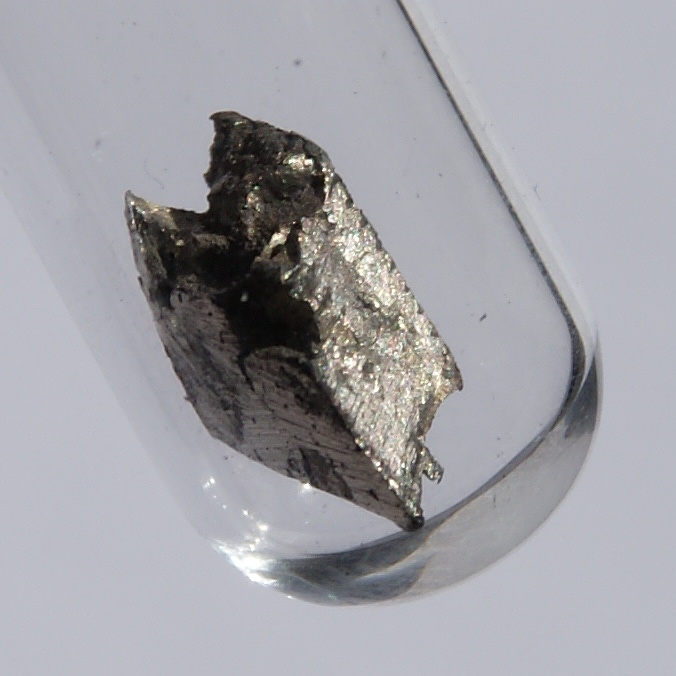
58 Cérium
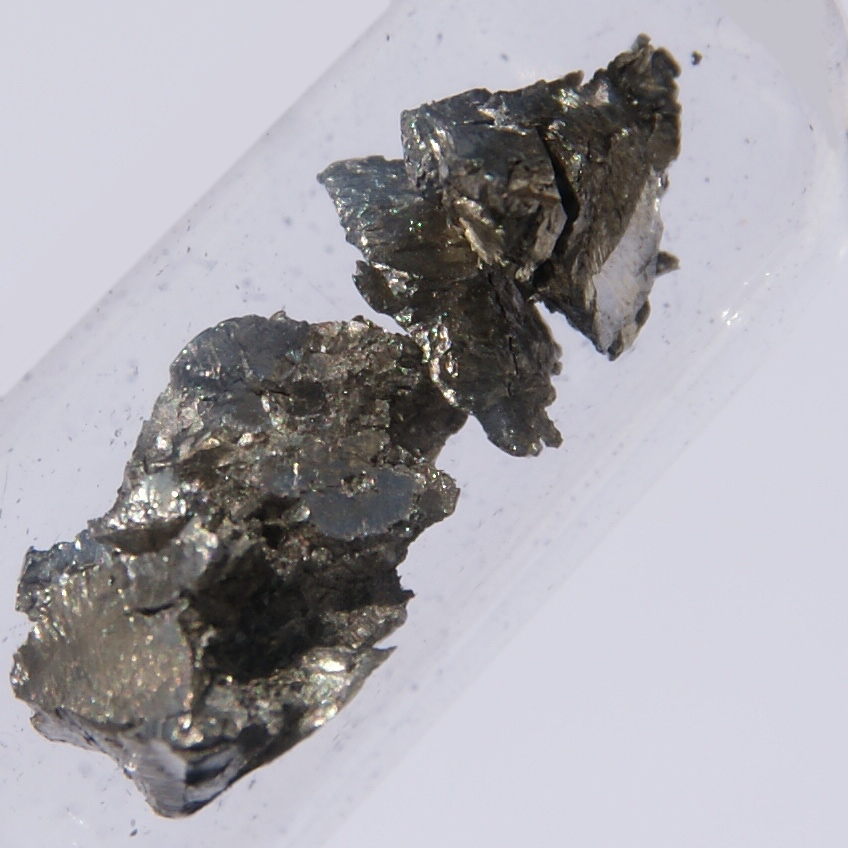
59 Praséodyme
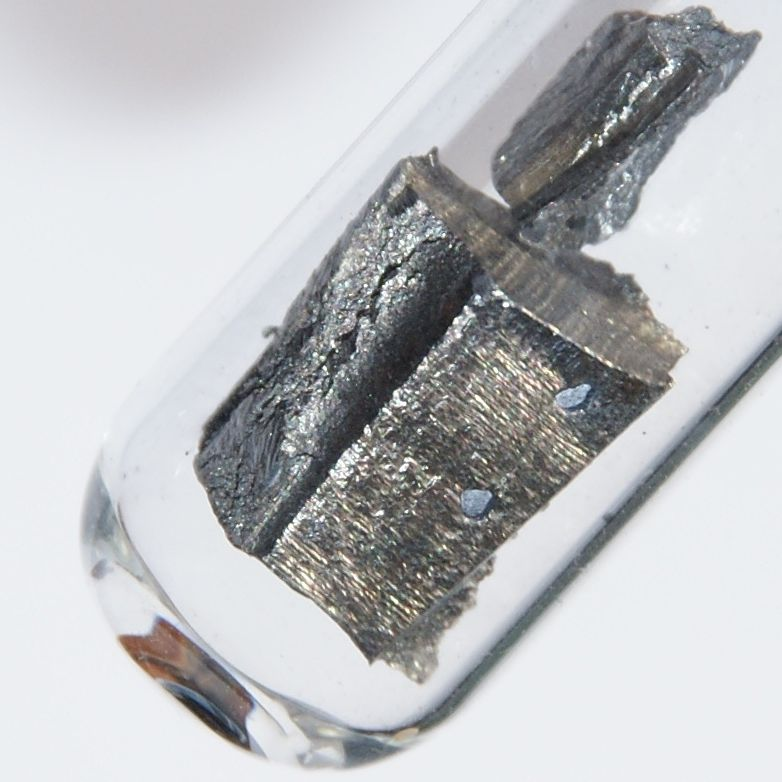
60 Néodyme
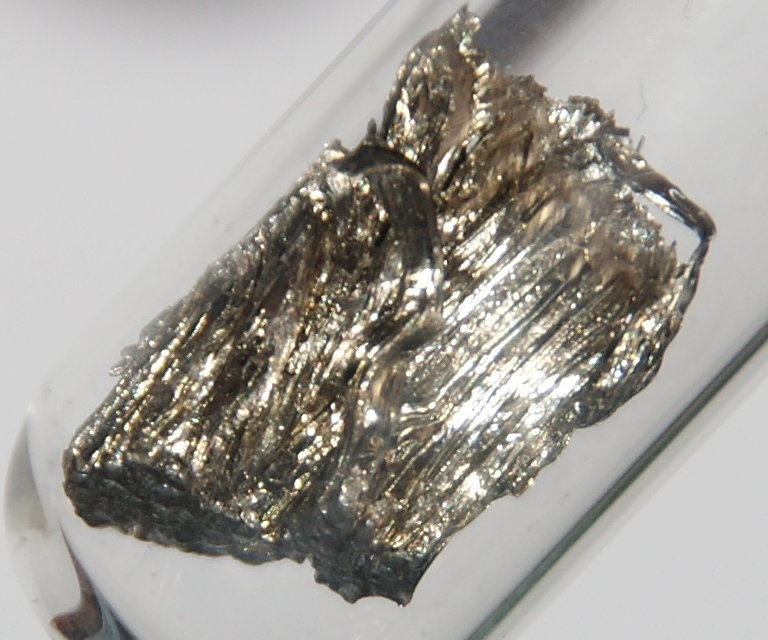
62 Samarium
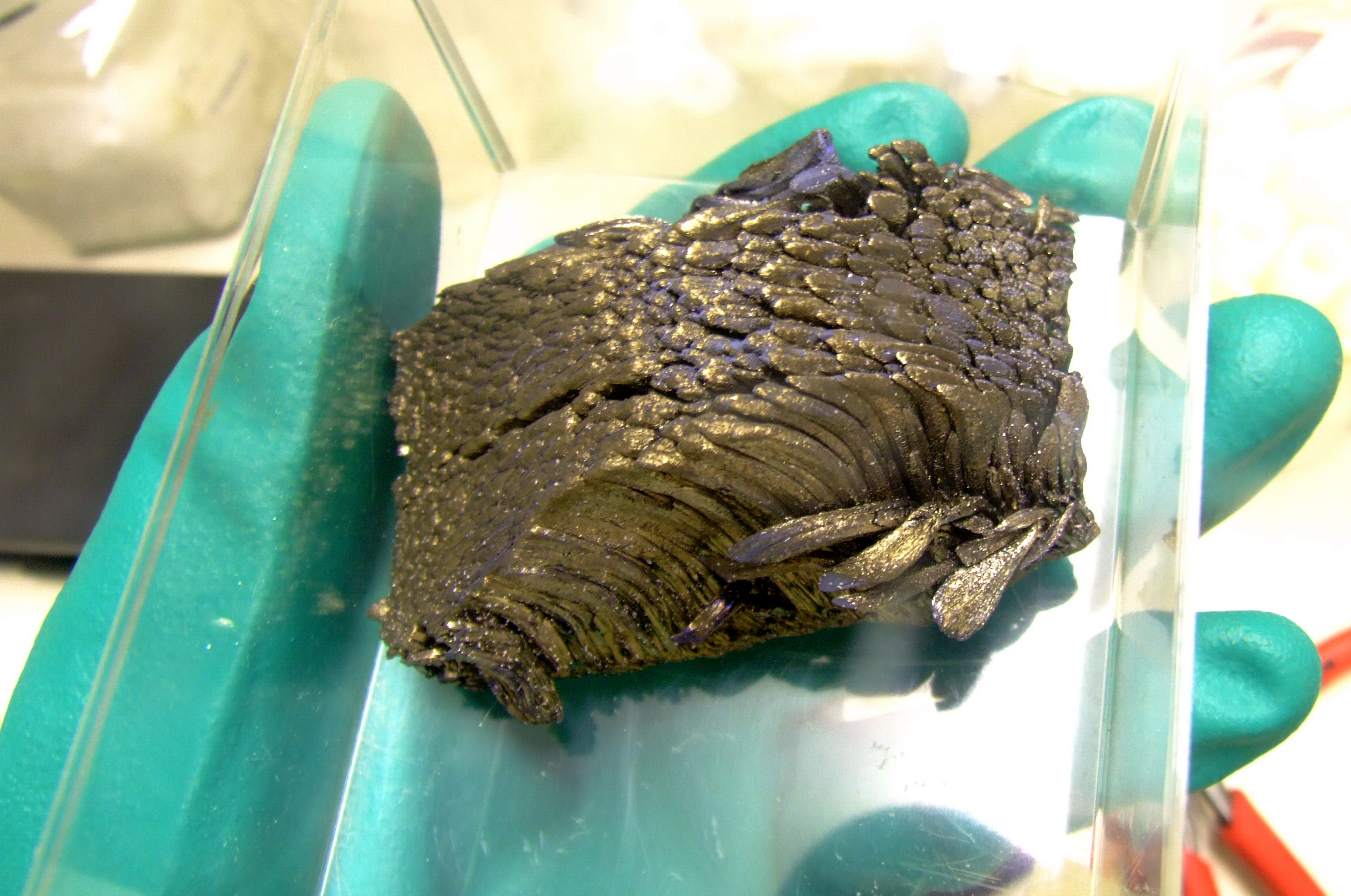
63 Europium
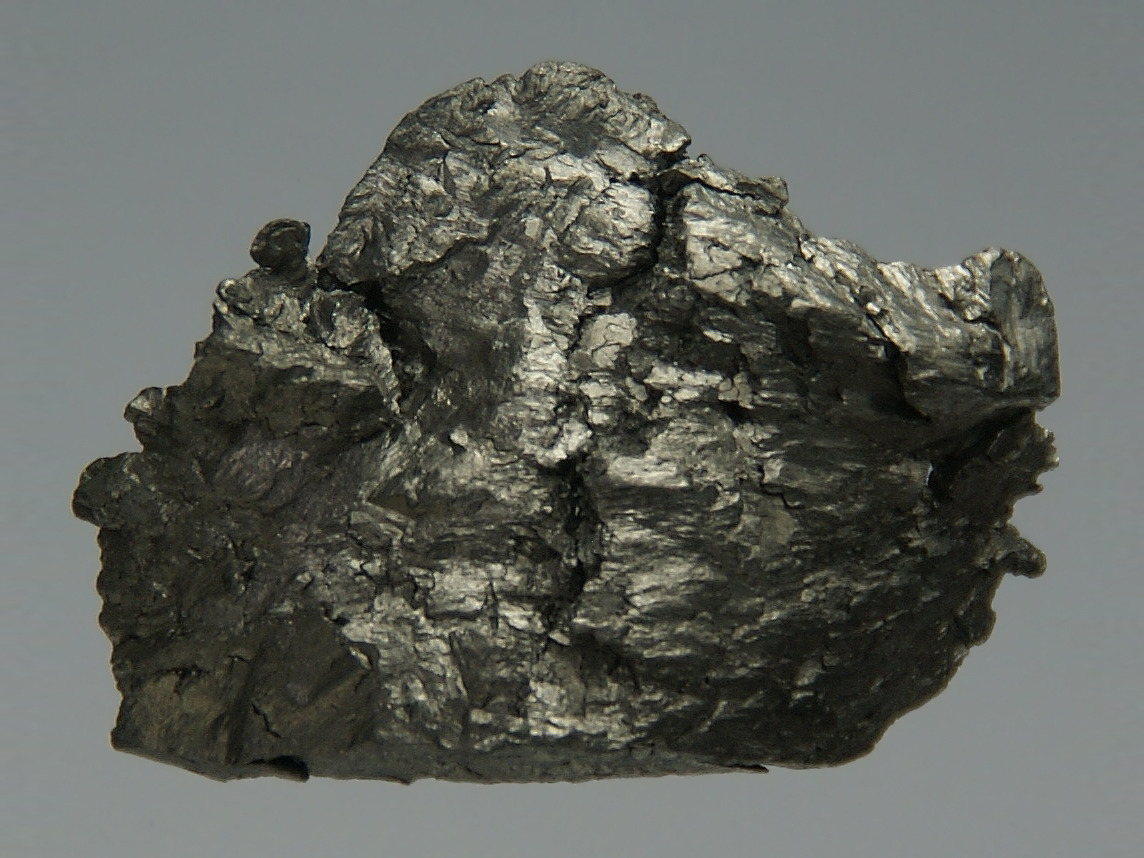
64 Gadolinium
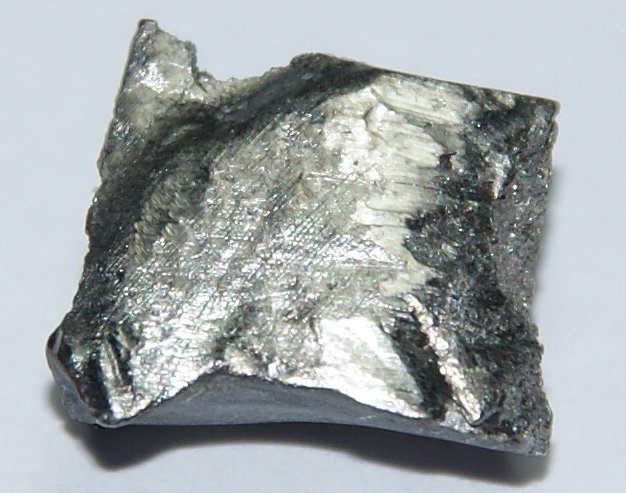
65 Terbium
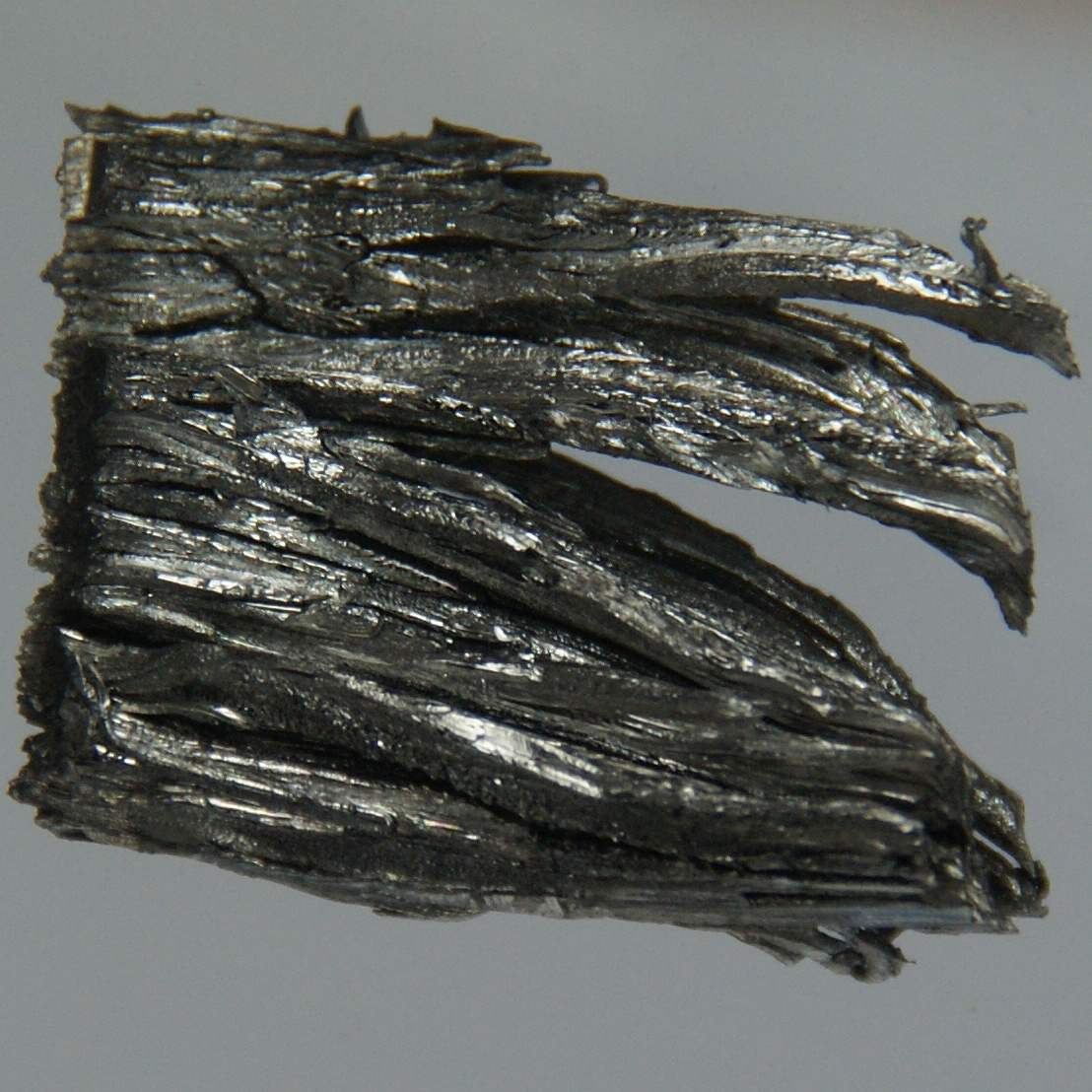
66 Dysprosium
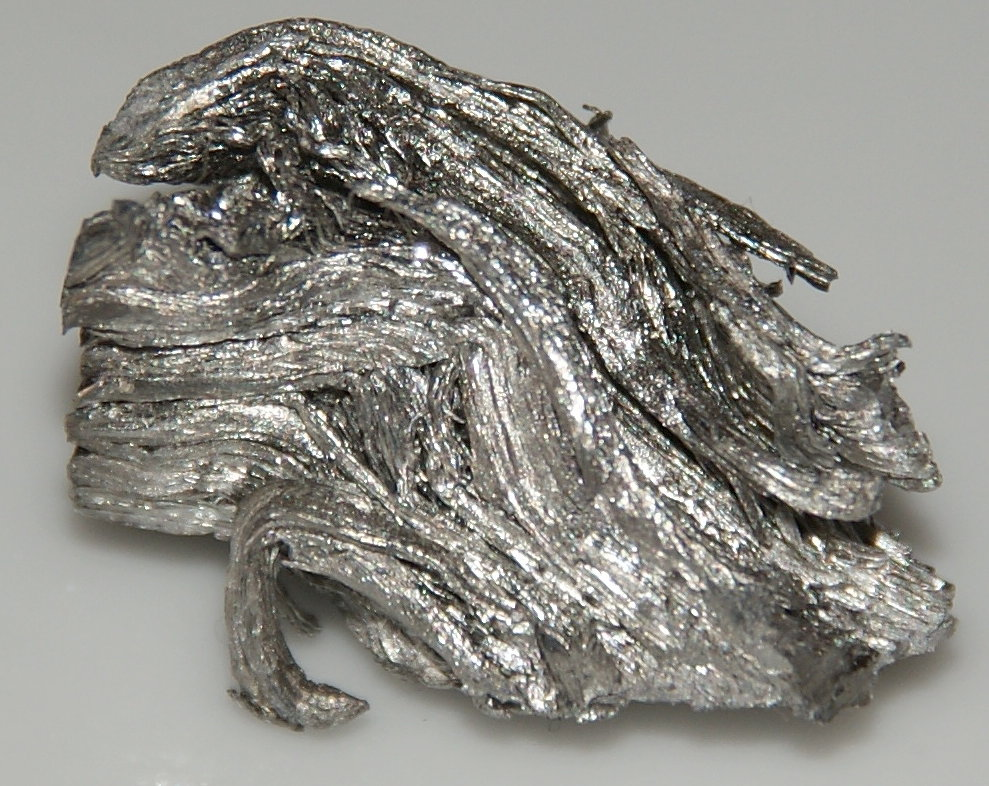
67 Holmium
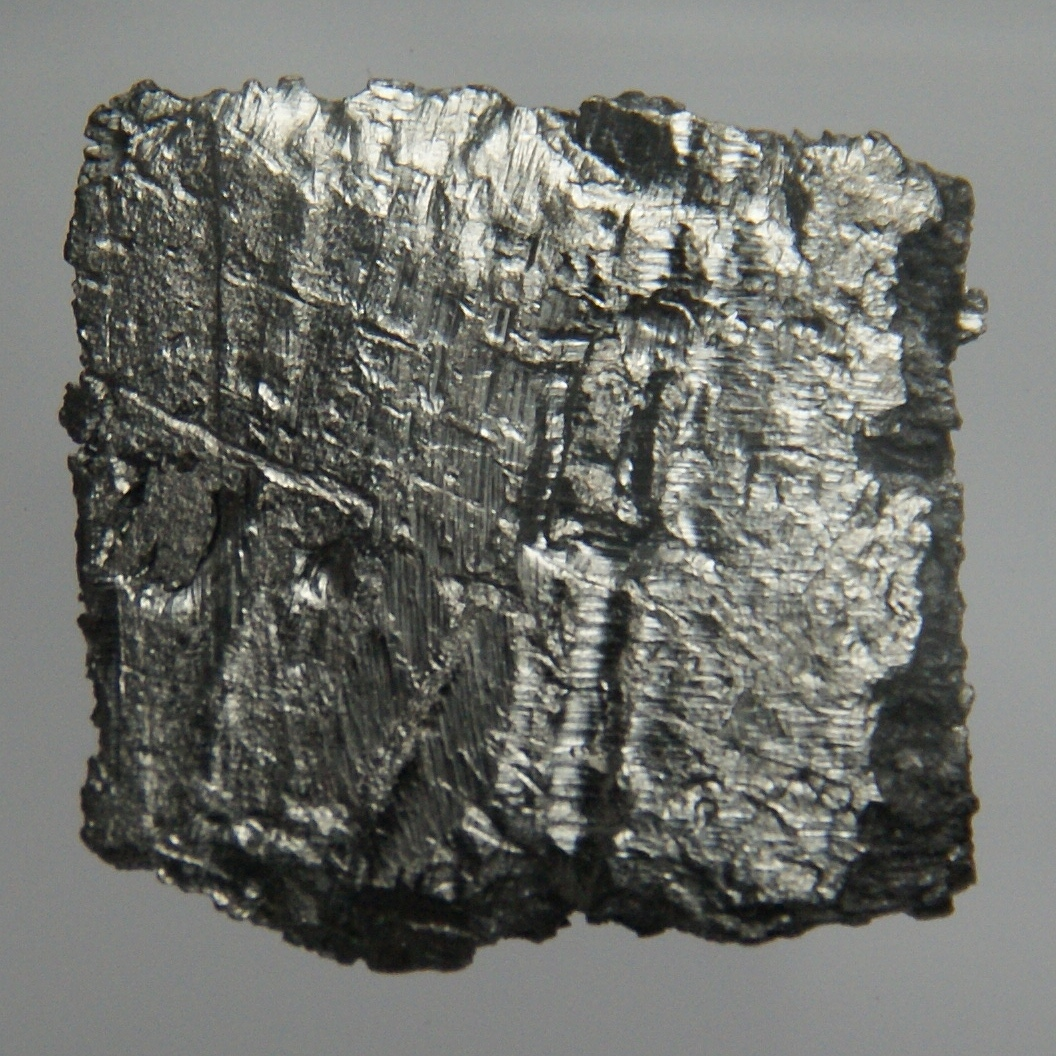
68 Erbium
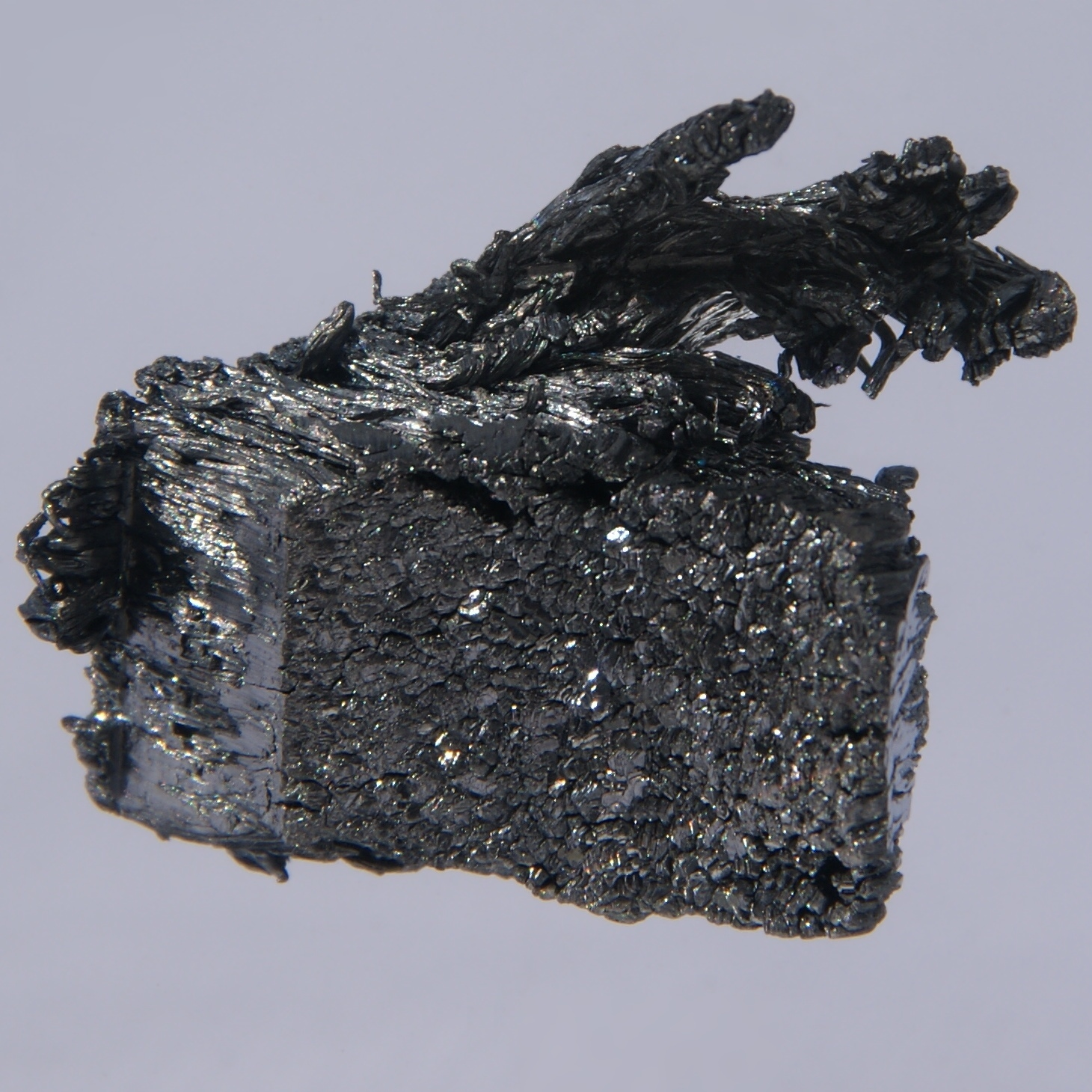
69 Thulium
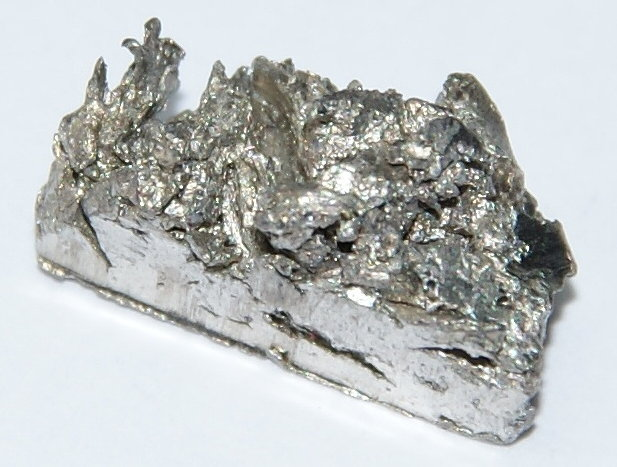
70 Ytterbium
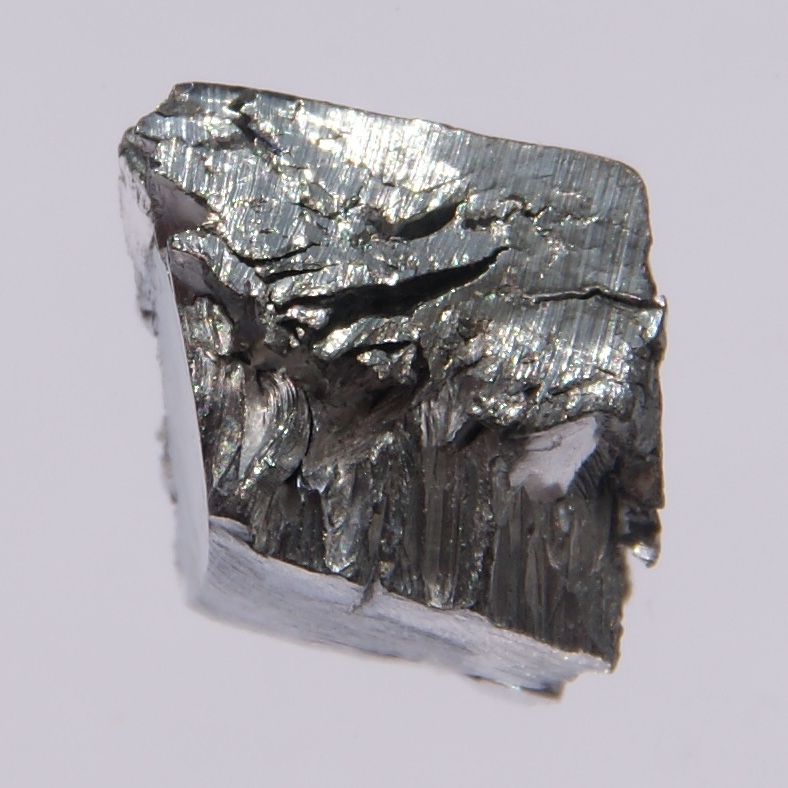
71 Lutécium
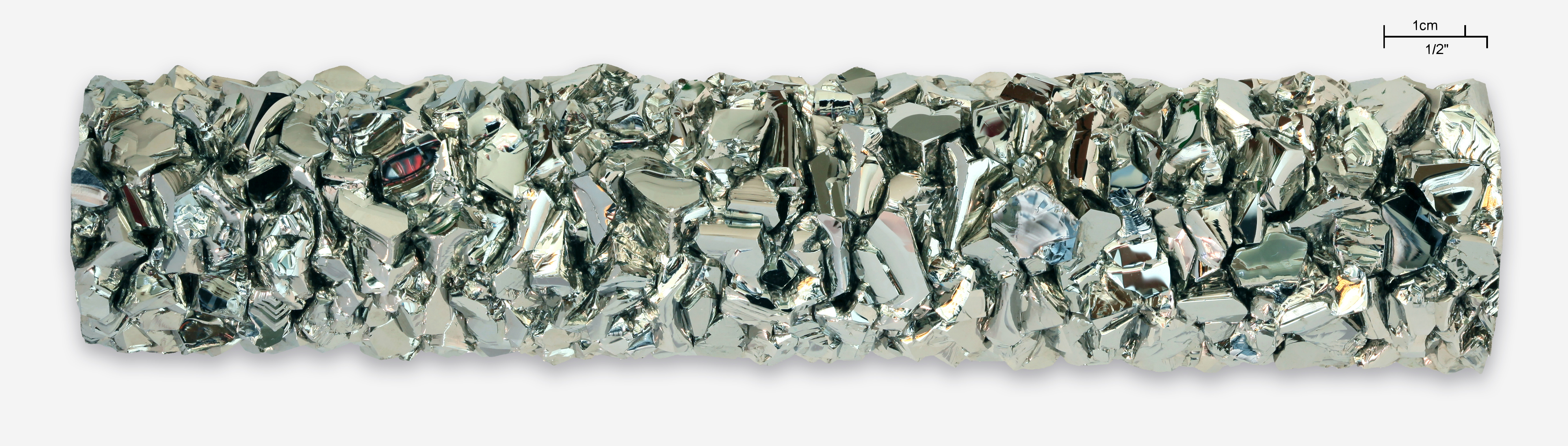
72 Hafnium
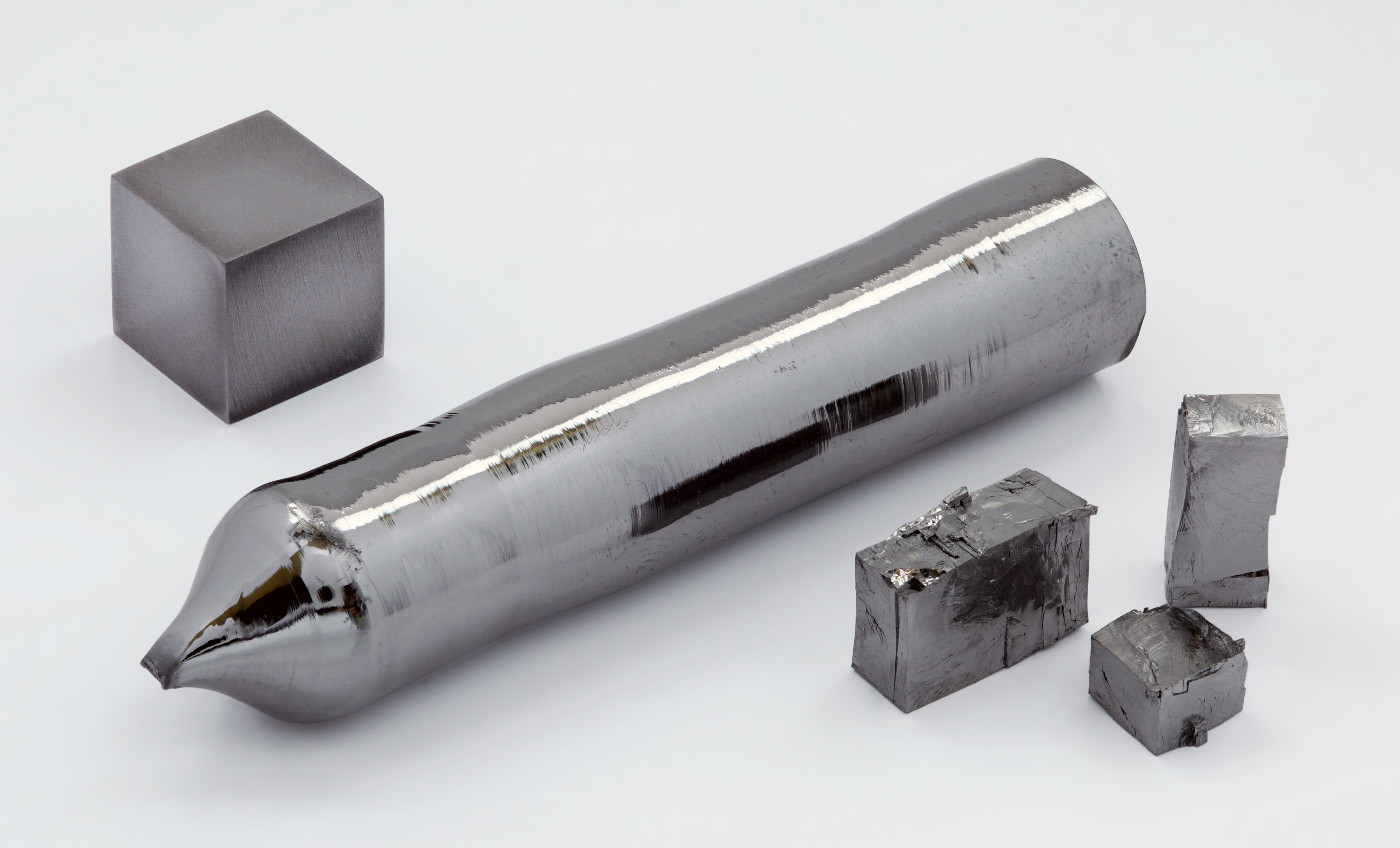
73 Tantale
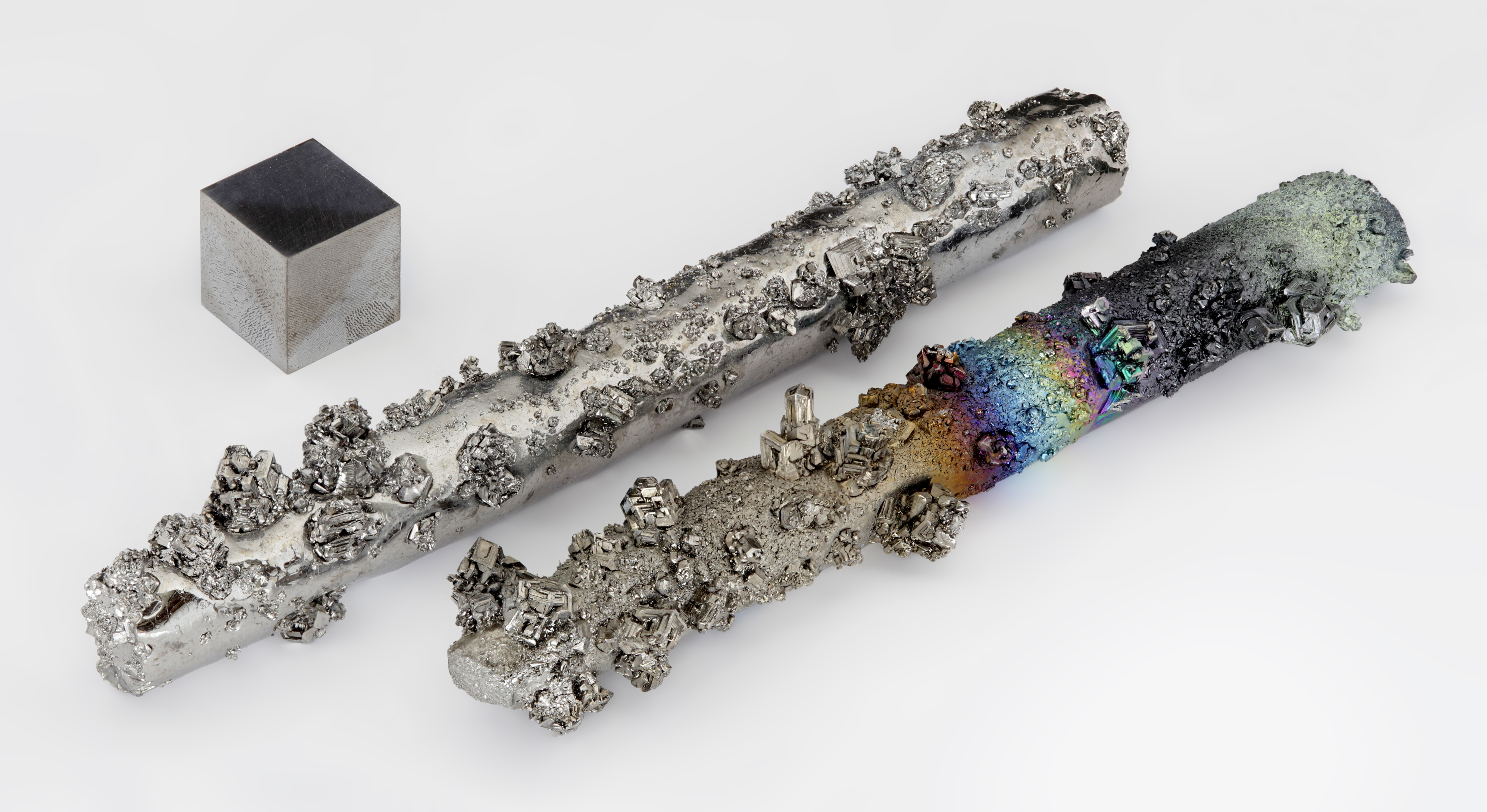
74 Tungstène
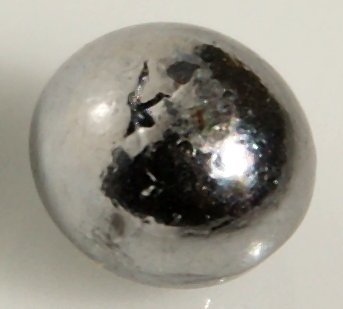
75 Rhénium
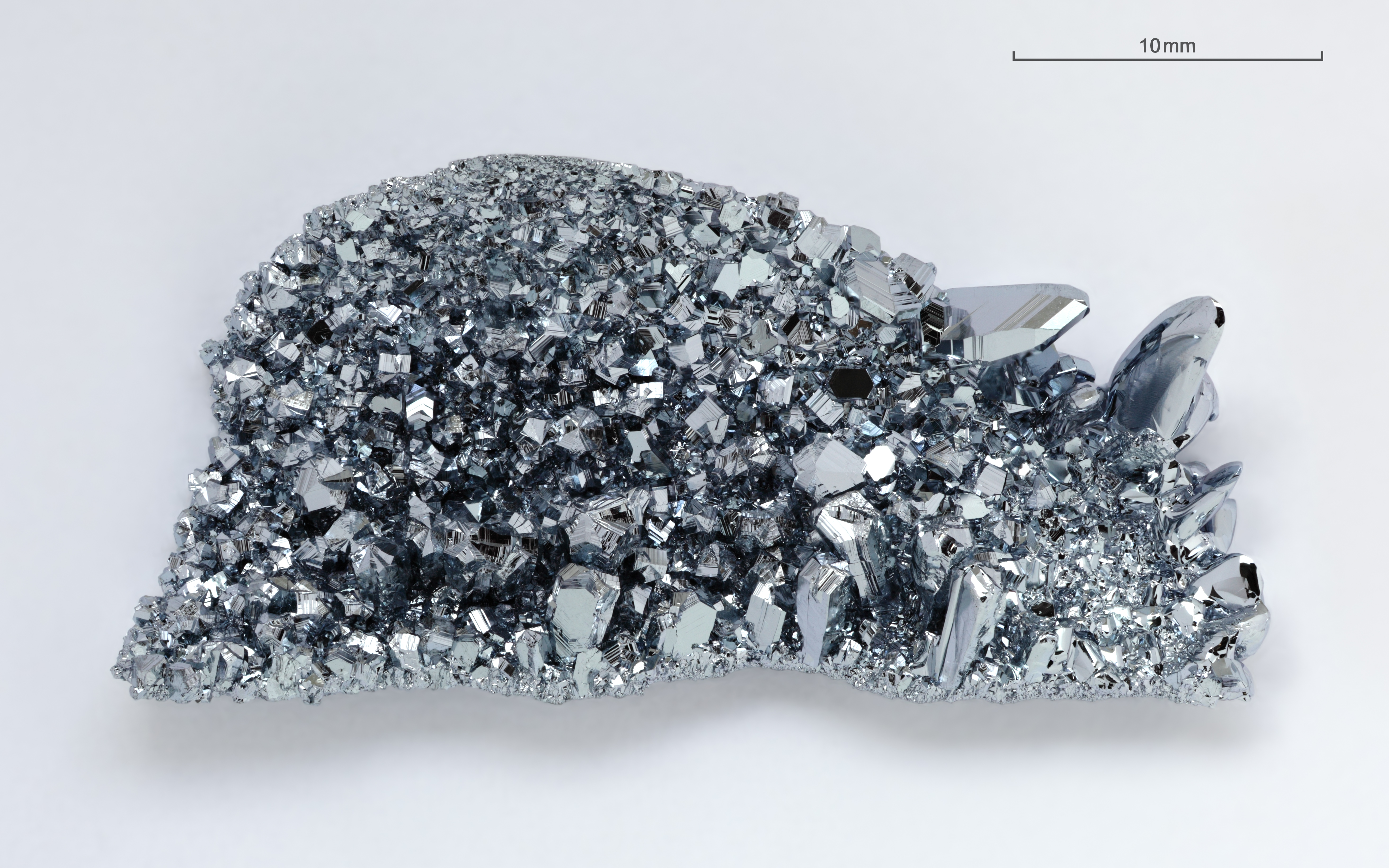
76 Osmium
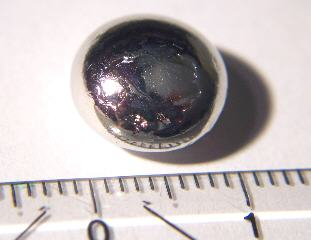
77 Iridium
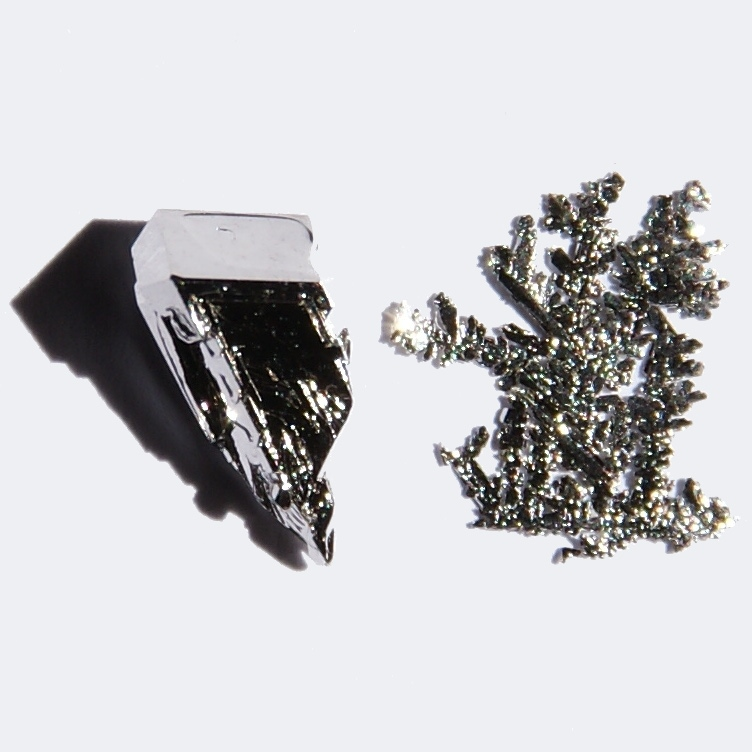
78 Platine
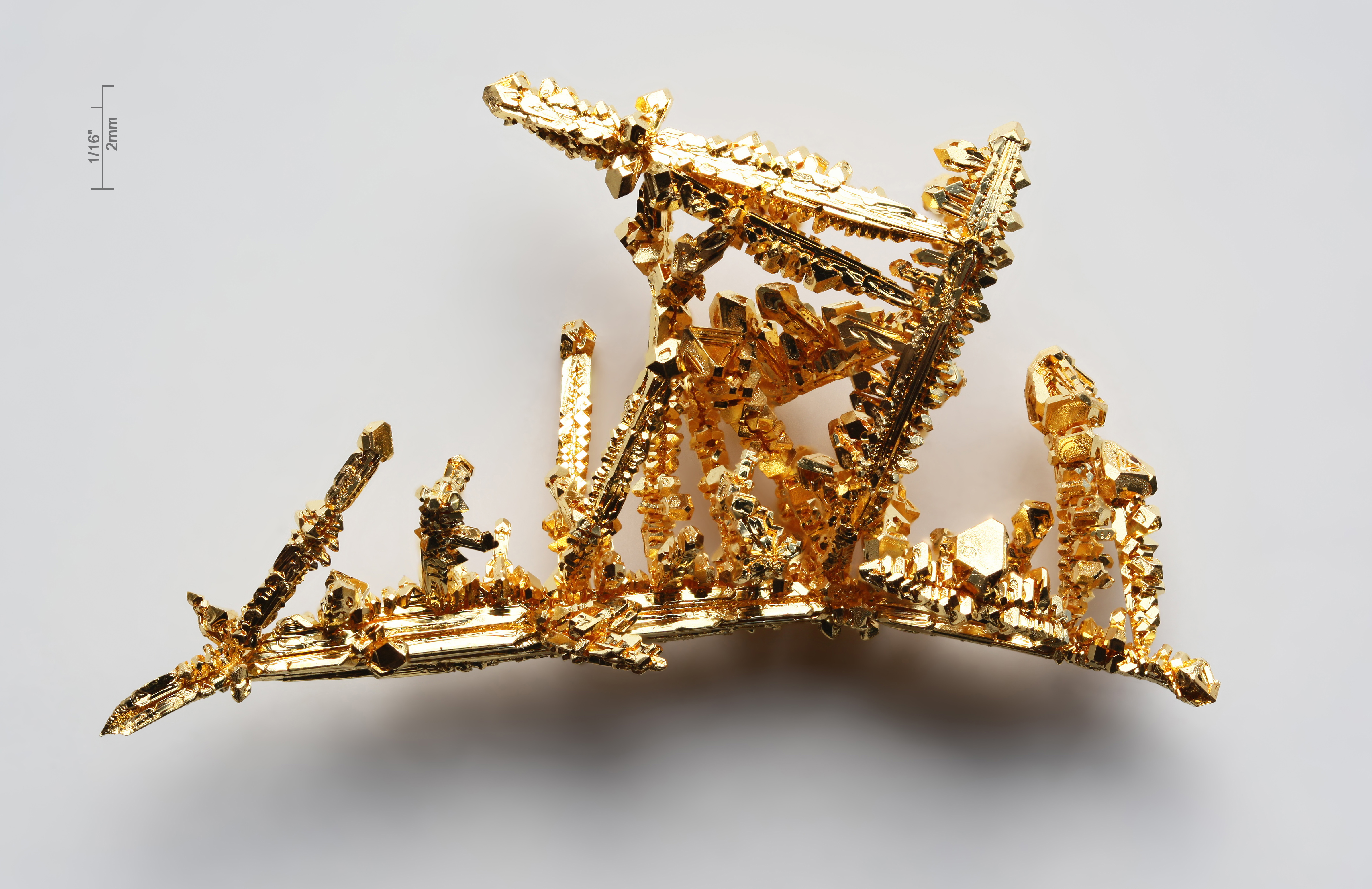
79 Or
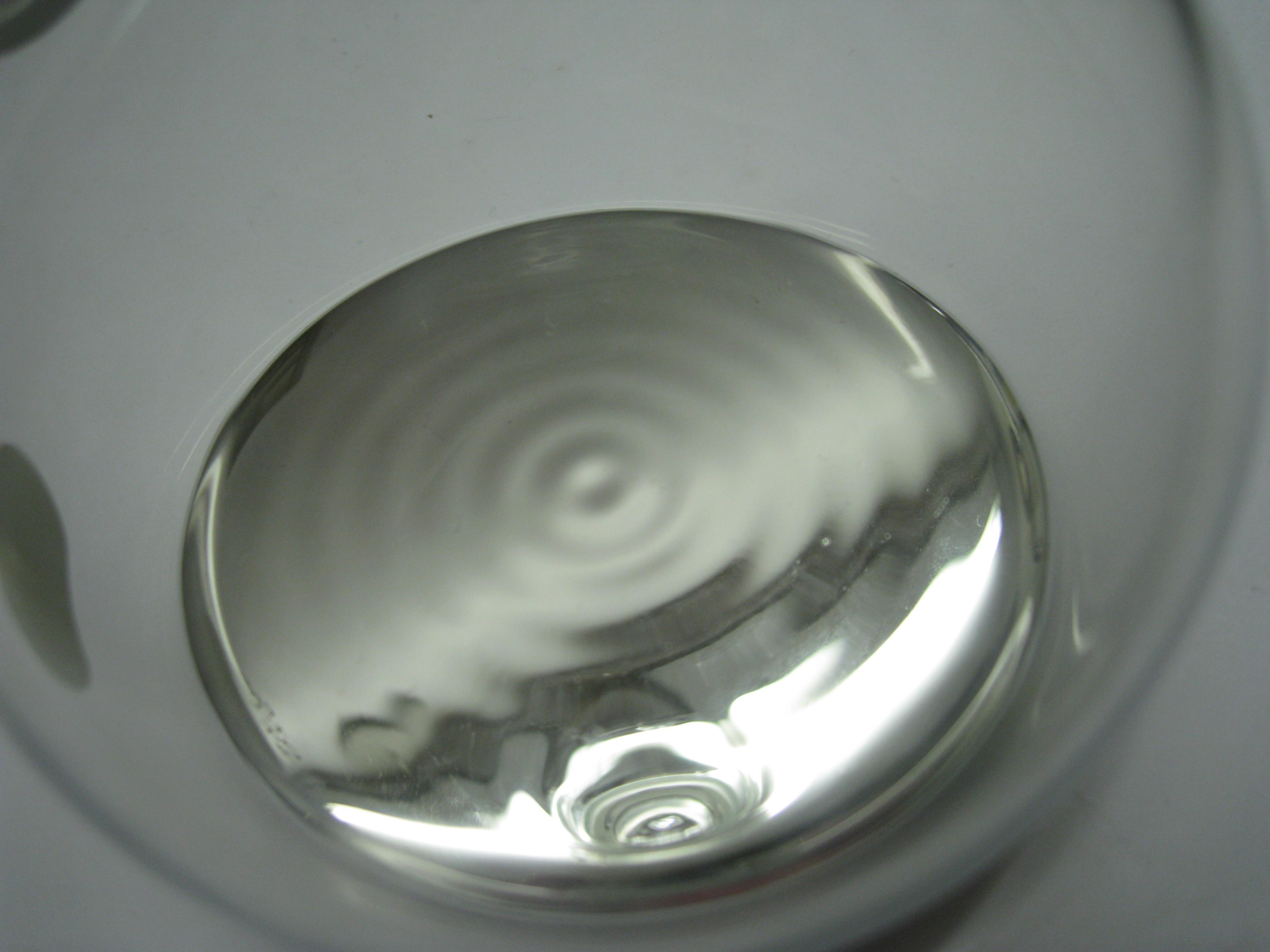
80 Mercure
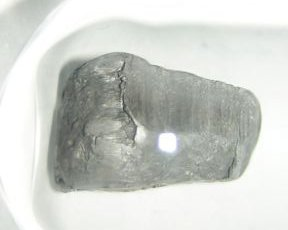
81 Thallium
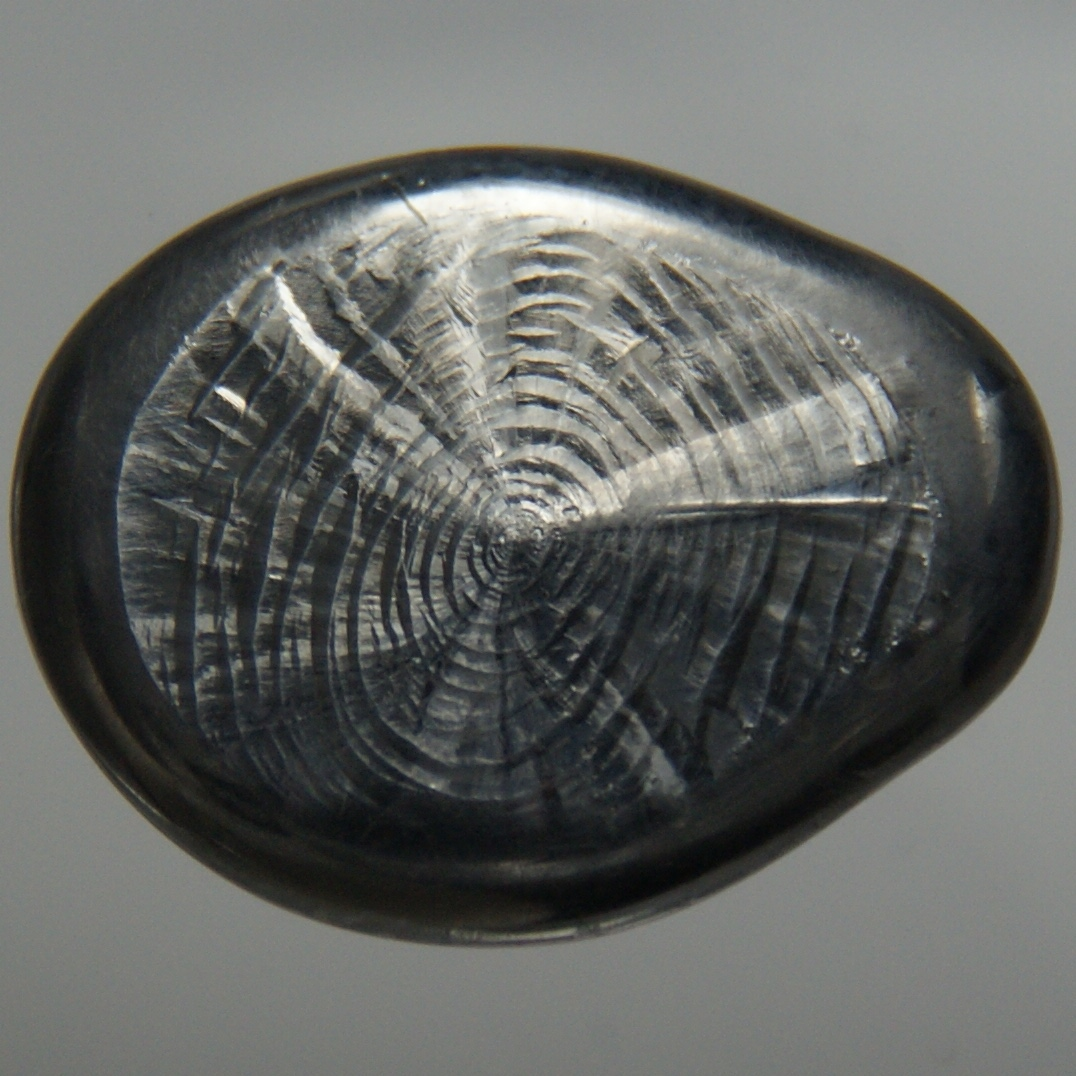
82 Plomb
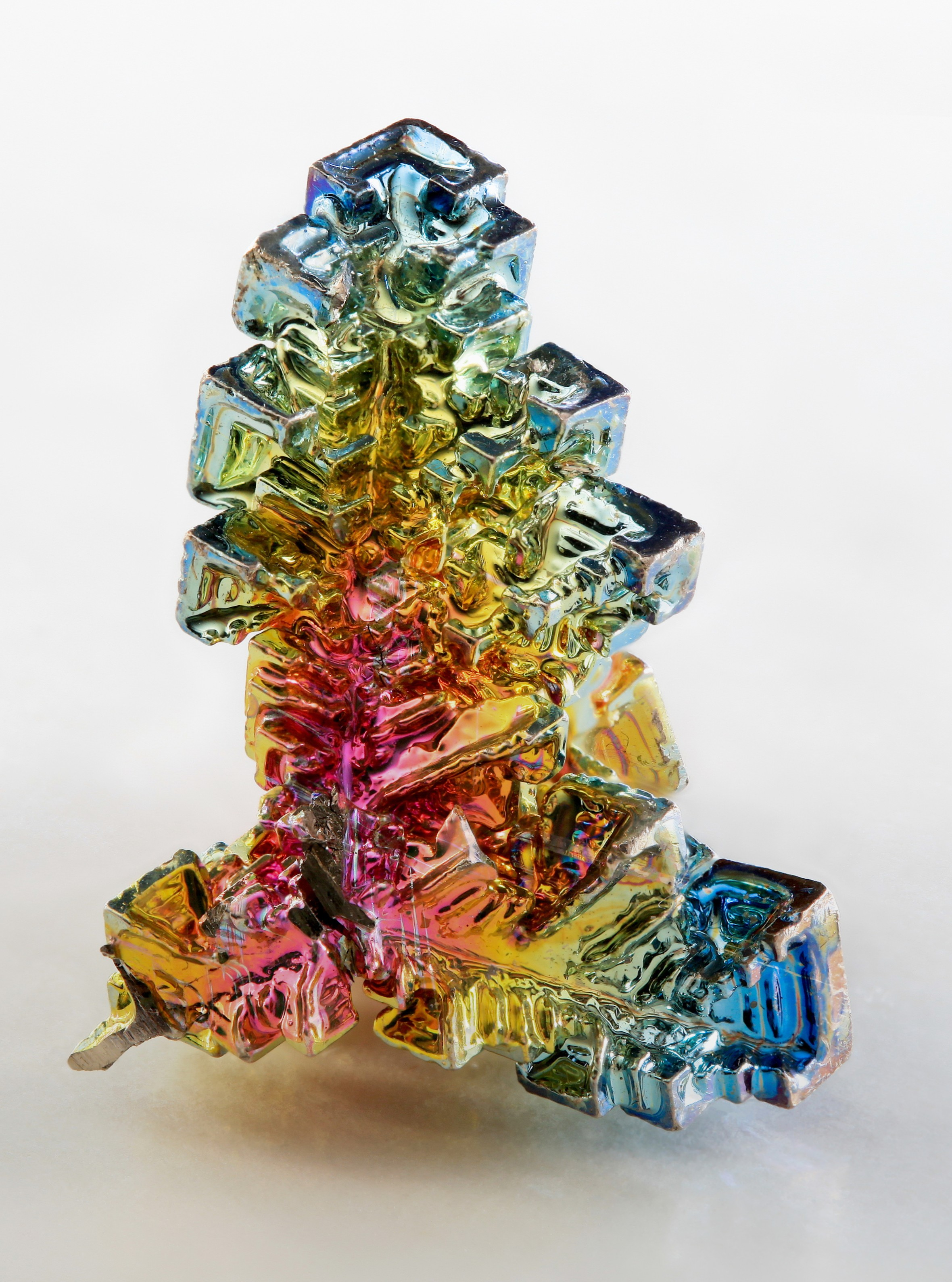
83 Bismuth
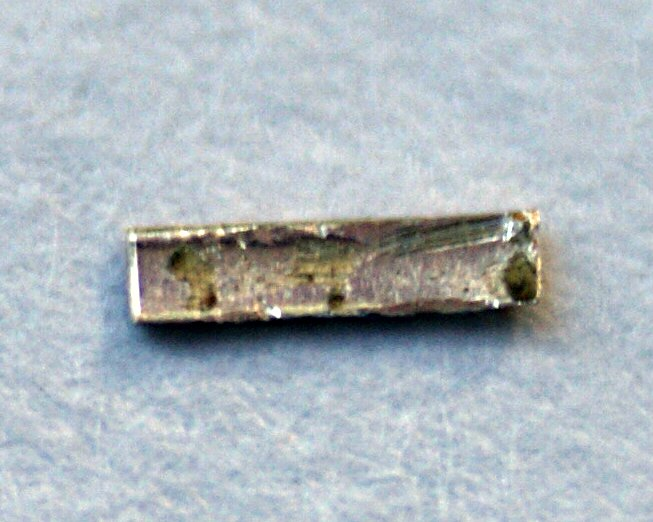
88 Radium
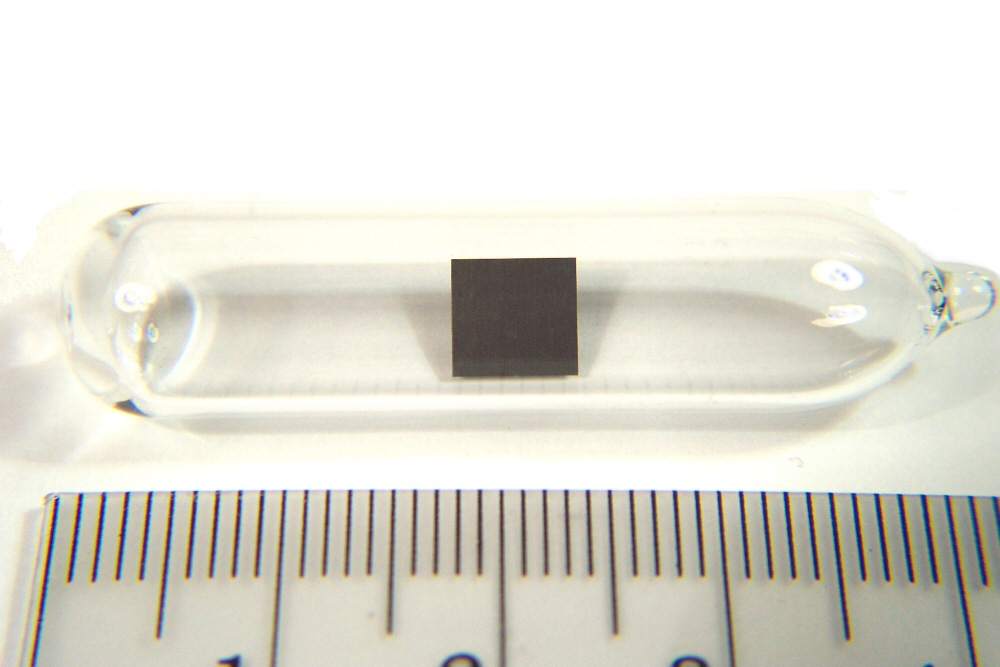
90 Thorium
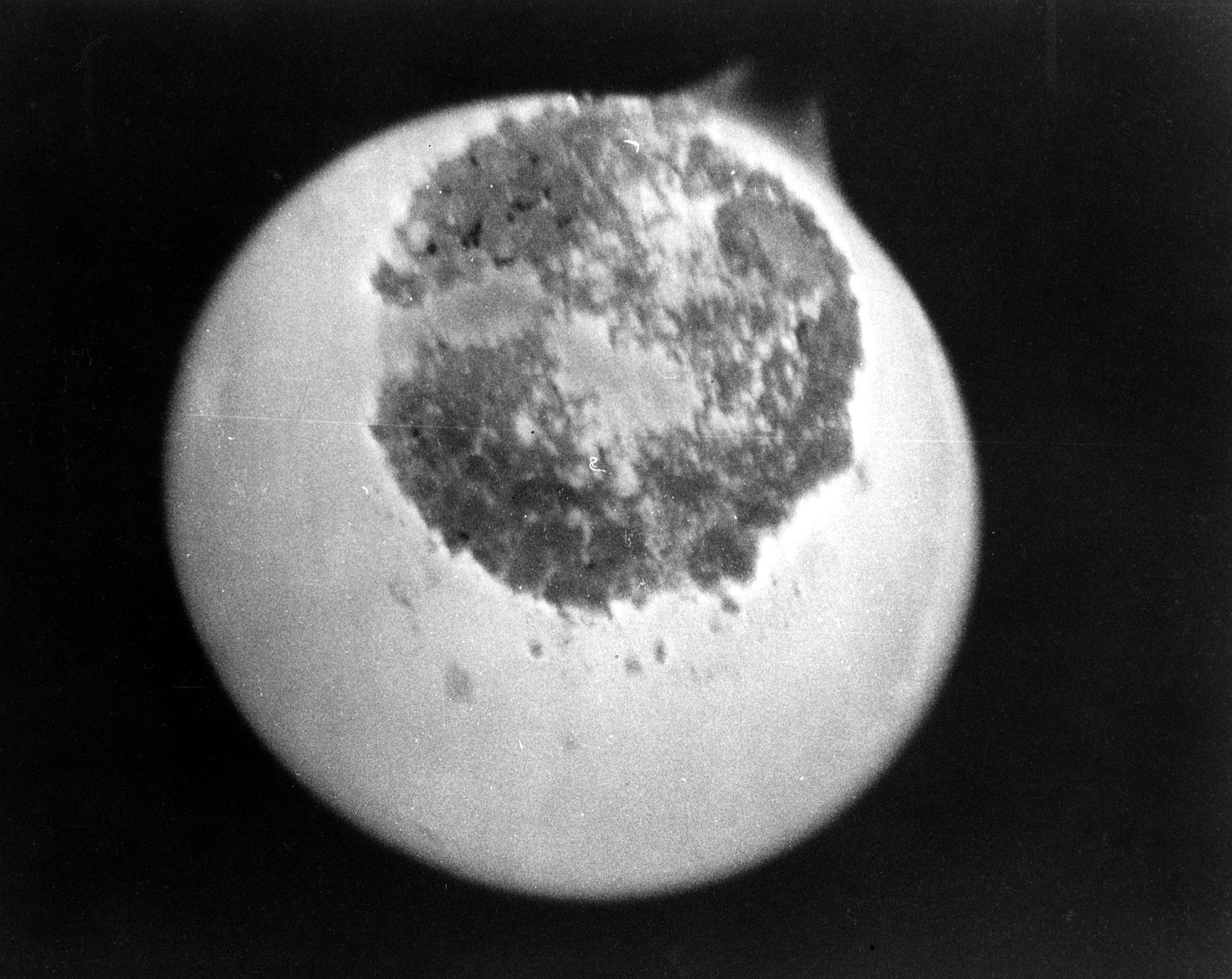
91 Protactinium
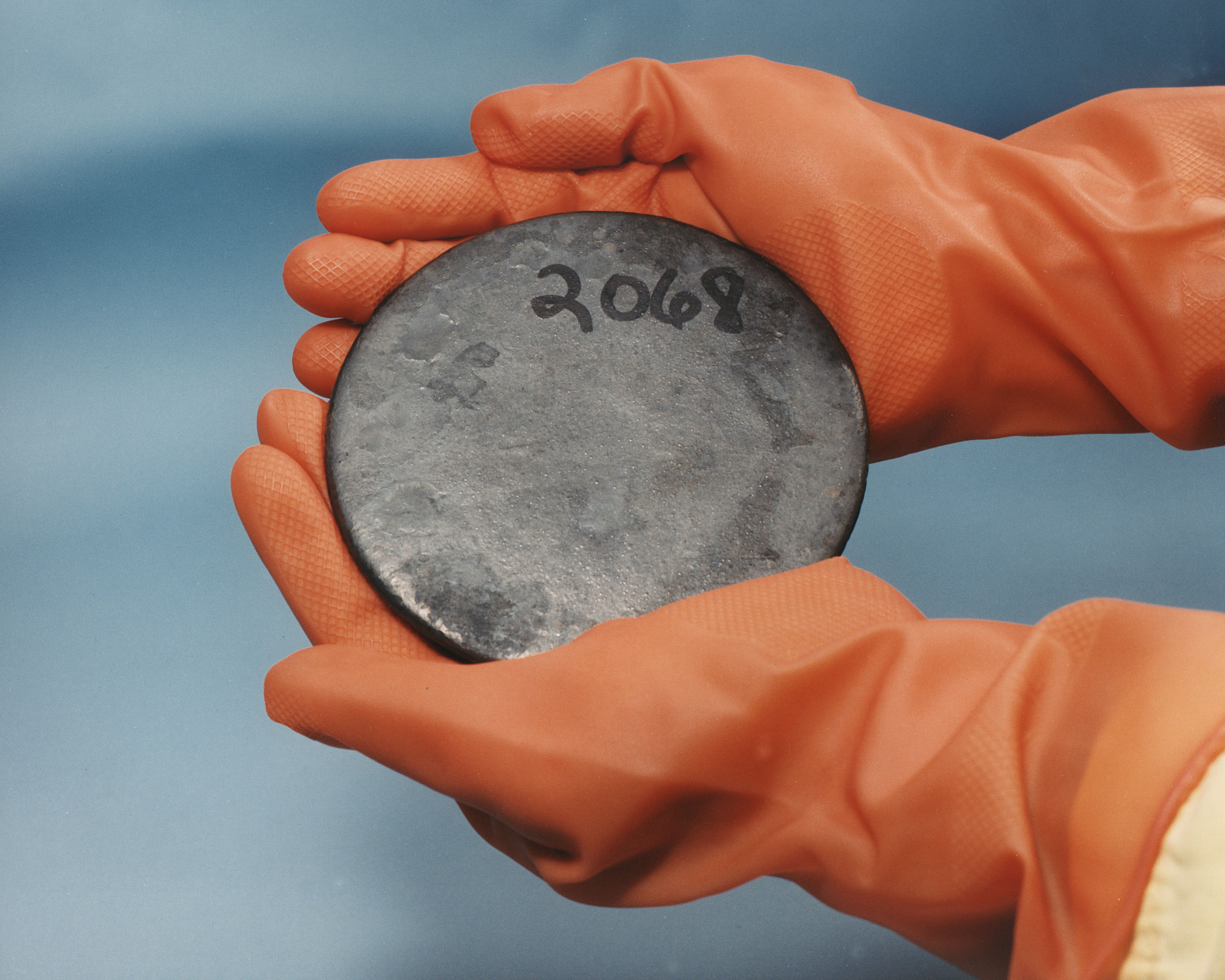
92 Uranium
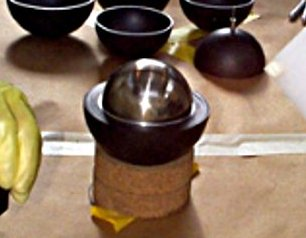
93 Neptunium
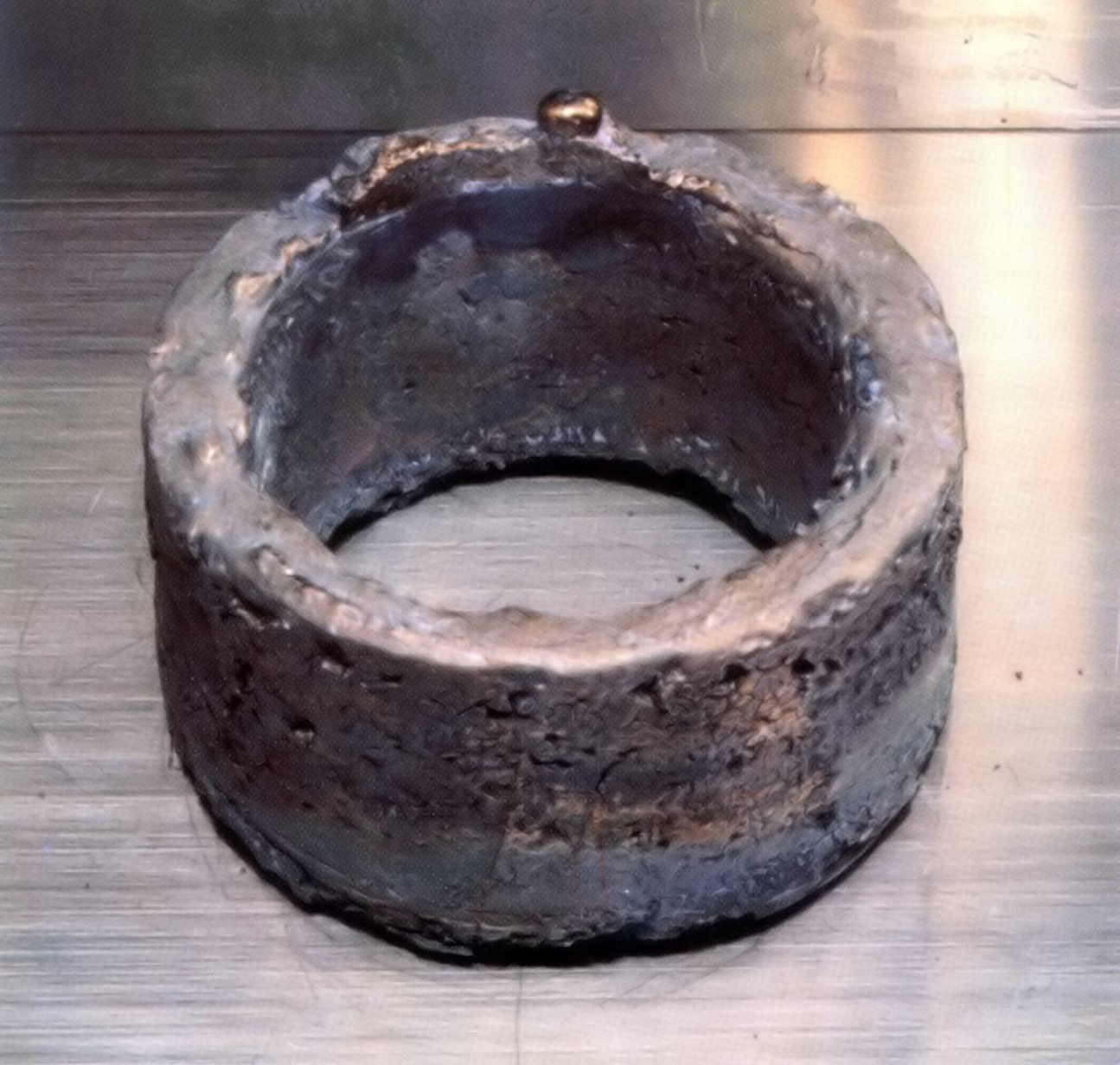
94 Plutonium
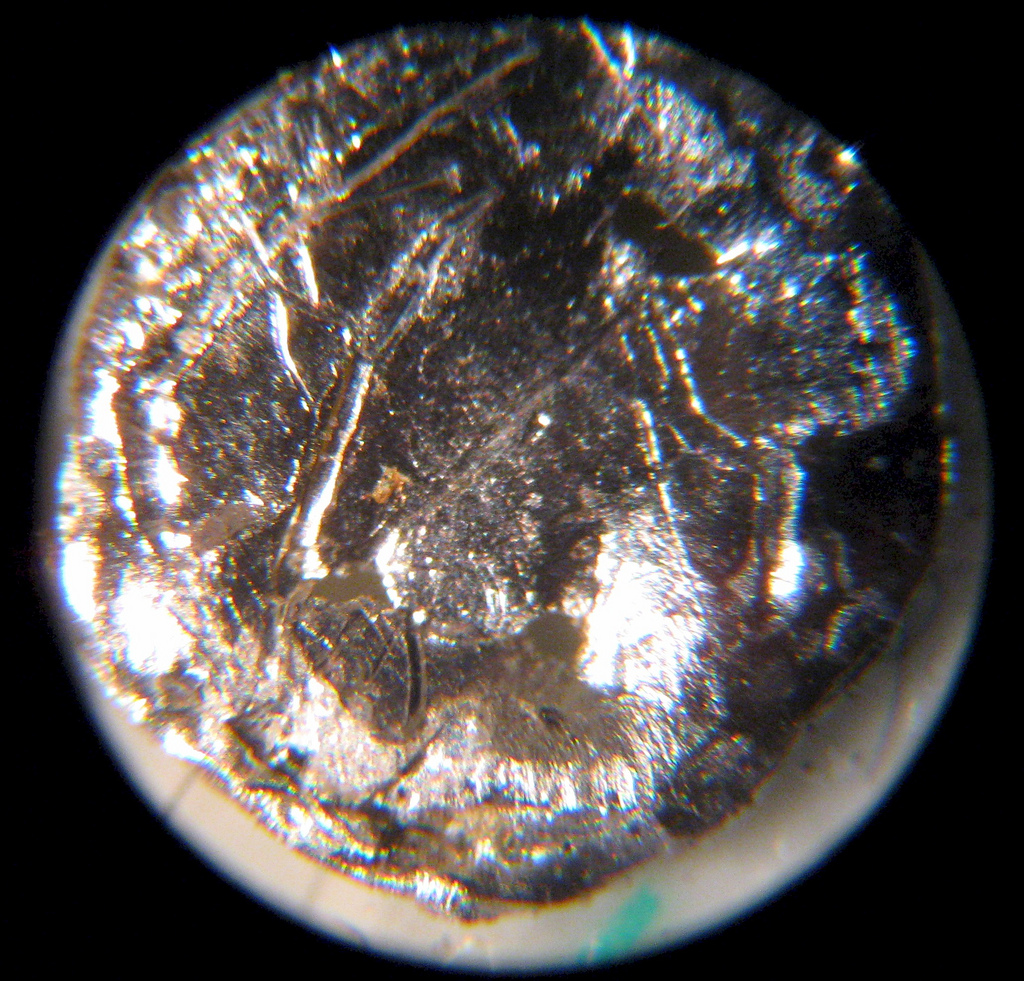
95 Américium
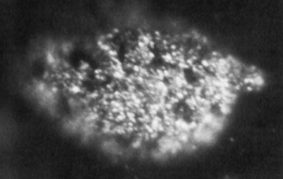
97 Berkélium
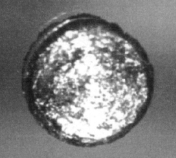
98 Californium